# 니콜라스 마두로 반대 시위
틀:볼리바르 베네수엘라 위기
2014년, 베네수엘라에서는 높은 도시 폭력, 인플레이션, 기본적인 상품 및 서비스의 만성적인 부족으로 인해 일련의 시위, 정치적 시위 및 시민 봉기가 시작되었다. 이러한 악화되는 상황에 대한 설명은 다양하며, 엄격한 물가통제와, 기본적인 정부 서비스에 대한 자금 부족을 초래한 장기적이고 광범위한 정치적 부정부패에 책임을 돌린다. 시위는 처음 1월에 배우이자 전 미스 베네수엘라인 모니카 스피어의 살해 이후 시작되었지만, 2014년 시위는 2월에 산크리스토발의 한 대학 캠퍼스에서 학생이 성폭행을 시도당한 사건 이후 니콜라스 마두로에 대한 시위가 본격적으로 시작되었다. 이후 학생 시위자들의 체포와 살해는 시위를 인근 도시로 확대시키고 야당 지도자들의 참여를 촉발시켰다. 그 해 초 몇 달 동안은 대규모 시위와 시위대와 정부군 간의 폭력적인 충돌이 특징이었으며, 정부 지지자와 반대자 모두를 포함하여 약 4,000명의 체포자와 43명의 사망자를 냈다. 2014년 말부터 2015년까지 계속된 물자 부족과 저유가는 시위를 다시 촉발시켰다.
2016년에는 2015년 베네수엘라 총선 논란과 2016년 리콜 국민투표를 둘러싼 사건 이후 시위가 발생했다. 2016년 9월 1일, 시위 중 가장 큰 시위 중 하나가 발생하여 마두로 대통령에 대한 리콜 선거를 요구했다. 2016년 10월 21일 친정부적인 국가 선거 위원회(CNE)가 리콜 국민투표를 중단시킨 후, 야당은 2016년 10월 26일 수십만 명이 참여한 또 다른 시위를 조직했으며, 야당은 120만 명이 참여했다고 밝혔다. 2016년 말 대규모 시위가 있은 후, 바티칸이 중재한 야당과 정부 간의 대화가 시도되었으나 2017년 1월에 결국 실패했다. 2017년 초 몇 달 동안 시위의 집중은 잠잠해졌으나, 친정부적인 베네수엘라 대법원이 야당이 이끄는 국회의 권한을 장악하고 면책특권을 박탈하려던 2017년 베네수엘라 헌법 위기가 발생하면서 상황이 바뀌었다. 비록 며칠 후 그 움직임이 철회되었음에도 불구하고, 시위는 "2014년 혼란 이후 가장 전투적으로" 확대되었다.
2017년 베네수엘라 시위 동안, 모든 시위의 어머니에는 250만에서 600만 명의 시위자가 참여했다. 2019년 시위는 2018년 5월 대선이 무효라고 국회가 선언하고 후안 과이도를 임시 대통령으로 선언하면서 대통령 위기가 발생한 1월 초에 시작되었다. 대부분의 시위는 평화로웠으며, 시연, 농성, 단식 투쟁으로 이루어졌지만, 소수의 시위대가 정부 건물과 대중교통과 같은 공공 재산에 대한 공격을 벌이기도 했다. 즉석에서 만든 거리 바리케이드를 세우는 것은 2014년에 논란이 되는 시위 형태였다. 처음에는 주로 중상층이 시위를 벌였지만, 베네수엘라의 상황이 악화되면서 하층민들도 참여하게 되었다. 니콜라스 마두로 정부는 시위를 비민주적인 쿠데타 시도로 규정했으며, "파시스트" 야당 지도자와 미국이 조율했다고 비난했다. 또한 자본주의와 투기가 고물가와 물자 부족을 초래하는 "경제 전쟁"의 일부라고 비난했다. 전 노동조합 지도자인 마두로는 평화적인 시위를 지지한다고 말하지만, 베네수엘라 정부는 시위 처리 방식에 대해 광범위하게 비난받았다. 베네수엘라 당국은 고무탄과 최루탄 사용을 넘어 실제 탄약 사용과 체포된 시위자 고문 사례를 포함하고 있다고 국제앰네스티와 휴먼 라이츠 워치와 같은 단체들은 밝혔다. 반면 유엔은 베네수엘라 정부가 정치적 동기에 의한 체포를 자행했다고 비난했다. 특히 전 차카오 시장이자 인민의지의 지도자인 레오폴도 로페스는 자신에게 제기된 논란의 여지가 있는 살인 및 폭력 선동 혐의를 정부의 "의견 불일치에 대한 범죄화"에 항의하는 데 사용했다. 시위 기간 동안 보도된 다른 논란으로는 언론 검열과 콜렉티보스라고 알려진 친정부 무장 단체들의 폭력이 있다.
2018년 9월 27일, 미국 정부는 베네수엘라 정부의 개인들에게 새로운 제재를 가했다. 여기에는 마두로의 아내 실리아 플로레스, 델시 로드리게스 부통령, 호르헤 로드리게스 통신부 장관, 블라디미르 파드리노 국방부 장관이 포함되었다. 2018년 9월 27일, 유엔 인권 이사회는 베네수엘라의 인권 침해에 대한 결의안을 처음으로 채택했다. 멕시코, 캐나다 및 아르헨티나를 포함한 11개 라틴 아메리카 국가들이 이 결의안을 제안했다. 2019년 1월 23일, 엘 티엠포는 2013년 이후 베네수엘라에서 5만 건 이상의 시위가 등록되었다는 시위 집계를 발표했다. 2020년에는 마두로에 대한 조직적인 시위가 크게 줄어들었으며, 특히 베네수엘라의 코로나19 범유행으로 인해 더욱 그러했다.
2024년 7월, 니콜라스 마두로가 대통령 선거에서 논란의 여지가 있는 승리를 선언하면서 베네수엘라 전역에서 광범위한 시위가 벌어졌으며, 이 선거는 투명성과 공정성 부족으로 비판받았다. 국내외 시위자들은 선거 조작과 야당 지도자들에 대한 탄압을 주장하며 결과의 정당성에 이의를 제기했다. 시위대와 보안군 간의 충돌이 전국적으로 보고되었으며, 과도한 무력 사용과 자의적인 구금이 기록되었다. 베네수엘라 당국은 유권자와 시위자 모두에 대해 야당 지지자들을 폭행, 체포, 위협하는 등 잔혹한 탄압을 가했다. 전 세계 주요 도시에서도 베네수엘라 디아스포라가 조직한 국제 연대 시위가 열려 마두로 정권의 권위주의가 심화되고 있음을 주목시켰다. 야당 지도자 마리아 코리나 마차도는 출마 금지에도 불구하고 시위 내내 저항의 상징적인 인물로 남아 있었다.

## 배경

### 볼리바르 혁명
베네수엘라는 수년간 일련의 우익 정부가 이끌었다. 1992년, 우고 차베스는 정부 장악을 목표로 하는 혁명적 볼리바르 운동-200이라는 그룹을 결성하고 쿠데타를 시도했다. 이후 차베스가 감옥에 있는 동안 또 다른 쿠데타가 일어났다. 두 쿠데타 시도 모두 실패하여 약 143~300명의 사망자가 발생했다. 차베스는 라파엘 칼데라 대통령에게 사면을 받은 후 선거에 참여하기로 결정하고 제5공화국 운동 (MVR) 정당을 창당했다. 그는 1998년 베네수엘라 대통령 선거에서 승리했다. 차베스에 의해 시작된 변화는 볼리바르 혁명이라고 불렸다.

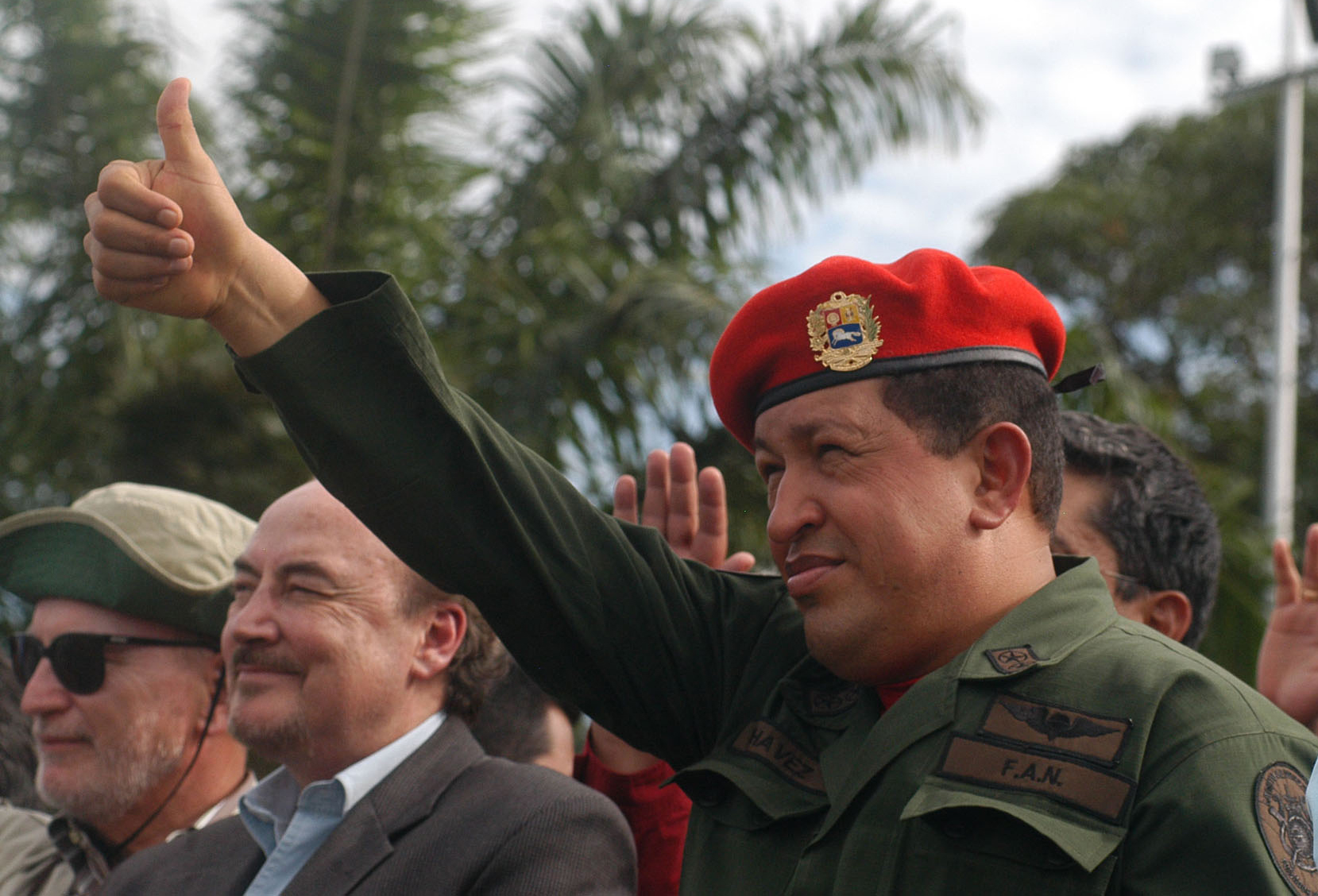
2010년의 고 우고 차베스 대통령.

자신을 민주사회주의자라고 선언한 반미주의 정치인 차베스는 삶의 질 향상을 목표로 하는 일련의 사회 개혁을 단행했다. 세계은행에 따르면, 차베스의 사회적 조치는 1998년 약 49%였던 빈곤을 약 25%로 감소시켰다. 1999년부터 2012년까지 유엔 라틴아메리카 카리브 경제 위원회 (ECLAC)는 베네수엘라가 이 지역에서 두 번째로 높은 빈곤 감소율을 달성했다고 보여준다. 세계은행은 또한 베네수엘라 경제가 유가 변동에 "극도로 취약"하다고 설명했는데, 2012년에는 "국가 수출의 96%와 재정 수입의 거의 절반"이 석유 생산에 의존했기 때문이다. 1998년, 차베스가 집권하기 전 해에는 석유가 베네수엘라 수출의 77%에 불과했다. 차베스 정부 하의 1999년부터 2011년까지 월별 인플레이션율은 국제 기준에 비해 높았지만, 1991년부터 1998년까지보다는 낮았다.
차베스 재임 기간 동안, 그의 정부는 부정부패, 개인적 이득을 위한 경제 남용, 선전, 군대 충성 매수, 마약 거래에 연루된 공무원, 콜롬비아 혁명군 (FARC)과 같은 테러리스트 지원, 언론 협박, 그리고 시민들의 인권 침해 혐의를 받았다. 2002년에 시행된 정부의 물가 통제는 처음에는 기본 상품 가격을 낮추는 것을 목표로 했으나, 인플레이션과 기본 상품 부족과 같은 경제 문제를 야기했다. 차베스 행정부 하에서 살인율은 그의 임기 동안 4배로 증가하여 베네수엘라를 세계에서 가장 폭력적인 국가 중 하나로 만들었다.
2013년 3월 5일, 차베스는 암으로 사망했고, 당시 부통령이었던 니콜라스 마두로가 차베스의 자리를 이어받았다. 2013년 내내 그리고 2014년까지, 불안정한 경제, 증가하는 범죄와 부정부패에 대한 우려가 커졌고, 이는 반정부 시위의 시작으로 이어졌다.

### 2014년 첫 시위

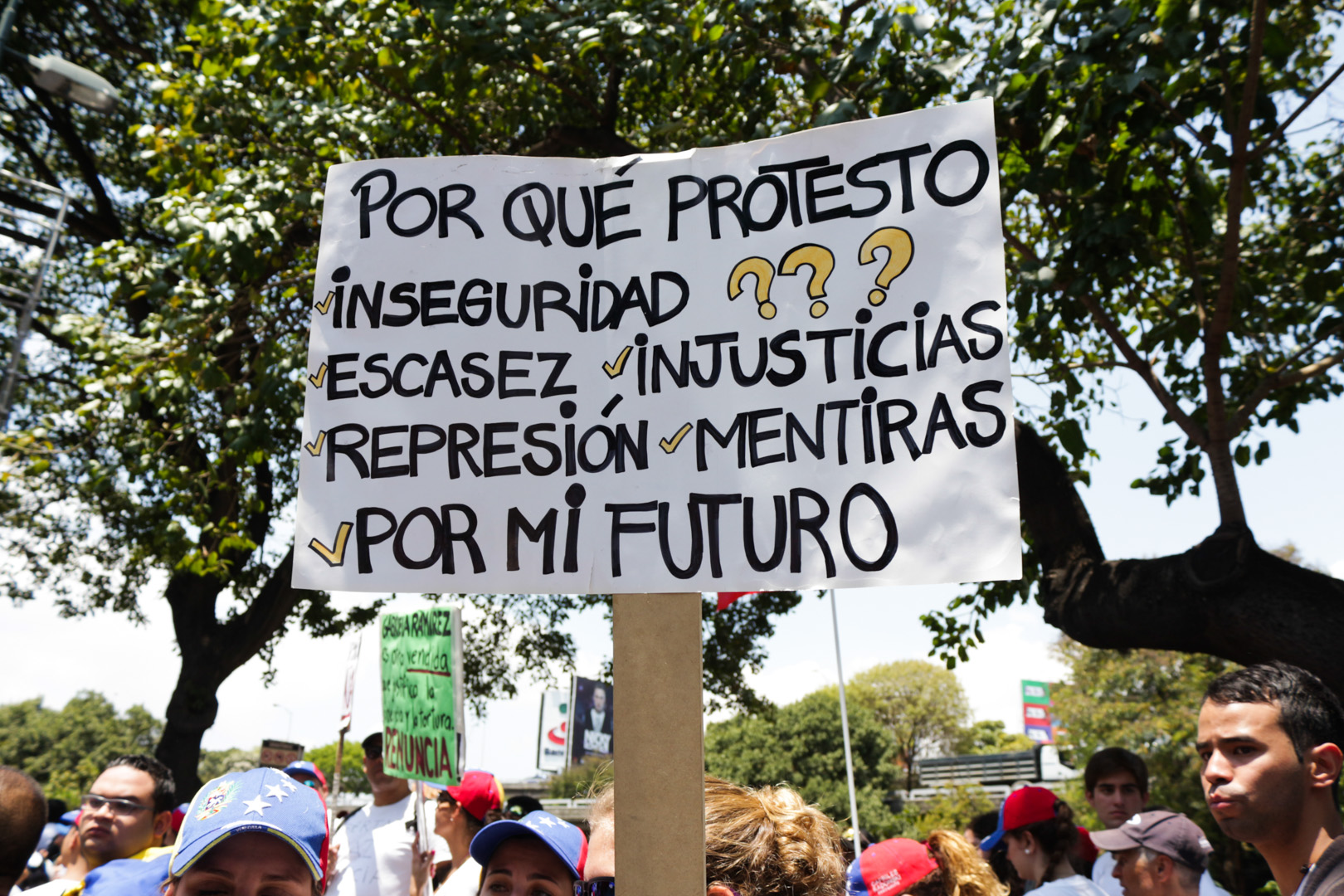
시위자들이 "나는 왜 시위하는가? 불안, 부족, 불의, 탄압, 속임수. 나의 미래를 위해."라고 적힌 표지판을 들고 있다.

베네수엘라의 폭력에 반대하는 시위는 2014년 1월에 시작되었고, 전 대선 후보인 엔리케 카프릴레스가 마두로 대통령과 악수하면서 계속되었다. 이 "제스처...는 그에게 지지를 잃게 했고" 야당 지도자 레오폴도 로페스가 전면에 나서게 하는 데 도움이 되었다. AP (통신사)에 따르면, 베네수엘라 수도 카라카스에서 시위가 시작되기 훨씬 전에, 서부 국경의 타치라주의 산크리스토발 대학 캠퍼스에서 한 여대생이 성폭행을 시도당한 사건이 "니콜라스 마두로 대통령과 그의 전임자인 고 우고 차베스 하에서 악화되는 안보 상황에 대한 오랜 불만"에 "격분"한 학생들의 시위로 이어졌다. 그러나 정말로 시위를 촉발시킨 것은 초기 시위에 대한 경찰의 강경한 대응이었는데, 이 과정에서 여러 학생들이 구금되고 학대당했으며, 그들의 석방을 요구하는 후속 시위도 있었다. 이 시위는 확대되어 비학생들을 끌어들였고, 더 많은 구금을 초래했으며; 결국 다른 학생들도 합류하여 시위는 카라카스와 다른 도시로 확산되었고, 야당 지도자들도 참여하게 되었다.
정부에 반대하는 주요 인물인 레오폴도 로페스는 그 직후 시위를 이끌기 시작했다. 2002년 베네수엘라 쿠데타 시도를 둘러싼 사건들 동안, 로페스는 "차베스에 대한 대중 시위를 조직했으며 차베스의 내무장관인 라몬 로드리게스 차신의 시민 체포에 핵심적인 역할을 했다"고 알려져 있지만, 그는 나중에 그 사건과 자신을 거리를 두려고 했다.

### 부정부패

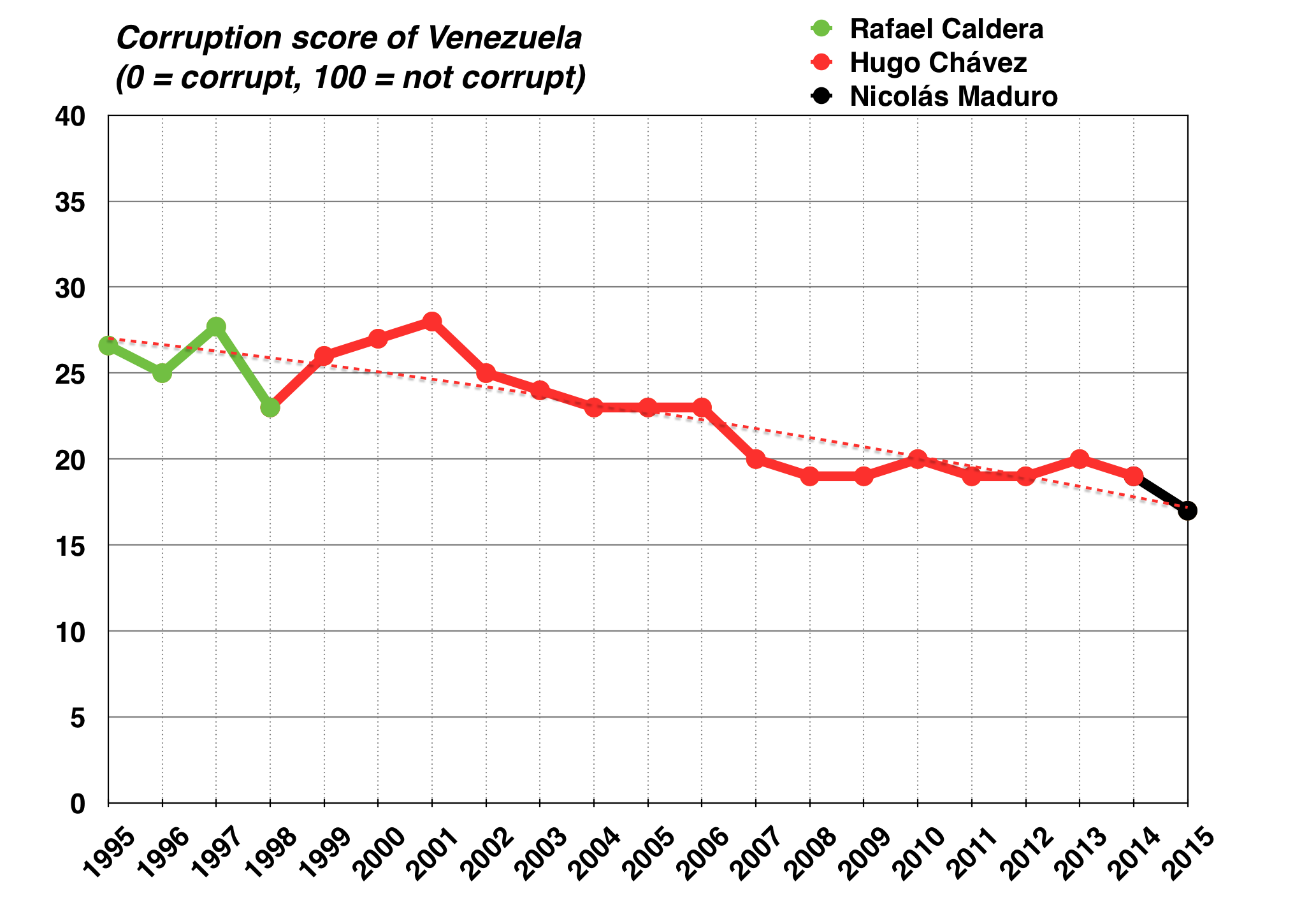
부패 인식 지수에 따른 부패 점수 (100 = 매우 깨끗함; 0 = 매우 부패함).
출처: 국제 투명성 기구

갤럽의 2014년 설문조사에서 베네수엘라 국민의 거의 75%가 정부에 부패가 만연하다고 생각한다. 레오폴도 로페스는 "우리는 모든 권력, 모든 돈, 모든 미디어, 모든 법률, 모든 사법 시스템을 사용하여 통제를 유지하려는 매우 부패한 권위주의 정부와 싸우고 있다"고 말했다.
국제 표준에 따르면 베네수엘라의 부정부패는 높은 순위를 차지한다. 부정부패는 신뢰성 있게 측정하기 어렵지만, 잘 알려진 측정 방법 중 하나는 베를린 기반 NGO인 국제 투명성 기구 (TNI)에서 매년 발표하는 부패 인식 지수이다. 베네수엘라는 1995년 조사가 시작된 이래 TNI 조사에서 가장 부패한 국가 중 하나였으며, 그 해 41개국 중 38위를 차지했고 이후에도 매우 저조한 성과를 보였다. 예를 들어, 2008년에는 180개국 중 158위를 기록하여 아이티를 제외하고 아메리카 대륙에서 가장 낮은 순위였고, 2012년에는 지수에서 가장 부패한 10개국 중 하나로 부룬디, 차드, 아이티와 함께 176개국 중 165위를 차지했다. TNI 여론 조사에 따르면 대부분의 베네수엘라 국민은 정부의 부정부패 척결 노력이 효과적이지 않다고 믿으며, 부정부패가 증가했고 사법 시스템, 의회, 입법부, 경찰과 같은 정부 기관이 가장 부패했다고 생각한다. TNI에 따르면 베네수엘라는 현재 세계에서 18번째로 부패한 국가이며 (177개국 중 160위) 사법 시스템은 세계에서 가장 부패한 것으로 간주된다.
또한 세계 정의 프로젝트는 2014년 법치 지수 보고서에서 베네수엘라 정부를 전 세계 99위로 평가했으며, 라틴 아메리카 국가 중 최하위를 기록했다. 보고서는 "베네수엘라는 분석된 모든 국가 중 최악의 성과를 보이며, 지난해에 비해 많은 분야에서 성과가 감소하는 추세를 보이고 있다. 행정 권한의 집중 심화와 견제와 균형 약화로 인해 정부의 책임 이행 측면에서 최하위를 기록했다"고 말한다. 또한 보고서는 "행정 기관은 비효율적이며 투명성이 부족하고... 사법 시스템은 상대적으로 접근 가능하지만, 정치적 간섭 증가로 인해 순위가 하락했다. 또 다른 우려 사항은 범죄와 폭력 증가, 그리고 특히 의견 및 표현의 자유와 같은 기본권 침해이다"라고 덧붙였다.

### 경제 문제

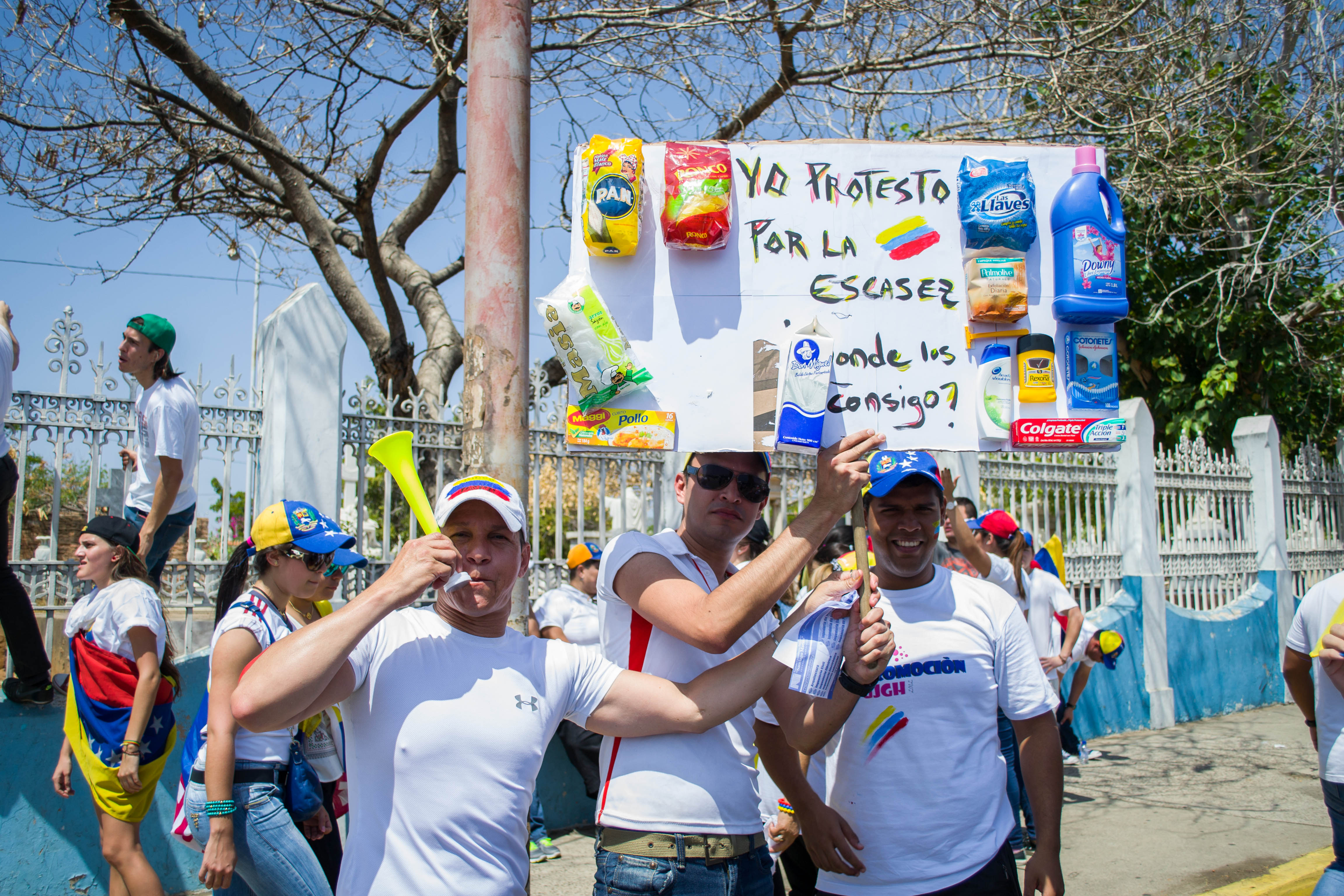
야당 시위자가 "물자 부족 때문에 시위합니다. 어디서 구할 수 있나요?"라고 적힌 표지판을 들고 있다.

2013년 세계 빈곤 지수 점수에 따르면, 베네수엘라는 경제고통지수 점수가 세계에서 가장 높은 국가로 1위를 차지했다. CIA가 제공한 데이터에 따르면, 2013년 베네수엘라는 내전 중인 시리아 다음으로 세계에서 두 번째로 높은 인플레이션율(56.20%)을 기록했다. 베네수엘라의 경성 볼리바르의 통화량도 계속 가속화되어 더 많은 인플레이션을 부채질하고 있을 수 있다. 베네수엘라 정부의 경제 정책, 특히 엄격한 물가통제는 "간헐적인 초인플레이션"과 함께 세계에서 가장 높은 인플레이션율 중 하나를 초래했으며, 식량 및 기타 기본 상품의 심각한 부족을 야기했다. 베네수엘라 정부가 만든 이러한 정책들은 기업에 해를 끼쳤고, 물자 부족, 긴 줄, 약탈로 이어졌다.
헤리티지 재단은 2014년 경제자유지수 보고서에서 베네수엘라를 경제 자유도 178개국 중 175위로 평가하며 "억압된" 경제로 분류했다. Datos 설문조사에서 인터뷰한 사람들의 절반 이상이 현재 국가의 경제 상황에 대해 마두로 정부에 책임이 있다고 생각했으며, 대부분은 2014년 다음 6개월 동안 국가의 경제 상황이 더 나빠지거나 마찬가지일 것이라고 생각했다. 마두로 대통령은 경제 문제의 원인을 자신의 정부에 대한 "경제 전쟁"이라고 주장했으며, 특히 자본주의와 투기에 책임을 돌렸다.

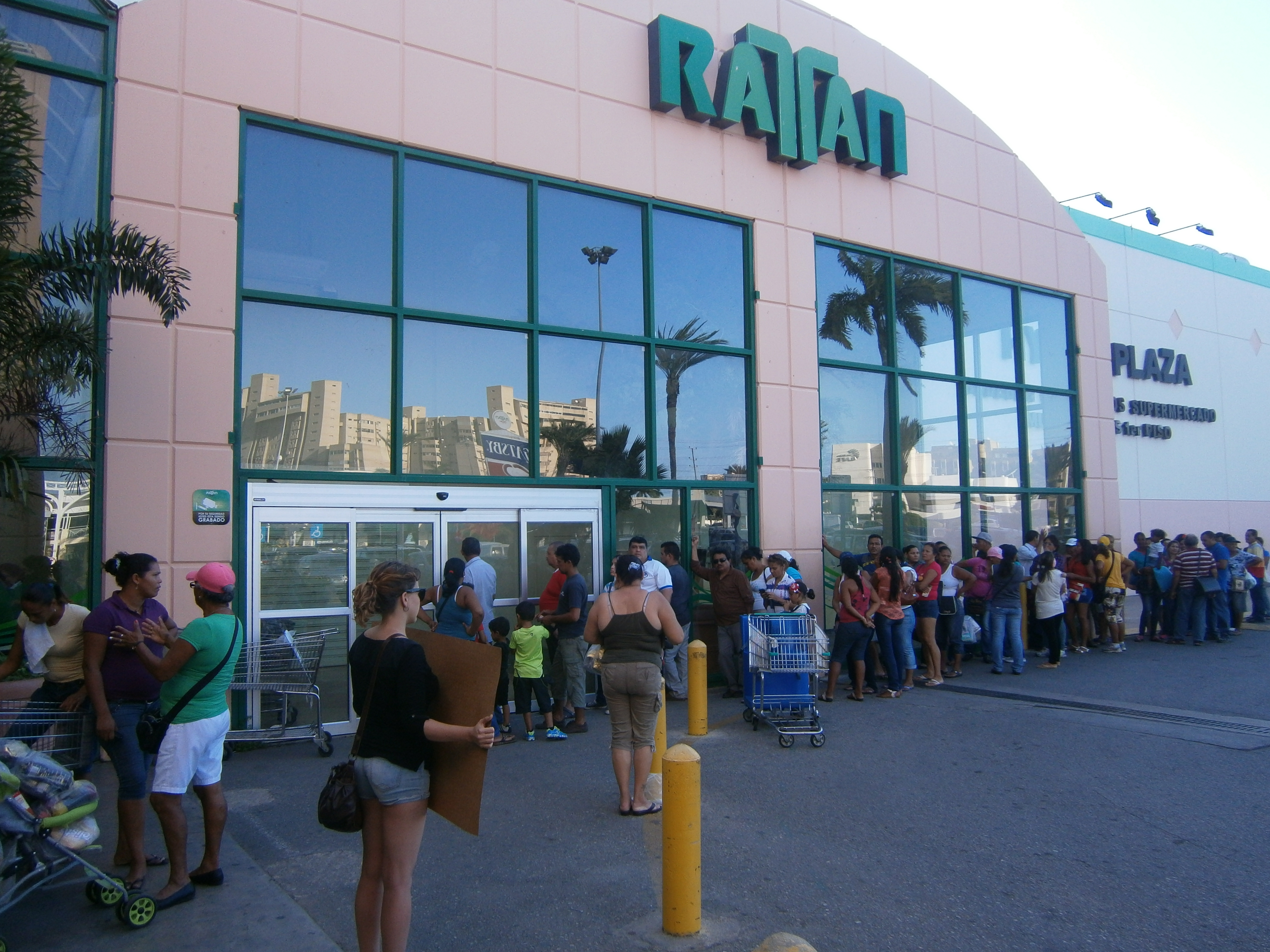
2014년 슈퍼마켓에서 줄을 서서 기다리는 쇼핑객들.

2014년 2월의 AP (통신사) 보도는 "수년간의 악화로 인해 붕괴 직전에 있는 의료 시스템 때문에 전국적으로 수많은 환자들이 방치되고 있다"고 지적했다. 의사들은 "얼마나 많은 사람들이 사망했는지 알 수 없으며, 정부는 2010년 이후로 건강 통계를 발표하지 않고 있다"고 말했다. 이사벨 이투리아 보건부 장관은 AP와의 인터뷰를 거부했고, 니메니 구티에레스 보건부 차관보는 "국영 TV에서 시스템이 위기에 처해 있다는 것을 부인했다."

### 폭력 범죄
베네수엘라에서는 21분마다 한 명이 살해된다. 2014년 첫 두 달 동안 거의 3,000명이 살해되었는데, 이는 전년도보다 10% 증가한 수치이자 우고 차베스가 처음 집권했을 때보다 500% 높은 수치이다. 2014년, 쿼츠는 높은 살인율이 베네수엘라의 "증가하는 빈곤율; 만연한 부정부패; 높은 총기 소유율; 그리고 살인자 처벌 실패(공존 및 시민 안보 연구소에 따르면 살인 사건의 91%가 처벌되지 않음)" 때문이라고 주장했다. 인사이트크라임은 폭력 증가의 원인을 "높은 수준의 부정부패, 경찰력 투자 부족, 허술한 총기 규제"로 돌렸다.

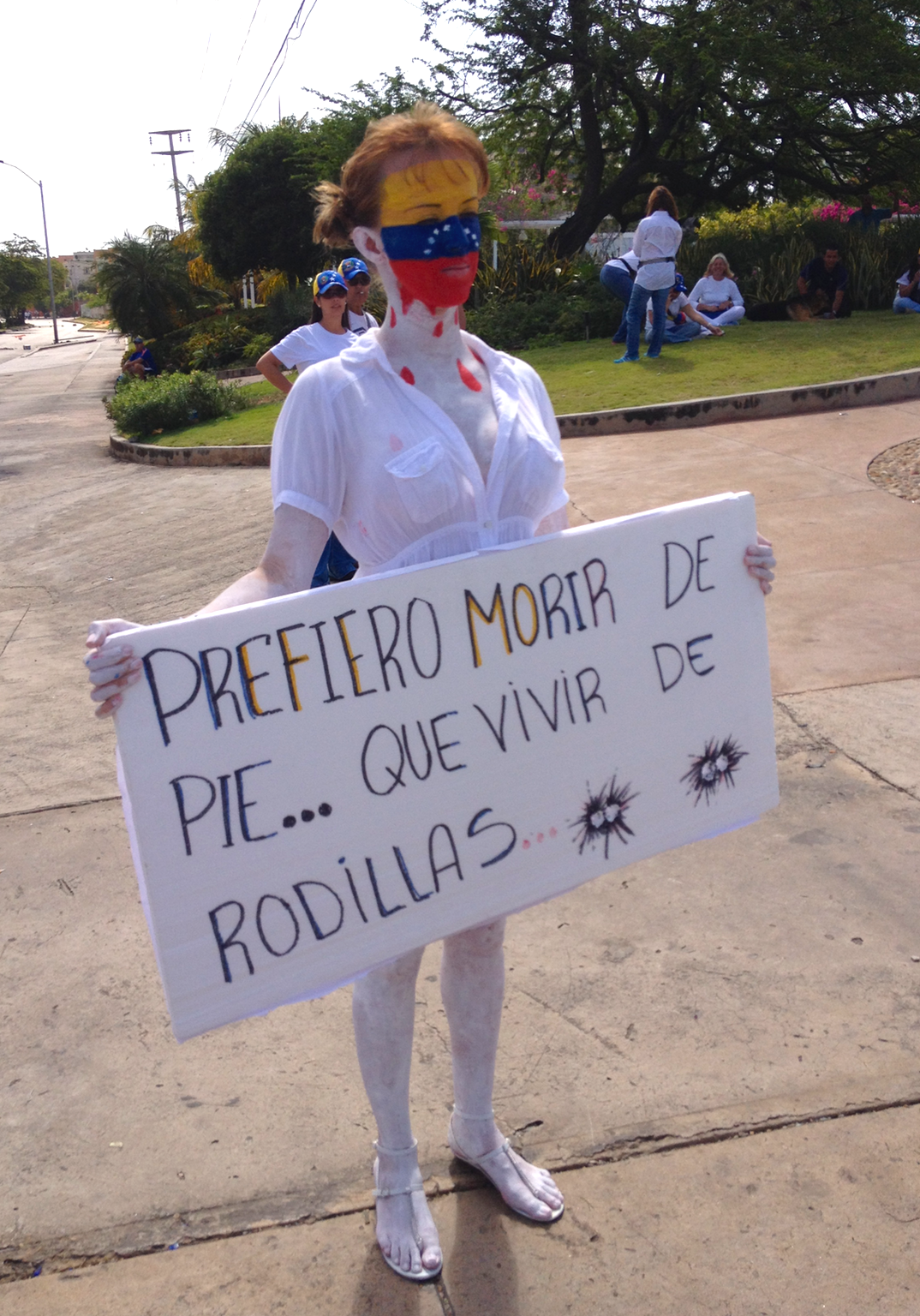
"나는 무릎 꿇고 살기보다 서서 죽는 것이 낫다"고 적힌 표지판을 든 시위자

배우이자 전 미스 베네수엘라인 모니카 스피어와 그녀의 전 남편이 5세 딸이 다리에 총상을 입은 상태에서 길가 강도에게 살해당한 사건 이후, 베네수엘라는 채널 4에 의해 "세계에서 가장 위험한 나라 중 하나"로 묘사되었으며, "전 대통령 우고 차베스 행정부 동안 범죄가 급증했고, 무장 강도 사건에서 살인이 흔한" 나라이다. 2014년 3월 베네수엘라 폭력 관측소는 이 나라의 살인율이 이제 인구 10만 명당 거의 80명에 달한다고 밝혔지만, 정부 통계는 10만 명당 39명으로 보고했다. 지난 10년간 살해된 사람들의 수는 이라크 전쟁 중 이라크의 사망률과 비슷했다. 어떤 시기에는 베네수엘라가 평화로웠음에도 불구하고 이라크보다 민간인 사망률이 더 높았다. 범죄는 또한 경제에 영향을 미쳤다고 베네수엘라 상공회의소 연맹 회장 호르헤 로이그는 말했으며, 많은 외국 기업 경영자들이 베네수엘라 여행을 너무 두려워하고 많은 베네수엘라 기업 소유주들이 해외에 거주하고 있으며, 그 결과 기업 생산량이 감소했다고 밝혔다.
야당은 범죄에 대한 정부의 미온적인 태도, 사법부와 같은 기관의 정치화 및 부패, 그리고 공개 담론에서 폭력을 미화하는 것 때문에 범죄가 발생한다고 말하는 반면, 정부는 마약 밀매 및 미디어 폭력과 같은 "자본주의 악행"이 원인이라고 말한다.
미국 국무부와 캐나다 정부는 외국인 방문객들에게 강도, 납치 및 몸값 요구, 또는 테러 조직에 대한 판매 및 살해의 대상이 될 수 있다고 경고했다. 영국의 외교부는 줄리아, 타치라주, 아푸레주 콜롬비아 국경 80km (50마일) 이내 모든 여행에 대해 주의를 당부했다.

### 선거

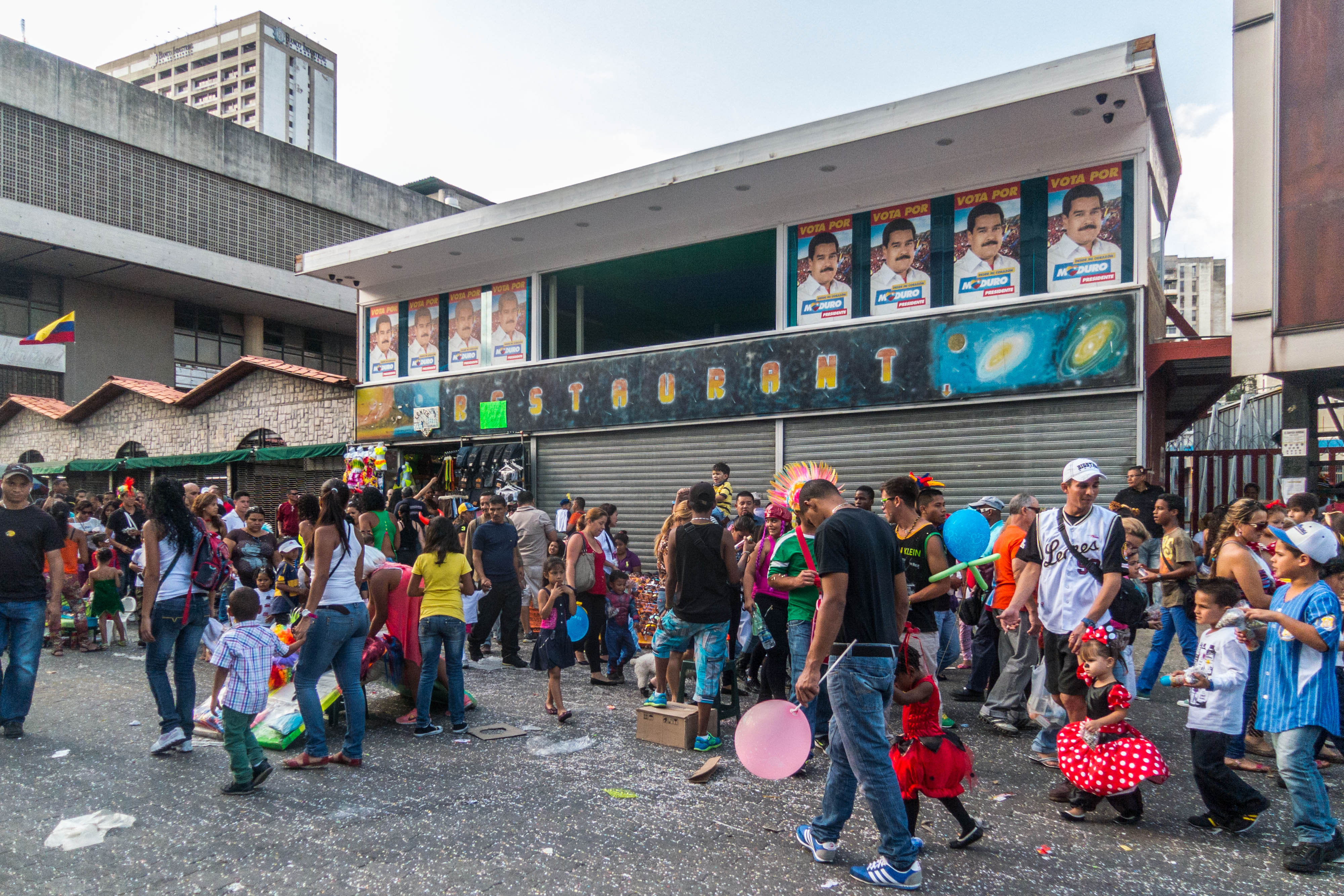
2013년 베네수엘라 대통령 선거 이후 남아있는 니콜라스 마두로의 여러 표지판들.

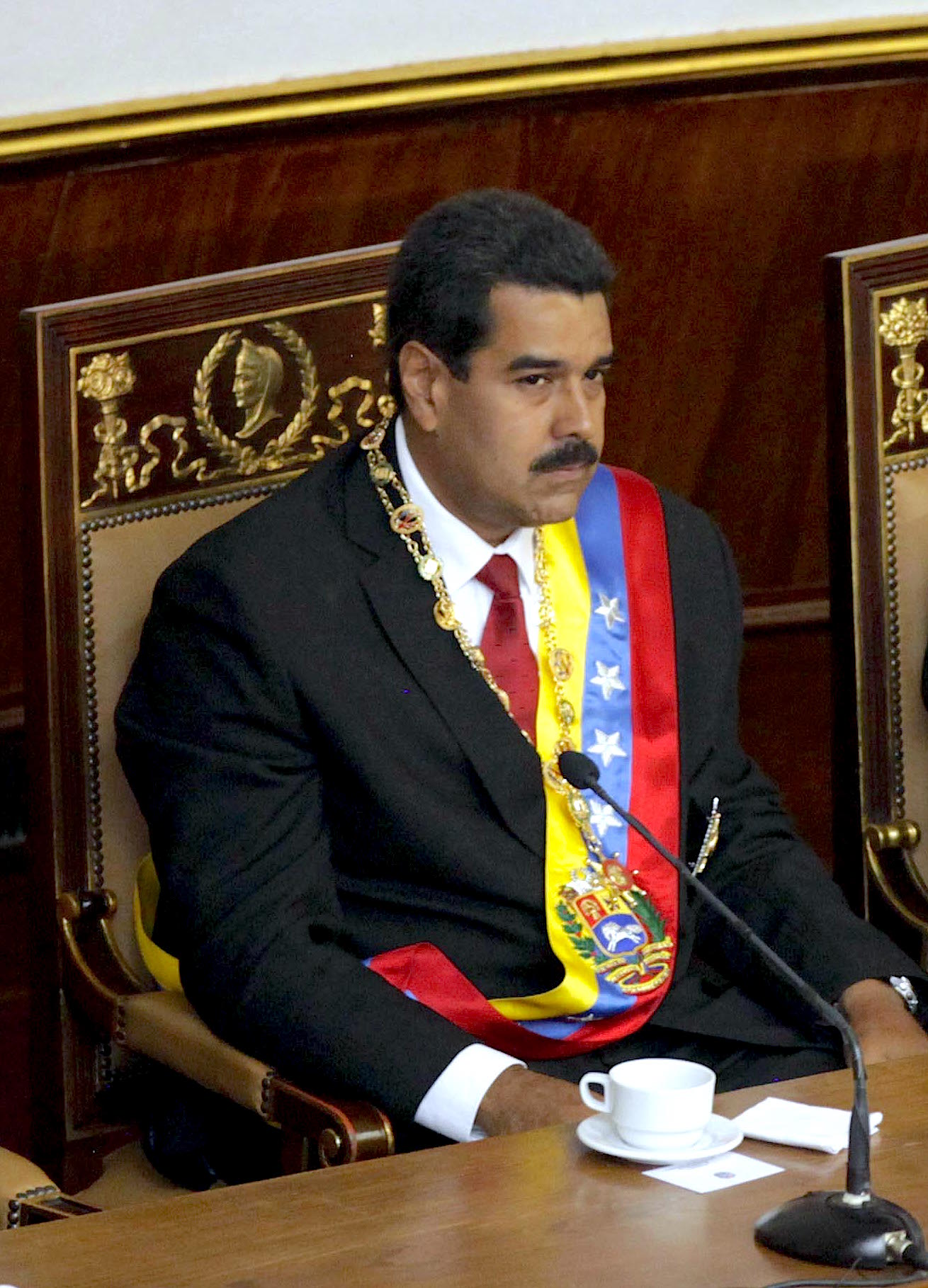
2013년 4월 19일 니콜라스 마두로가 베네수엘라 대통령으로 취임했다.

2013년 4월 14일, 니콜라스 마두로는 대선에서 50.6%의 득표율로 당선되었는데, 이는 기존 여론조사에 비해 놀랍도록 엔리케 카프릴레스 라돈스키 후보의 49.1%보다 근소하게 앞선 결과였다. 야당 지도자들은 선거 직후 사기 혐의를 제기했으며 카프릴레스는 유권자들이 마두로에게 투표하도록 강요받았고 선거 불규칙성이 있었다고 주장하며 결과를 받아들이기를 거부했다. 전자 기록과 종이 투표용지를 비교하여 54%의 무작위 표본에 대한 선거 후 감사를 실시한 국가 선거 위원회(CNE)는 의심스러운 점을 찾지 못했다고 주장했다. 카프릴레스는 처음에 나머지 46%의 표에 대한 감사를 요구하면서, 이것이 자신이 선거에서 승리했음을 보여줄 것이라고 주장했다. CNE는 감사를 실시하기로 동의했고, 5월에 이를 시행할 계획이었다. 나중에 카프릴레스는 마음을 바꿔 선거 등록부에 대한 완전한 감사를 요구하고 감사 과정을 "농담"이라고 불렀다. 정부가 투표에 대한 전면적인 감사에 동의하기 전에, 마두로 반대자들의 공개 시위가 있었다. 시위대는 결국 국가방위대 대원들의 최루탄과 고무탄 사용으로 해산되었다. 마두로 대통령은 시위에 대해 "만약 당신들이 쿠데타를 통해 우리를 전복시키려 한다면, 국민과 군대가 당신들을 기다리고 있을 것이다"라고 말했다. 충돌로 인해 7명이 사망하고 수십 명이 부상당했다. 마두로 대통령은 시위를 "쿠데타" 시도로 묘사하며, 미국에 책임을 돌렸다. 결국 카프릴레스는 시위자들에게 시위를 멈추고 "정부의 놀음"에 놀아나지 말라고 말하여 더 이상의 사망자가 발생하지 않도록 했다. 2013년 6월 12일, 부분 감사 결과가 발표되었다. CNE는 초기 결과를 인증하고 마두로의 선거 승리를 확인했다.
2013년 12월 8일 지방선거에서 야당이 패배하자, 이는 마두로의 대통령직에 대한 '국민투표'로 간주되었는데, 전략에 대한 내부 논쟁을 촉발시켰다. 온건한 야당 지도자들인 엔리케 카프릴레스와 헨리 팔콘은 '통합'과 정부와의 대화를 주장했으며, 대통령이 주최한 회의에 참석하여 국가 시장과 주지사들 간의 협력을 논의했다. 레오폴도 로페스와 마리나 코리나 마차도와 같은 다른 야당 지도자들은 대화에 반대했으며 즉각적인 정부 변화를 강요하는 새로운 전략을 요구했다.

## 시위 폭력

### "콜렉티보스"

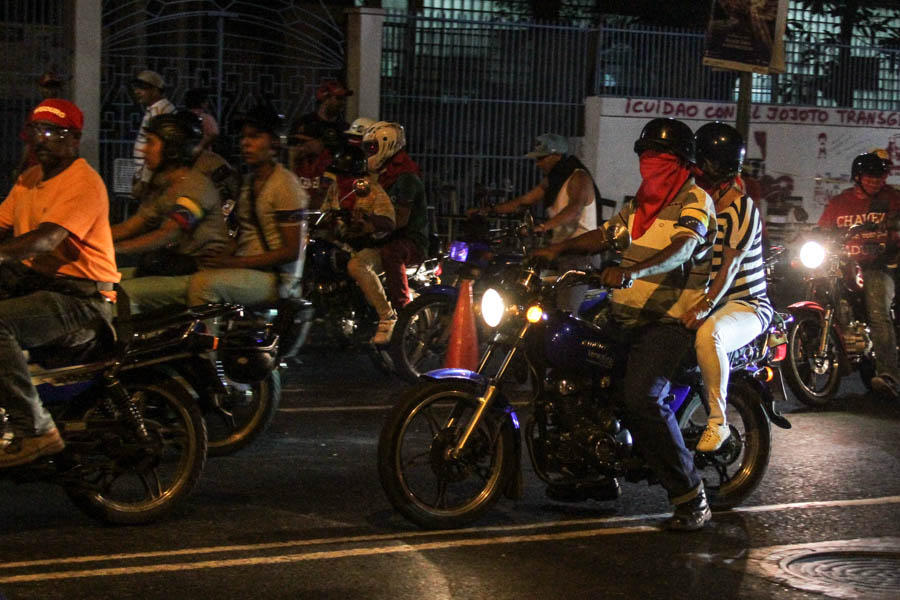
마스크를 쓴 베네수엘라 오토바이 운전자들은 종종 콜렉티보스와 연관된다.

"콜렉티보스"라고 알려진 무장 단체들은 시위대와 야당 TV 직원들을 공격하고, 언론인들에게 살해 위협을 가했으며, 우고 차베스가 이 단체들이 자신의 정부에 개입했다고 비난한 후 바티칸 특사를 최루탄으로 공격했다. 콜렉티보스는 시위 동안 정부를 도왔다. 휴먼 라이츠 워치는 "베네수엘라 정부가 무장 민간인 단체들을 용인하고 장려했다"고 말했으며, HRW는 이 단체들이 "시위자들을 위협하고 폭력 사태를 일으켰다"고 주장한다. 사회주의 인터내셔널 또한 불규칙한 단체들이 시위자들을 공격하는 동안 누렸던 면책 특권을 비난했다. 마두로 대통령은 자신이 "극우파에 의해 벌어지는 파시스트 쿠데타"로 간주하는 것에 대한 도움에 대해 특정 오토바이 단체들에게 감사했지만, "혁명에 자리가 없다"고 말하며 무장 단체들과 거리를 두었다. 나중에 마두로 대통령은 모든 폭력 단체를 규탄하고 정부 지지자가 범죄를 저지르면 야당 지지자와 마찬가지로 감옥에 갈 것이라고 말했다. 그는 폭력적인 사람은 정부 지지자로서 자리가 없으므로 즉시 친정부 운동을 떠나야 한다고 말했다.
일부 "콜렉티보스"는 베네수엘라 정부군의 방해 없이 야당에 대해 폭력적으로 행동했다. 베네수엘라 호르헤 아레아사 부통령은 콜렉티보스를 칭찬하며 "모범적인 행동을 보였다면 그것은 볼리바르 혁명과 함께하는 오토바이 콜렉티보스의 행동이었다"고 말했다. 그러나 2014년 3월 28일, 아레아사는 정부가 베네수엘라의 모든 불규칙한 무장 단체를 해체할 것이라고 약속했다. 콜렉티보스는 베네수엘라 교도소 장관 이리스 발레라에 의해 "조국 방어의 근본적인 기둥"이라고 불리기도 했다.
휴먼 라이츠 워치는 정부군이 "수 미터 떨어진 보안군 앞에서 시위대, 언론인, 학생 또는 정부 반대자로 여겨지는 사람들을 공격하도록" 콜렉티보스를 "반복적으로 허용했다"고 보고했으며, "일부 경우에는 보안군이 친정부 공격자들과 공개적으로 협력했다"고 밝혔다. 휴먼 라이츠 워치는 또한 "제복을 입은 보안군과 친정부 갱단이 나란히 시위대를 공격했다는 설득력 있는 증거를 발견했다"고 말했으며, 한 보고서는 정부군이 시위대에게 실탄을 발사한 친정부 민간인들을 도왔다고 밝혔다.
이들 과림베로, 파시스트, 폭력배, 그리고 오늘날 국가 인구의 다른 부문도 거리에 나섰다. UBCh, 공동체 의회, 공동체, 콜렉티보스에게 촉구한다: 불붙은 불꽃은 꺼진다.
휴먼 라이츠 워치는 "이러한 무장 친정부 갱단에 의해 자행된 범죄에 대한 신뢰할 만한 증거에도 불구하고, 고위 관리들은 연설, 인터뷰, 트위터를 통해 직접적으로 단체들에게 시위대와 대결할 것을 요구했다"고 밝혔으며, 니콜라스 마두로 대통령은 "여러 차례 정부에 충성하는 민간 단체들에게 '파시스트' 시위대라고 묘사한 불꽃을 '끄도록' 요구했다"고 덧붙였다. 카라보보 주지사 프란시스코 아멜리아치는 정부가 만든 민간 단체인 우고 차베스 전투 부대 (UBCh)에 "국민이 정복을 방어하고 베네수엘라 혁명의 확장을 위해 계속 싸우는 도구"라고 불렀다. 아멜리아치는 트윗에서 UBCh에게 시위대에 대한 빠른 반격을 시작하라고 요구하며 "그링고스 (미국인)와 파시스트들은 조심하라"고 말했고, 명령은 디오스다도 카베요 국회의장이 내릴 것이라고 밝혔다.

### 정부군
정부 당국은 "비무장 시위대와 시위 근처의 다른 사람들에 대해 불법적인 무력 사용"을 자행했다. 불법적인 무력 사용에 연루된 정부 기관으로는 국가방위대, 국가경찰, 인민방위대 및 기타 정부 기관이 있다. 일부 흔한 학대에는 "비무장 개인을 주먹, 헬멧, 총기로 심하게 구타하는 것; 군중에게 무차별적으로 실탄, 고무탄, 최루탄을 발사하는 것; 그리고 경우에 따라 이미 구금된 비무장 개인에게 고무탄을 근접 사격하는 것"이 포함되었다. 휴먼 라이츠 워치는 "베네수엘라 보안군이 전혀 정당화되지 않는 상황에서 무력, 심지어 치명적인 무력을 반복적으로 사용했다"고 말했으며, "무력 사용은 피해자, 목격자, 변호사, 언론인에 따르면 평화로운 시위 상황에서 발생했으며, 많은 경우 그들의 진술을 뒷받침하는 비디오 영상과 사진을 공유했다"고 덧붙였다.

#### 총기 사용

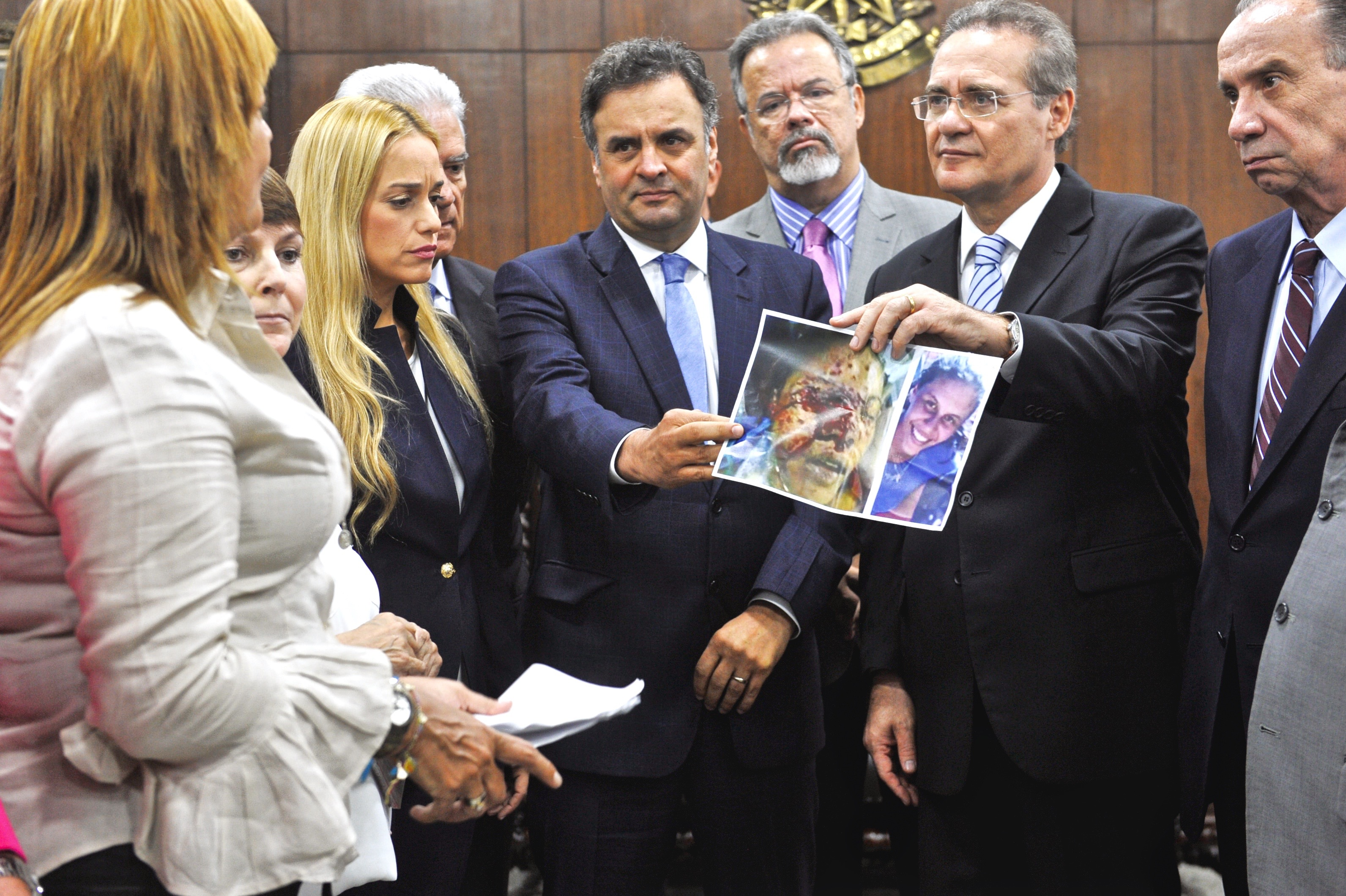
릴리안 틴토리가 브라질 상원 의원들과 함께 베네수엘라 당국이 조류탄으로 얼굴을 쏴 살해당한 제럴딘 모레노의 사진을 보여주고 있다.

정부군이 시위 진압에 총기를 사용했다. 국제앰네스티는 "경고 없이 시위자들에게 근거리에서 산탄총과 최루탄을 직접 발사했다는 보고를 받았다"며 "그러한 관행은 국제 기준을 위반하며 최소한 한 명의 시위자 사망을 초래했다"고 밝혔다. 또한 "정부군에 의해 구금된 시위자들이 때때로 의료 지원과 변호사 접근을 거부당했다"고 말했다.
뉴욕 타임스는 한 시위자가 "시위에서 군인에게 너무 가까이서 총에 맞아 외과의사가 다리에 박힌 플라스틱 산탄총 껍질 조각과 당시 주머니에 있던 열쇠 조각을 제거해야 했다"고 보도했다. 베네수엘라 당국은 또한 "근거리에서 단단한 플라스틱 산탄총탄"을 발사하여 수많은 시위자들에게 부상을 입히고 한 여성을 살해한 혐의를 받고 있다. 살해된 여성은 시위 중 집 밖에서 냄비를 두드리고 있었는데, 그녀의 아버지는 "군인들이 오토바이를 타고 다가왔다"고 보고했으며, 그 여성이 집으로 피신하려다 넘어졌다고 말했다. 이 사건의 목격자들은 "군인이 오토바이에서 내려 그녀의 머리에 산탄총을 겨냥하고 발사했다"고 말했다. 경찰이 발사한 총알은 "그녀의 눈구멍을 뚫고 뇌로 들어갔다". 이 여성은 생일 며칠 전에 사망했다. 그녀의 아버지는 그녀를 살해한 군인은 체포되지 않았다고 말했다. 또한 베네수엘라 형사 포럼은 당국이 학생들을 총으로 쏜 사실을 은폐하려 증거를 조작하려 했다고 주장했다.
베네수엘라 헌법 제68조는 "평화적인 시위를 통제하기 위한 총기 및 유독 물질의 사용은 금지된다"며 "경찰 및 공공 질서 통제 보안 기관의 행동은 법률로 규정된다"고 명시하고 있다.

#### 화학 작용제 사용

2014년 시위 이후 전시된 여러 개의 최루탄.

일부 시위는 최루탄과 물대포로 진압되었다.
베네수엘라에서도 일부 신비한 화학 물질이 사용되었다. 2014년 3월 20일, "빨간 가스"가 산크리스토발에서 시위대에 사용되었을 때 처음 등장했으며, 이는 CS 가스인 것으로 보고되었다. "녹색 가스"의 첫 보고된 사용은 2014년 2월 15일 알타미라에서 시위에 사용되었다. 2014년 4월 25일, "녹색 가스"가 메리다에서 시위대에 다시 사용되었다는 보고가 있었다. 하버드 국제 개발 센터의 리카르도 하우스만 베네수엘라계 미국인 국장은 이 가스가 시위자들을 구토하게 만들었다고 말했다. 일부는 사용된 화학 물질이 아다미사이트이며, 호흡 곤란, 메스꺼움, 구토를 유발할 수 있는 황록색 비소 함유 화학무기라고 보고했다.

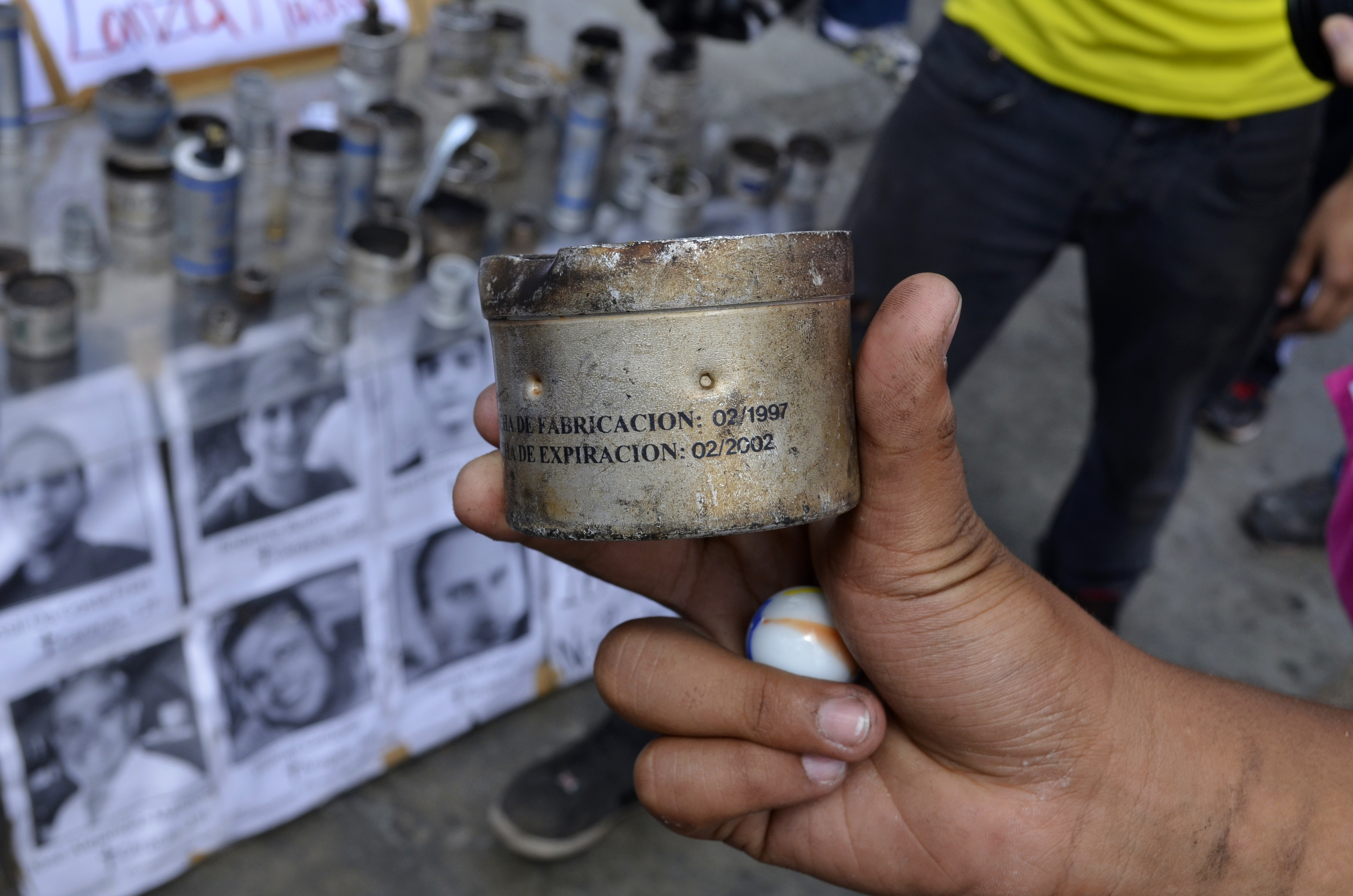
2002년에 만료된 최루탄 사진, 시위 중 사용됨.

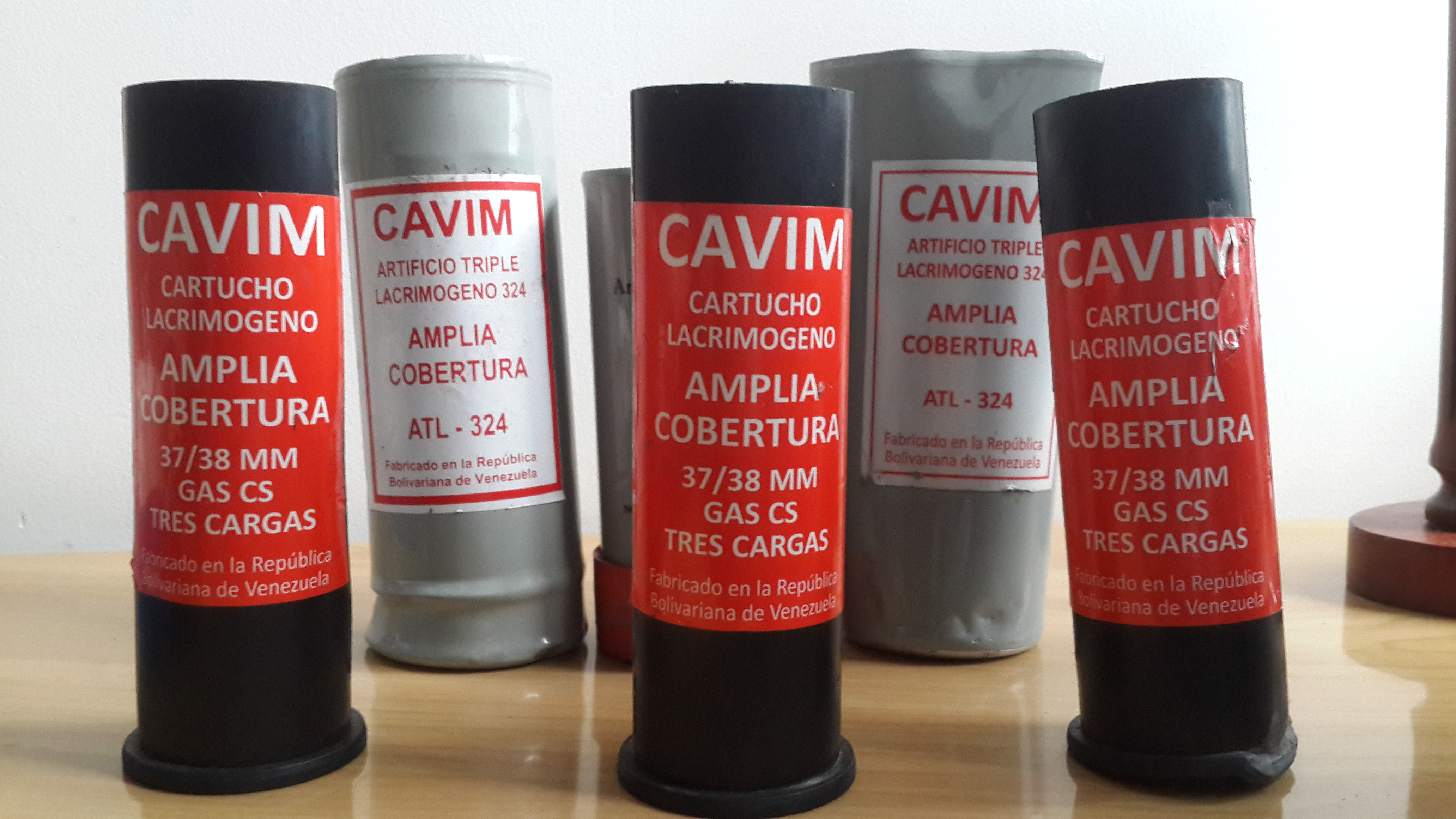
2017년에 CAVIM에서 제조된 여러 개의 최루탄. 제조 및 만료 날짜는 표시되지 않았다.

2014년 4월, 국제앰네스티는 정부군의 "고농도 화학 독소 사용"에 대해 우려를 표명하며, 그들에게 더 나은 훈련을 권고했다.
화학자이자 교수인 모니카 크라우터의 연구는 2014년 베네수엘라 당국이 발사한 수천 개의 최루탄 수집을 포함했다. 그녀는 사용된 최루탄의 대부분이 스위스 콘도르에서 공급된 주성분인 CS 가스를 사용했으며, 이는 제네바 협약 요건을 충족한다고 밝혔다. 그러나 사용된 최루탄의 72%는 만료되었고, 베네수엘라 Cavim에서 생산된 다른 최루탄은 적절한 라벨이나 만료 날짜를 표시하지 않았다. 최루탄이 만료되면 크라우터는 그것이 "극도로 위험한 사이안화물 산화물, 포스젠 및 질소로 분해된다"고 지적했다.
2017년, 국제앰네스티는 다시 볼리바르 정부의 화학 작용제 사용을 비판하며, 2017년 4월 8일 차카오에서 시위대 진압에 사용된 "빨간 가스"에 대한 우려를 표명하며, "국가 보안군이 야당 시위 진압에 사용한 빨간 최루탄의 구성 성분에 대한 해명"을 요구했다. 전문가들은 당국이 사용하는 모든 최루탄은 원래 무색이어야 하며, 색이 추가된 것은 시위대를 자극하거나 "색깔을 입혀" 쉽게 식별하고 체포하기 위함일 수 있다고 밝혔다. 2017년 4월 10일, 베네수엘라 경찰은 상공을 비행하는 헬리콥터에서 시위대를 향해 최루탄을 발사하여 시위자들이 탄환에 맞지 않으려고 도망쳤다.

#### 시위자와 구금자 학대

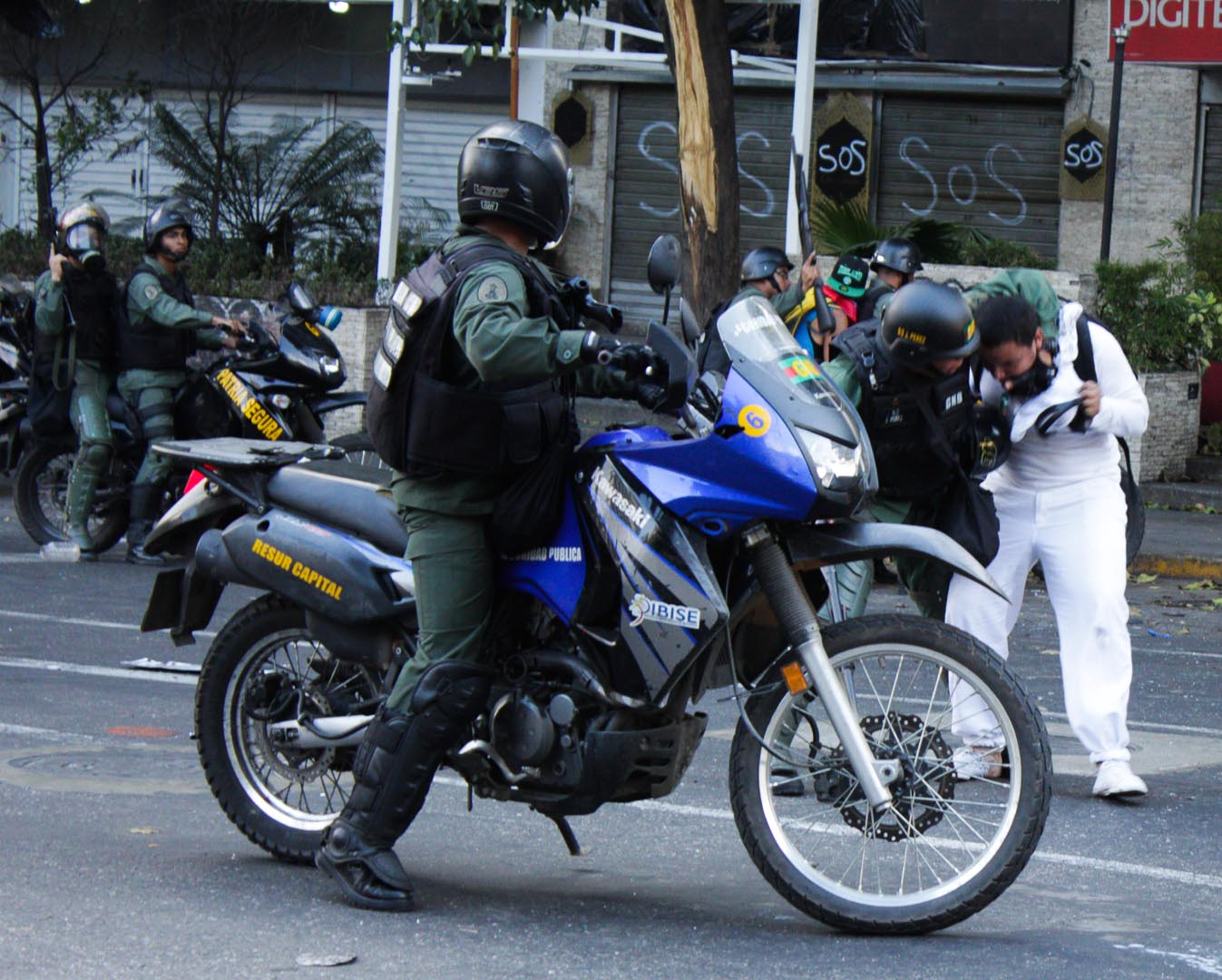
국가방위대 대원이 시위자를 헤드록으로 잡고 있다.

국제앰네스티에 따르면 베네수엘라 헌법 제46조에 "고문, 잔인하고 비인도적이거나 굴욕적인 대우는 금지된다"고 명시되어 있음에도 불구하고 베네수엘라 당국에 의한 시위자들에 대한 "고문이 만연"하다. 시위 기간 동안 수백 건의 고문 사례가 보고되었다. 3월 시위 중 행동에 대한 조사 후 발표된 "시위로 처벌받음"이라는 제목의 보고서에서 휴먼 라이츠 워치는 정부 당국에 의해 구금된 사람들이 "심각한 신체적 학대"를 받았다고 말했다. 일부 학대에는 "주먹, 헬멧, 총기로 구타; 전기 충격 또는 화상; 움직이지 않고 몇 시간 동안 웅크리거나 무릎 꿇기를 강요당함; 다른 구금자들과 수갑을 채워 연결(때로는 두 명씩, 때로는 수십 명의 인간 사슬로) 몇 시간 동안; 그리고 극심한 추위 또는 더위 속에 장시간 노출"이 포함되었다. 또한 "우리가 대화한 많은 피해자와 가족들은 경찰, 경비대원, 또는 무장 친정부 갱단에 의한 학대를 신고하면 보복에 직면할 수 있다고 믿었다"고 보고되었다.

국제앰네스티는 "구금된 사람들이 구금 센터에서 무릎을 꿇고 몇 시간을 보내도록 강요받았다는 보고를 받았다". 국제앰네스티는 또한 한 학생이 사복 경찰관에게 총으로 위협받아 자신이 저지르지 않은 행위에 대한 자백서에 서명하도록 강요받았다고 보고했다. 그의 어머니는 "그들이 서명하지 않으면 죽일 것이라고 말했다... 그는 울기 시작했지만 서명하지 않았다. 그들은 그를 폼 시트로 감싸고 막대와 소화기로 때리기 시작했다. 나중에 그들은 그를 휘발유로 적시고, 그러면 그에게 혐의를 제기할 증거가 될 것이라고 말했다"고 설명했다. 국제앰네스티는 안드레스 벨로 가톨릭 대학교 인권 센터가 "전기 충격을 포함한 두 건의 사례, 최루 가스를 포함한 두 건의 사례, 그리고 휘발유를 뿌린 또 다른 두 건의 사례가 있었다"고 보고했다고 말했다. "우리는 다른 날과 구금 센터에서 유사한 보고를 통해 국가가 구금자들에게 비인도적인 대우를 체계적으로 가했다는 것을 발견했다."
뉴욕 타임즈는 형사 포럼이 학대가 "지속적이고 체계적"이라고 말했으며, 베네수엘라 당국이 "구금자들을 잔혹하게 구타하고, 많은 사람들이 보안군이 휴대전화, 돈, 보석을 훔쳤다고 말한다"고 보도했다. 한 사례에서, 한 무리의 남성들은 시위가 폭력적으로 변하자 그곳을 떠나던 중 "군인들이 차를 에워싸고 창문을 깨고 최루탄을 던져 넣었다"고 말했다. 한 남성은 군인이 "차량 안에서 근거리에서 그에게 산탄총을 발사했다"고 말했다. 그 남성들은 "차에서 끌려나와 잔혹하게 구타당했고", 한 군인은 "시위자들이 돌을 던진 것에 대한 처벌이라며 총 개머리판으로 그들의 손을 강하게 때렸다". 그 차량은 나중에 불에 탔다. 한 시위자는 구금된 동안 군인들이 "계속해서 발로 찼다"고 말했다. 그와 함께 있던 시위자들은 "수갑이 채워졌고, 공격견으로 위협받았으며, 오랜 시간 웅크려 있어야 했고, 후추 스프레이를 맞고 구타당했다". 시위자는 "군인의 헬멧으로 머리를 너무 세게 맞아서 깨지는 소리가 들렸다"고 말했다. 한 여성은 딸과 함께 "국가 방위군에게 붙잡혀 다른 6명의 여성과 함께 군 초소로 끌려가 여군들에게 넘겨졌다"고 말했다. 여성들은 "군인들이 자신들을 때리고 발로 차며 죽이겠다고 위협했다"고 말했다. 여성들은 또한 군인들이 자신들을 강간하겠다고 위협하고 머리카락을 자르겠다고 했으며, "학대받지 않았다는 서류에 서명한 후에야 풀려났다"고 말했다.
휴먼 라이츠 워치는 한 남성이 집으로 가던 중 시위대를 해산하던 국가방위대원에게 공격을 받았다고 보고했다. 그는 국가방위대원이 쏜 고무탄에 맞고, 국가방위대원에게 구타당했으며, 사타구니에 총을 맞았다. 또 다른 남성은 구금되어 고무탄을 여러 번 맞고, 세 명의 국가방위대원에게 소총과 헬멧으로 구타당했으며 "당신의 대통령은 누구인가?"라는 질문을 받았다. 죄 없이 체포된 일부 개인들은 구타당하고 니콜라스 마두로가 대통령이라고 반복하도록 강요당했다.
NTN24는 변호사로부터 메리다에서 국가방위대원과 "쿠바 억양"을 가진 사람들이 체포된 10대 세 명에게 저지르지 않은 범죄를 자백하도록 강요한 다음, 10대들을 "무릎 꿇리고 팔을 들어 올리도록 강요한 후 사격 훈련" 동안 몸 전체에 산탄을 발사했다고 보도했다. NTN24는 일부 시위자들이 시위 중 구금된 정부군에 의해 고문당하고 강간당했다고 보도했다. 엘 누에보 헤럴드는 학생 시위자들이 베네수엘라 정부를 전복시키려는 외국인의 계획에 연루되었음을 자백하도록 정부군에 의해 고문당했다고 보도했다. 발렌시아에서는 엘 트리갈에서 국가방위대에 의해 시위대가 해산되었는데, 네 명의 학생(남성 셋, 여성 한 명)이 주변을 떠나려다 차 안에서 공격당했다. 남성 세 명은 투옥되었고 그 중 한 명은 경찰관 중 한 명에게 소총으로 항문 성교를 당했다고 보고했다.
엘 나시오날 기사에서 체포된 시위자들과의 인터뷰를 공유하며, 개인들은 감옥에서의 경험을 설명했다. 한 시위자는 30명의 다른 수감자들과 함께 3x2미터 감방에 갇혔으며, 수감자들은 한 칸막이 뒤에서 봉투에 배변해야 했다고 설명했다. 이 시위자는 수감자들이 서로에게 처벌을 가했으며, "과림베로스"에 대한 처벌은 묶고 재갈을 물리는 것이었으며, 이는 당국의 개입 없이 이루어졌다고 설명했다. 인터뷰한 다른 체포된 시위자들도 폭력적인 범죄자들과 함께 감금될 것이라는 두려움을 설명했다.
베네수엘라 형사 포럼의 알프레도 로메로 국장은 야당과 베네수엘라 정부 모두 들려지지 않은 인권 침해 주장에 귀 기울일 것을 촉구했다. 그는 또한 한 여성이 유방에 전기 충격을 받는 고문을 당했다고 보고했다. 베네수엘라 형사 포럼은 또한 체포된 학생들이 전기 충격을 받고 구타당했으며, 휘발유를 뒤집어쓴 채 불에 태워지겠다는 위협을 받았다고 보고했다.
휴먼 라이츠 워치는 "이러한 사례에서 모든 보안군 구성원이나 사법 공무원이 학대 행위에 참여한 것은 아니었다. 실제로 일부 사례에서는... 공공 병원의 보안 공무원과 의사들이 비밀리에 그들을 돕거나 고통을 덜어주기 위해 개입했다"고 보고했다. 또한 "몇몇 사례에서는 공공 병원의 의사와 간호사, 심지어 군 병원에서 근무하는 의사들까지도 심각하게 부상당한 구금자들에게 의료 서비스를 거부하려는 무장 보안군에 맞섰다. 그들은 직접적인 위협에도 불구하고 구금자들이 긴급 의료 서비스를 받도록 주장했는데, 이러한 개입이 피해자들의 생명을 구했을 수도 있다"고 보고되었다.
2018년 10월 8일, 베네수엘라 정부는 마두로 대통령 암살 미수 혐의로 수감되었던 페르난도 알반 살라사르가 감옥에서 자살했다고 발표했으나, 친구, 친척, 야당 인사 및 NGO는 이 주장을 부인했다. 알반은 10월 5일, 뉴욕에서 유엔 총회에 참석한 외국 외교관들과의 회의를 마치고 카라카스 국제공항에 도착했을 때 체포되었다.

##### 학대에 대한 정부의 대응
베네수엘라 법무장관실은 인권 침해 혐의에 대해 현재까지 145건의 조사를 진행 중이며, 이와 관련하여 17명의 보안 공무원이 구금되었다고 휴먼 라이츠 워치 보고서에 밝혔다. 마두로 대통령과 다른 정부 관리들은 인권 침해를 인정했지만, 이는 고립된 사건이며 더 큰 패턴의 일부가 아니라고 말했다. 야당이 국회에서 고문에 대한 토론을 요청했을 때, 베네수엘라 정부는 폭력을 야당에 돌리며 "폭력적인 자들은 우리가 아니라, 야당 그룹에 있다"고 말하며 거부했다.
엘 우니베르살은 SEBIN의 멜빈 콜라소스와 미겔 로드리게스 토레스 내무부 및 법무부 장관의 경호원 조나단 로드리게스가 무장하지 않고 도주하는 시위대에게 여러 번 총격을 가하여 규정을 위반한 혐의로 구금되었다고 밝혔다. 마두로 대통령은 시위대에 발포한 인원들이 그들의 행동으로 인해 체포되었다고 발표했다.

#### 자의적 체포
휴먼 라이츠 워치에 따르면, 베네수엘라 정부 당국은 많은 무고한 사람들을 체포했다. 그들은 "정부가 이러한 시위자들이 체포 당시 범죄를 저지르고 있다는 신뢰할 만한 증거를 일상적으로 제시하지 못했다. 이는 체포 영장 없이 누군가를 구금할 때 베네수엘라 법에 따른 요건이다"라고 밝혔다. 또한 그들은 "게다가 구금된 사람들 중 일부는 단순히 시위 근처에 있었을 뿐 시위에 참여하지 않았다. 이 구금자 집단에는 시위가 벌어지고 있는 지역을 지나가거나 근처 공공장소에 있던 사람들이 포함되었다. 다른 사람들은 아파트 건물과 같은 사유지에서 구금되었다. 개인이 사유지에서 구금된 모든 경우에 보안군은 수색 영장 없이 건물에 침입했으며, 종종 문을 부수고 강제로 들어왔다." 한 남성은 정부군이 건물에 최루탄을 발사했을 때 아파트에 있었다. 그 남성은 신선한 공기를 마시기 위해 안뜰로 나갔고, 경찰이 아파트에 침입한 후 아무 이유 없이 체포되었다.

### 폭력 시위

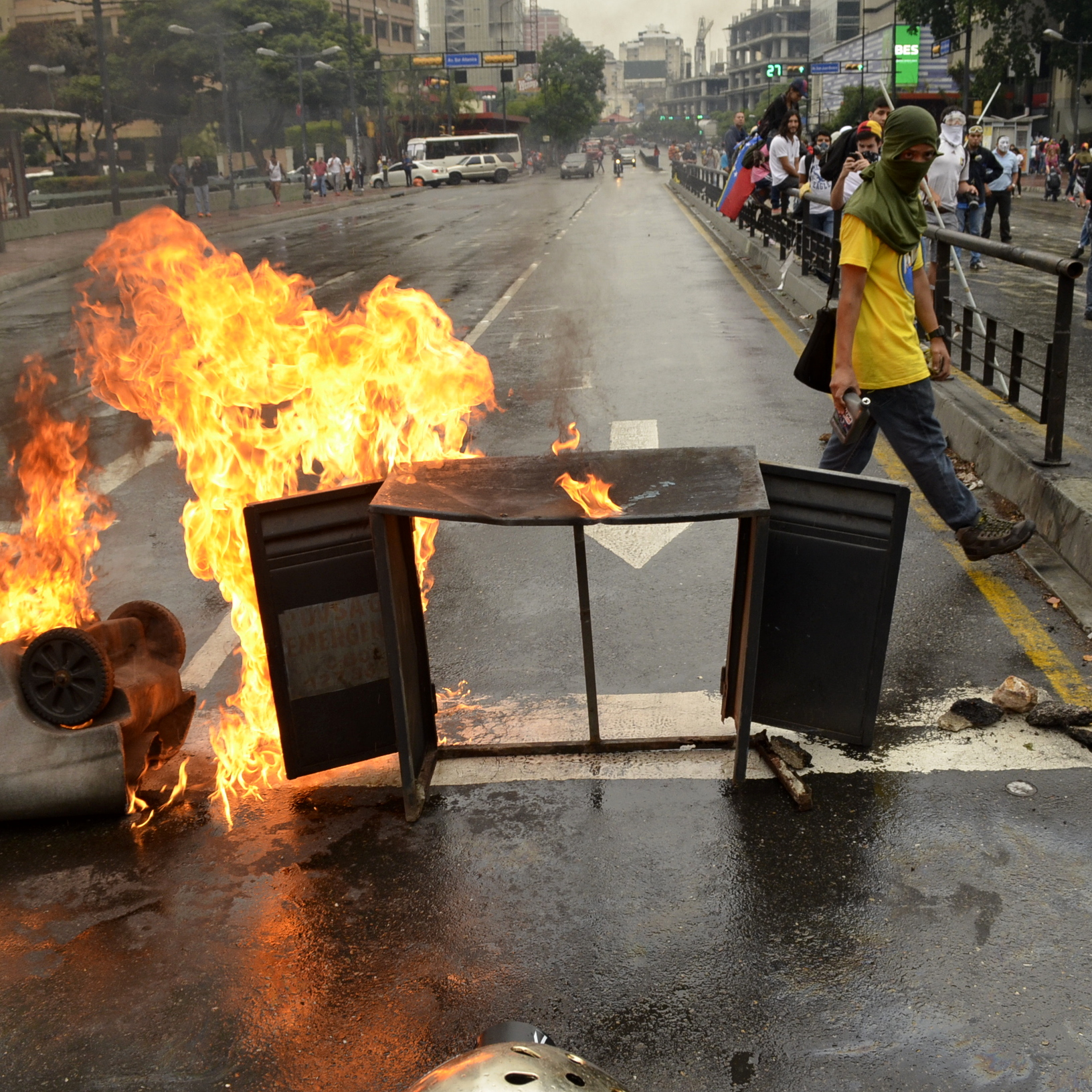
일부 시위에는 방화, 기물 파손 및 기타 폭력 사례가 포함되었다.

평화적인 시위 외에도, 일부 시위에서는 쓰레기 소각, 바리케이드 설치 등이 포함되어 야당과 주 당국 간의 폭력적인 충돌로 이어졌다. 휴먼 라이츠 워치는 "시위에서 폭력 행위를 저지른 시위대는 극히 소수였으며, 대개 수십 명 또는 수백 명 중 12명 미만이었다"고 말했다. 바리케이드가 가장 흔한 시위 형태였으며, 때때로 화염병, 돌, 새총으로 당국을 공격하는 사건이 발생했다고 보고되었다. 드물게는 시위대가 수제 박격포를 사용하기도 했다. 일부 사례에서는 화염병 사용으로 당국과 일부 정부 차량이 불에 타기도 했다. 마두로 대통령은 일부 시위에서 "정부 건물, 대학, 버스 정류장에 대한 방화 공격이 포함되었다"고 밝혔다.

#### 바리케이드
시위 전반에 걸쳐 베네수엘라 국민과 반정부 야당 사이에서 의견이 나뉘었던 흔한 전술은 불타는 거리 바리케이드를 세우는 것이었다. 이는 구어적으로 과림바스(guarimbas)로 알려져 있다. 처음에는 이러한 바리케이드는 밤에 불을 지른 쓰레기와 판지 더미로 구성되어 베네수엘라 보안군에 의해 쉽게 제거되었다. 이후 과림바스는 벽돌, 매트리스, 목재 판자, 철조망으로 구성된 "요새 같은 구조물"로 발전했으며, 시위자들에 의해 경비되었다. 이들은 "니콜라스 마두로 대통령의 정부로부터 반응을 얻기 위해 게릴라식 전술에 의존해야 했다". 그러나 그들의 사용은 논란의 여지가 있다. 비판자들은 주로 주거 지역에 세워지는 과림바스가 지역 주민과 기업을 피해를 주며 정치적 영향이 거의 없다고 주장한다. 많은 야당 시위자들은 과림바스가 무장 단체로부터의 보호 수단으로도 사용되며, 시위 형태뿐만이 아니라고 주장한다.

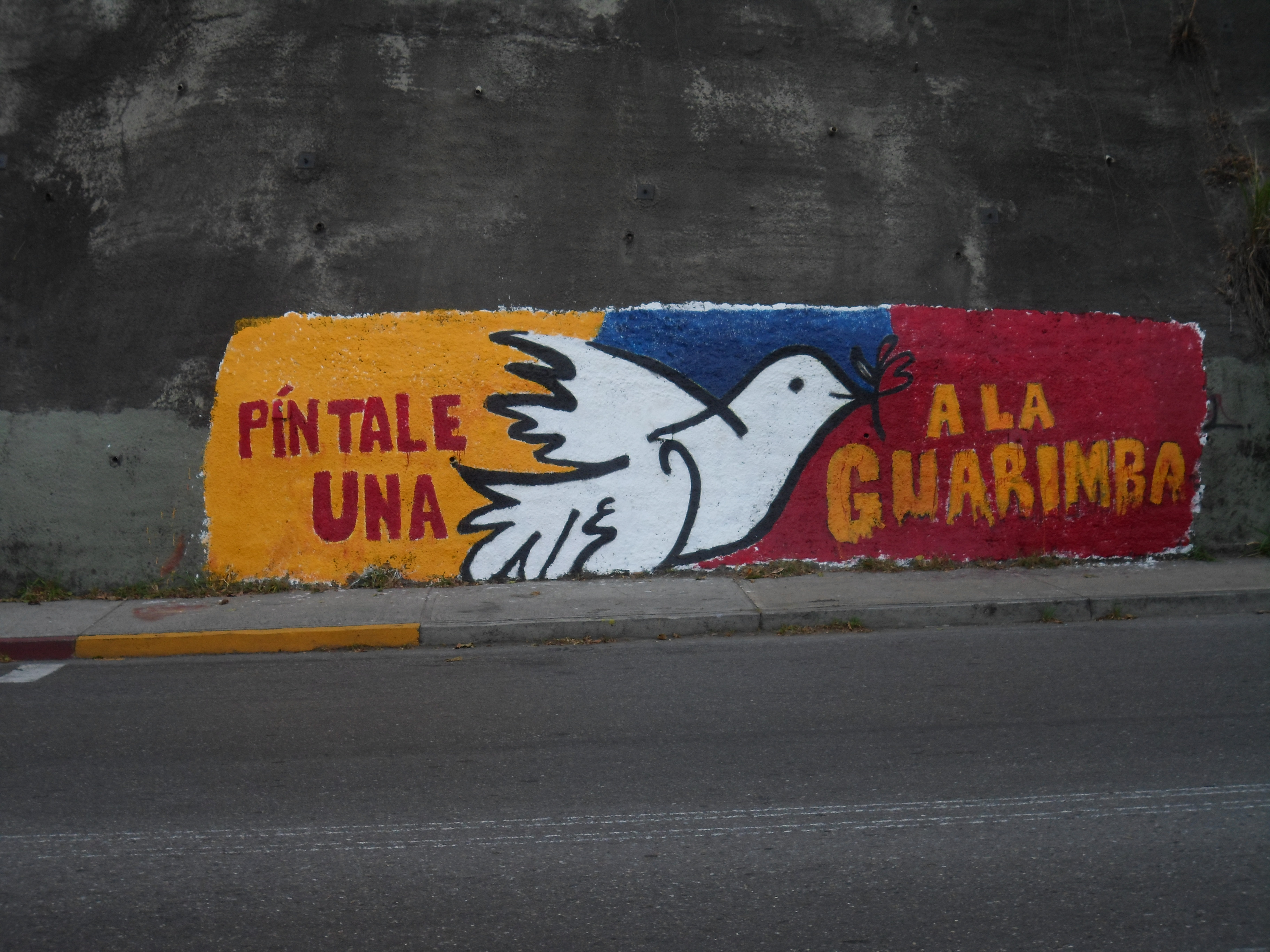
"과림바스"를 비판하는 벽화

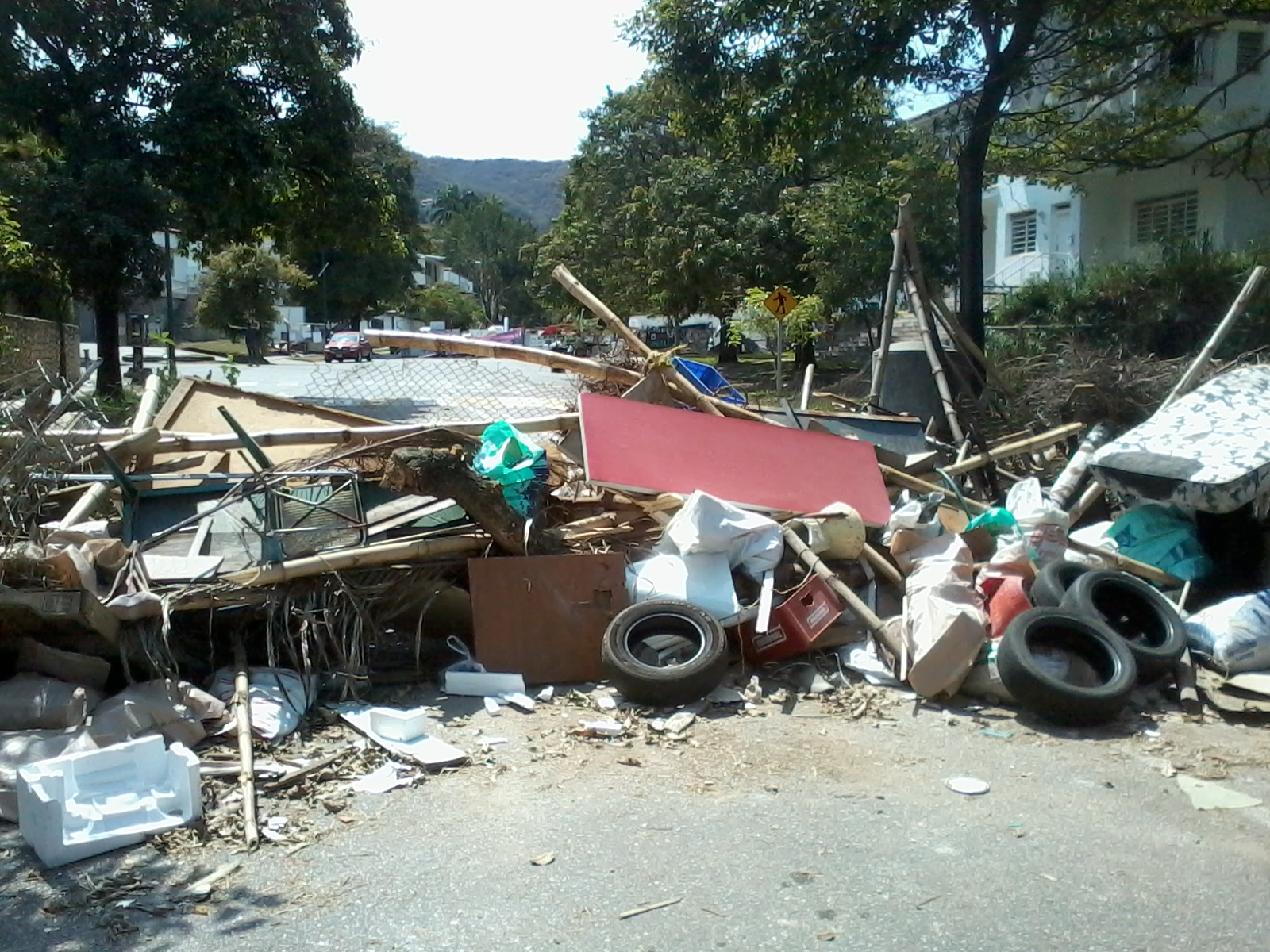
시위대가 길을 막기 위해 만든 바리케이드.

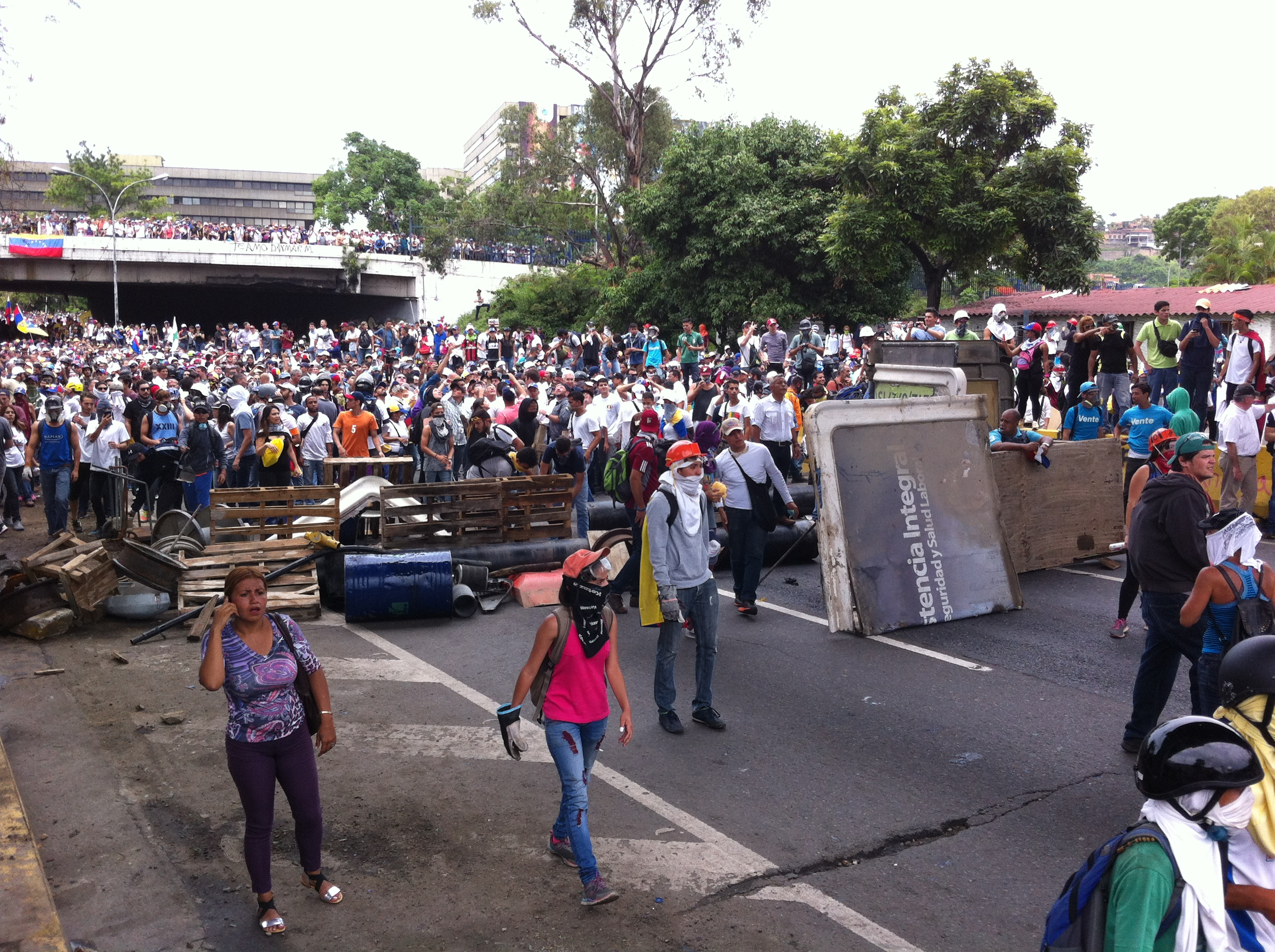
2017년 5월 니콜라스 마두로 정부에 반대하는 시위대

시위자들은 호스 조각과 못으로 만든 수제 마름쇠를 사용했으며, 스페인어로 구어적으로 "미구엘리토스" 또는 "치나스"라고 불리며 오토바이 타이어의 바람을 빼는 데 사용되었다. 정부도 그들의 사용을 비난했다. 시위자들은 우크라이나와 이집트 시위 영상을 참고하여 바리케이드를 방어하고 정부군을 격퇴하는 전술을 배웠다. 예를 들어, 맥주병, 금속 튜브, 휘발유와 같은 일반 물품을 사용하여 화염병과 박격포를 만들고, 페인트로 채워진 병을 사용하여 탱크와 장갑 폭동 차량 운전자의 시야를 가렸다. 시위자들의 일반적인 보호 장비로는 오토바이 헬멧, 건설용 방진 마스크, 장갑이 포함된다.

#### 공공 재산 공격
공공 재산은 시위대의 폭력 대상이었다. 루이사 오르테가 디아스 검찰총장은 공공부 본부에 대한 공격을 보고했으며, 라몬 무차초 시장은 베네수엘라 은행과 BBVA 프로빈시알에 대한 공격을 보고했다. 많은 정부 관리들은 소셜 미디어를 사용하여 공격을 발표하고 피해를 문서화했다. 카라보보주 주지사 프란시스코 아멜리아치는 트위터를 사용하여 발렌시아에 있는 베네수엘라 연합사회당 본부에 대한 공격을 보고했으며, 국세 및 관세 행정을 위한 국가 통합 서비스 (SENIAT) 본부에 대한 "무장 야당"의 공격 이후 호세 데이비드 카베요도 마찬가지였다. 타치라 주지사의 아내 칼라 히메네스 데 비엘마는 타치라 가족 재단 본부가 "깡패들"에게 공격당했다고 말하며 자신의 페이스북 페이지에 피해 사진을 게시했다.
일부 공격에서는 기관이 심각한 피해를 입었다. 마리아 코리나 마차도가 추방된 후 국회에 들어가려다 최루탄을 맞은 것에 대한 분노로 일부 시위자들은 공공 사업 주택부 본부를 공격했다. 마두로 대통령은 이 공격으로 건물 내 장비 대부분이 파괴되고 창문이 깨진 후 작업자들이 건물에서 대피해야 했다고 말했다. 2주 전에는 타치라주의 국립군사대학교 캠퍼스가 화염병 공격을 받아 크게 파괴되었다. 이 대학은 정부 법령에 의해 공립 대학으로 전환된 군사 대학이었다. 총장은 야당 시위자들을 비난하며 대학 도서관, 기술 연구실, 사무실, 버스 등의 피해를 강조했다. 며칠 후 캠퍼스에 주둔하던 국가방위대 장교 한 명이 두 번째 캠퍼스 공격 중 총에 맞아 사망했다.
국가 식량 유통 회사인 PDVAL과 비센테나리오에 속한 차량을 포함하여 많은 차량이 파괴되었다. 헤세 차콘 전력부 장관은 코르포엘렉(Corpoelec) 회사의 차량 22대가 불탔으며 일부 공공 재산 전력 분배선이 끊어졌다고 말했다. 하이만 엘 트루디 육상 교통부 장관은 교통 시스템에 대한 공격을 보고했다. 일부 교통 노선이 일시적으로 폐쇄되었고, 카라카스 지하철도 마찬가지였다.

## 사건 타임라인

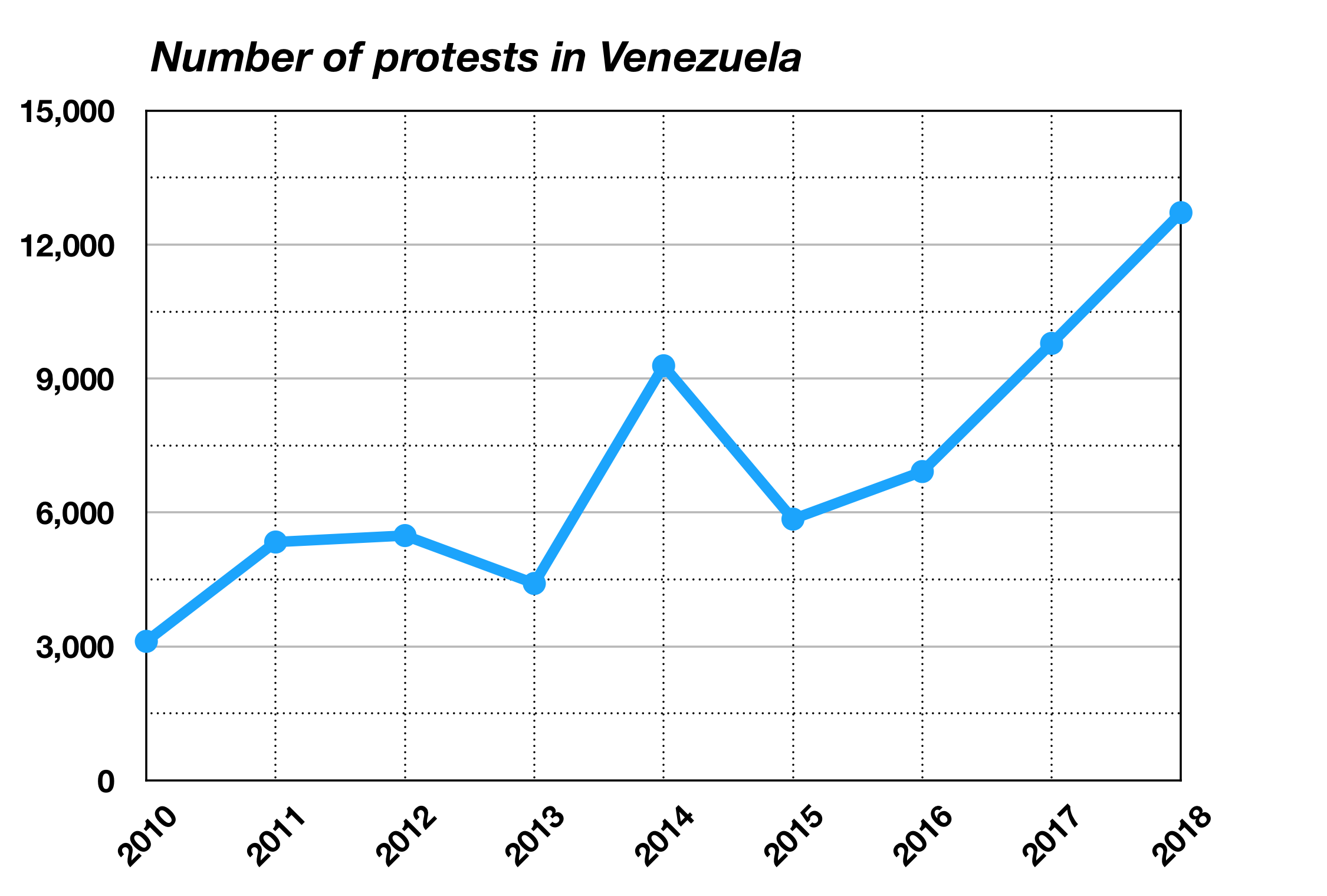
연도별 베네수엘라 시위 횟수.

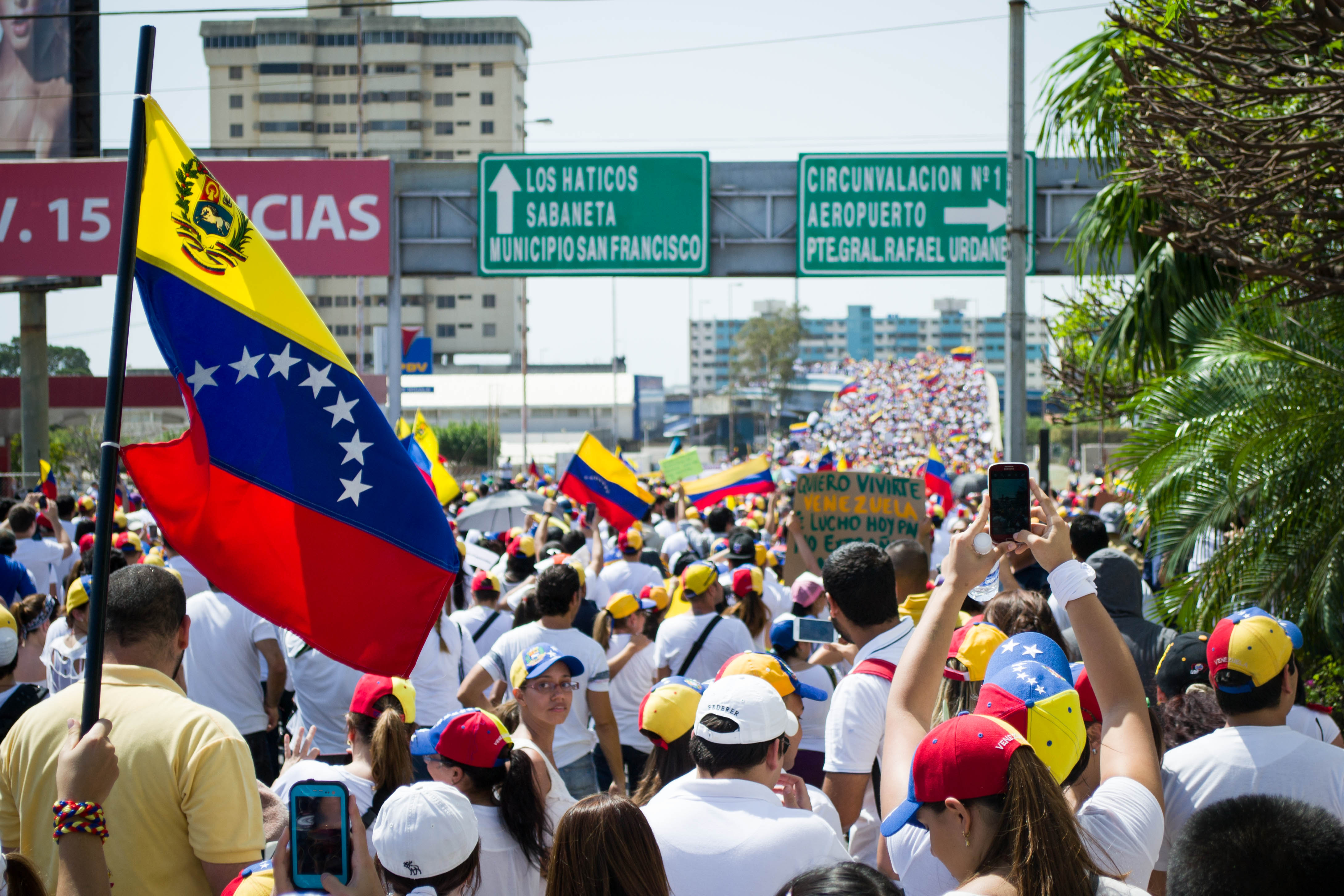
2014년 2월 마라카이보의 법원 밖에서 시위하는 수천 명의 야당 시위자들.

베네수엘라 사회 갈등 관측소 (OVCS)에 따르면, 2014년에는 9,286건의 시위가 발생했으며, 이는 수십 년 만에 베네수엘라에서 발생한 가장 많은 시위 건수이다. 대부분의 시위, 즉 6,369건의 시위는 2014년 상반기에 발생했으며, 하루 평균 35건의 시위가 있었다. OVCS는 1월에 445건, 2월에 2,248건, 3월에 1,423건, 4월에 1,131건, 5월에 633건, 6월에 489건의 시위가 발생했다고 추정했다. 시위의 주된 이유는 마두로 대통령과 베네수엘라 정부에 반대하는 것이었으며, 시위의 52%를 차지했고, 나머지 42%의 시위는 노동, 공공 서비스, 불안정, 교육, 물자 부족과 같은 다른 어려움 때문이었다. 대부분의 시위는 2월 첫째 주에 시작되었으며, 학생과 야당 지도자들의 시위 요청에 따라 그 달 중순에 정점에 달했다.
이후 시위 횟수는 2014년 중반까지 감소했다가, 같은 해 말부터 2015년까지 유가 하락과 베네수엘라의 물자 부족으로 인해 다시 약간 증가했다. 물자 부족에 항의하는 시위는 2014년 7월 41건에서 2015년 1월 147건으로 거의 4배 증가했다. 2015년 1월에는 518건의 시위가 있었는데, 이는 2014년 1월의 445건보다 많은 수치이며, 이들 시위의 대부분은 국내 물자 부족과 관련이 있었다. 2015년 상반기에는 2,836건의 시위가 있었는데, 이는 2014년 상반기의 6,369건에 비해 감소한 수치이다. 시위 참여자 수 감소는 정부의 탄압에 대한 두려움과 물자 부족으로 인해 식량을 찾는 데 몰두하는 베네수엘라 국민들 때문이라고 분석가들은 설명했다. 2015년 1월과 2월에 유럽 의회 의원들은 시위대 체포를 규탄하고 베네수엘라 정부에 대한 가능한 제재에 대한 논의를 시작했다.
2016년 첫 두 달 동안 1,000건 이상의 시위와 수십 건의 약탈이 발생했으며, SVCO는 베네수엘라 전역에서 시위 건수가 증가하고 있다고 밝혔다. 2016년 1월부터 10월까지 베네수엘라 전역에서 5,772건의 시위가 발생했으며, 2016년 말에는 정치적 권리에 대한 시위가 증가했다.
2017년 베네수엘라 헌법 위기 이후, 그리고 잠재적인 야당 대선 후보인 엔리케 카프릴레스를 15년 동안 정치에서 금지시키려는 움직임 이후, 시위는 2014년에 시작된 이래 가장 "전투적"으로 확대되었다. 2017년 8월 2017년 베네수엘라 제헌의회 선거 이후, 시위는 그 해 남은 기간 동안 진정되었다.
2018년으로 접어들면서 조기선거 발표 이후 시위가 증가했고, 결국 니콜라스 마두로의 재선으로 이어졌다. 선거 이후 시위는 다시 사라지기 시작했다. 베네수엘라 사회 갈등 관측소에 따르면, 2018년 6월까지 4천 건 이상의 시위가 발생했으며, 하루 평균 20건의 시위 중 10건 중 8건은 사회권을 요구하는 시위였다. 같은 해에 발생한 다른 시위로는 2018년 5월부터 8월까지 이어진 낮은 보건 종사자 임금에 대한 시위와 베네수엘라의 초인플레이션에 대한 노조 시위가 있었으며, 이들은 정부와의 주요 접점이 없었다. 변호사, 실업자, 교사들도 파업 기간 내내 파업을 벌이며 임금 인상과 더 나은 임금 인상을 요구했다. 시위대들은 전국적으로 카세롤라소, 인간 사슬, 바리케이드, 도로 차단, 피케팅을 조직했다.
2019년 베네수엘라 시위의 연장선상에서 2020년에도 시위는 계속되었으며, 3월에는 4명이 사망했다. 4월에는 식량 부족에 항의하고 더 나은 조건과 고조되는 정치적 위기 종식을 요구하는 시위가 전국 100개 이상의 도시와 마을에서 발생했다. 시위대들은 5월 말 이틀 동안 정부의 코로나19 범유행 대처에 항의하고 식량, 연료, 의약품 부족 종식을 요구하며 시위를 벌였다. 몇 시간 후에 폭동이 일어났다. 경찰은 첫 번째 시위 물결을 진압하기 위해 최루제를 발사했지만, 더욱 고조된 긴장, 폭력, 살인, 위기, 부족으로 촉발된 두 번째 대중 시위 물결 동안 경찰의 존재는 거의 없었다. 4일간의 매일 시위가 추진력을 얻었고, 전국 105개 이상의 지역에서 광범위한 불안이 계속되었다. 수천 명이 늦은 서비스 제공에 항의하는 시위에 참여했으며, 전기, 연료, 가스 부족 문제를 해결할 것을 요구했다. 이 시위 물결은 3월 이후 가장 큰 규모였다. 두 번째 시위 물결 동안 두 명이 사망했다.

## 국내 반응

### 정부

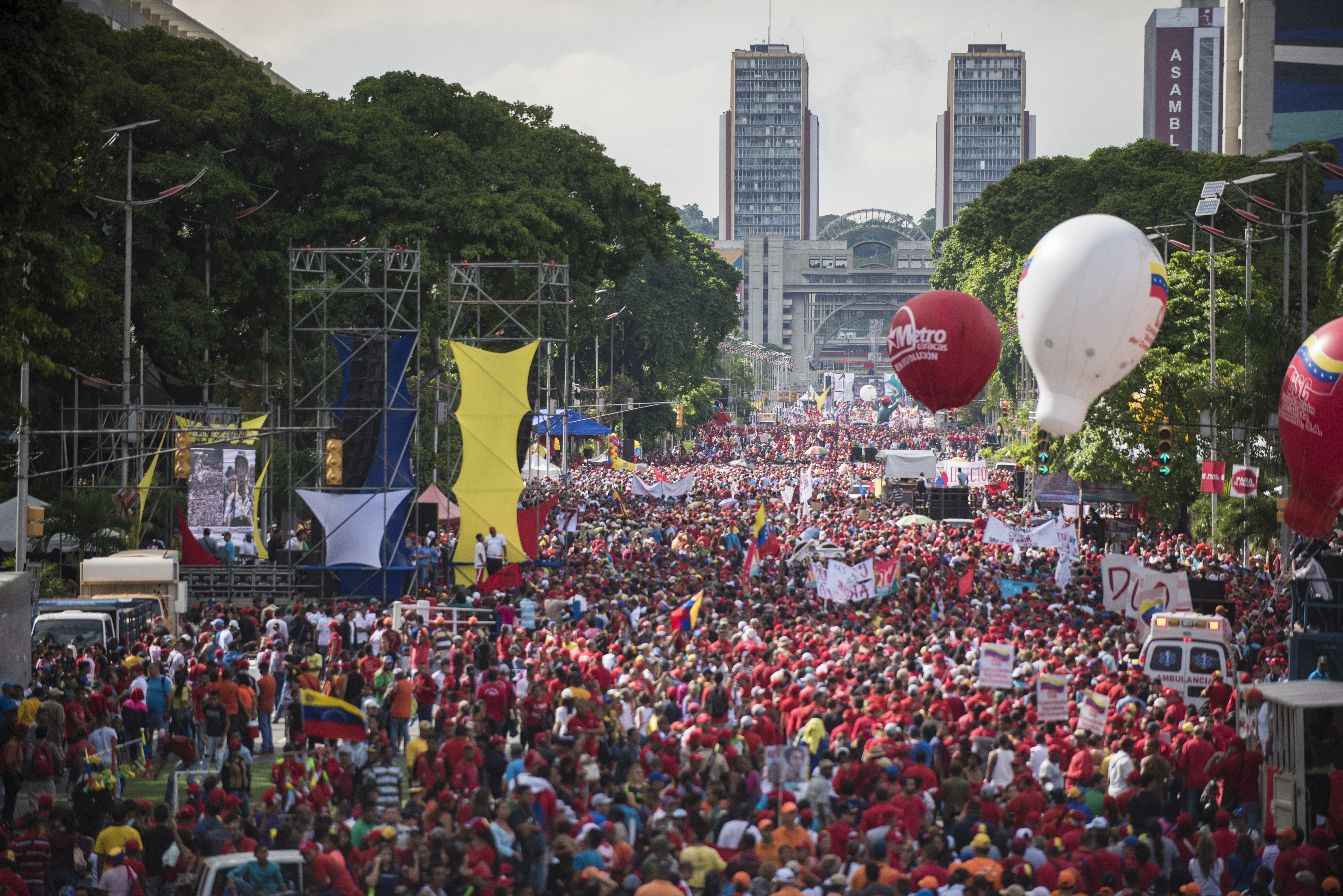
2016년 12월 정부 주도 시위.

#### 정부 주장

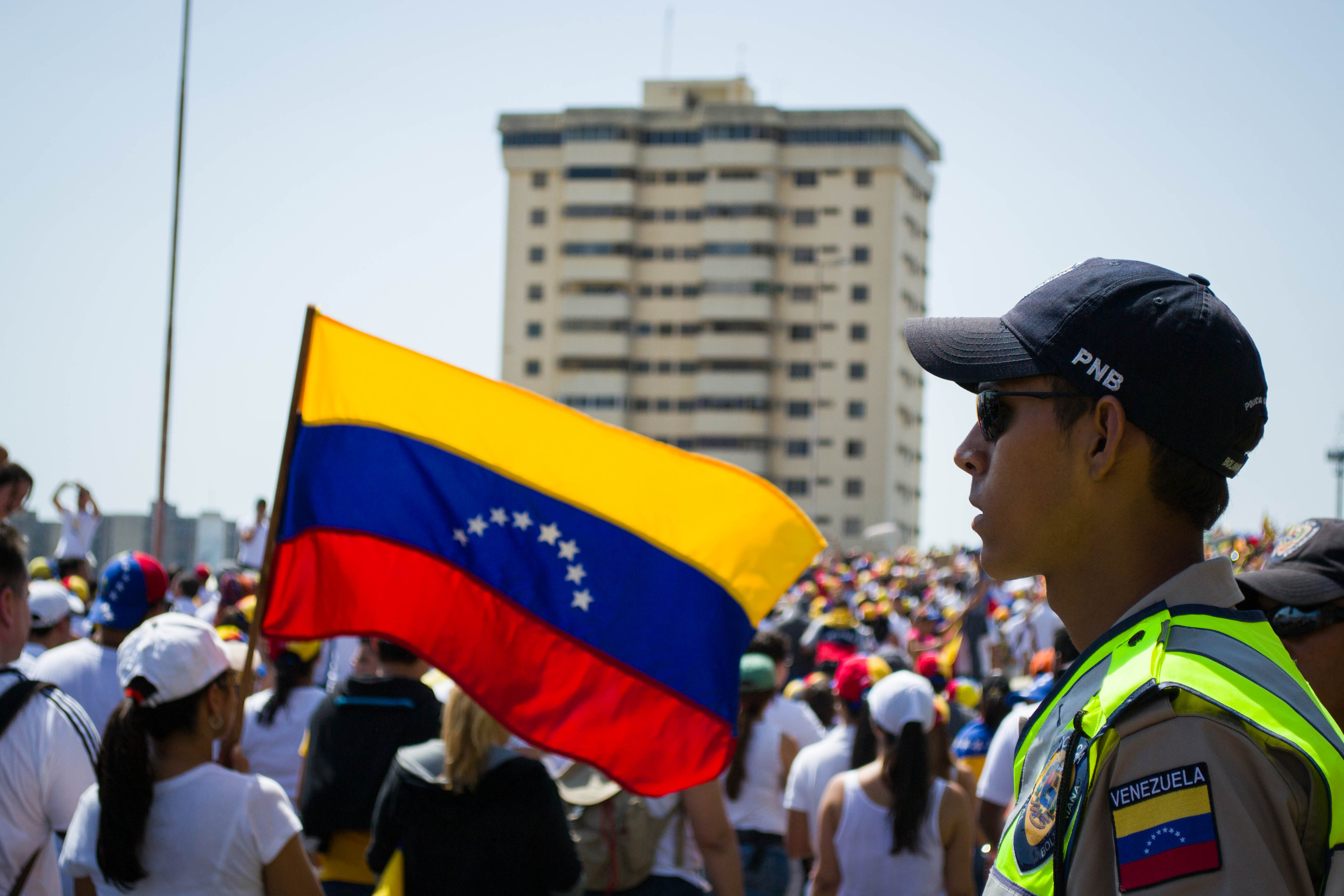
볼리바르 국가 경찰 소속 경찰관이 마라카이보에서 시위자들을 지켜보고 있다.

2014년 3월, 베네수엘라 정부는 시위자들이 2002년 베네수엘라 쿠데타 시도를 반복하려 한다고 주장했다. 마두로 대통령은 또한 야당을 "파시스트"라고 부른다.
마두로 대통령은 "2월 12일부터 우리는 새로운 시기에 접어들었다. 극우는 민주적으로 승리할 수 없자, 두려움, 폭력, 속임수, 여론조작으로 승리하려 한다. 그들은 미국 정부가 폭력에도 불구하고 항상 그들을 지지했기 때문에 더욱 자신감을 가졌다"고 말했다. 뉴욕 타임스에 기고한 칼럼에서 마두로 대통령은 시위자들의 행동이 공공 재산에 수백만 달러의 피해를 입혔다고 말했다. 그는 계속해서 시위자들이 민주적으로 선출된 정부를 전복하려는 비민주적인 의제를 가지고 있으며, 부유층의 지지를 받고 빈곤층의 지지는 받지 못한다고 말했다. 그는 또한 정부 지지자들의 범죄는 결코 용납되지 않을 것이며, 누구를 지지하든 모든 가해자는 자신의 행동에 책임을 져야 하며, 정부는 모든 피해자가 정의를 받을 자격이 있으므로 인권위원회를 개설하여 모든 문제를 조사하고 있다고 덧붙였다. 가디언과의 인터뷰에서 마두로 대통령은 쿠데타를 지원한 미국의 역사를 지적하며, 1964년 브라질 쿠데타, 1973년 칠레 쿠데타, 2004년 아이티 쿠데타와 같은 사례를 언급했다. 마두로 대통령은 또한 내부고발자 에드워드 스노든의 폭로, 미국 국무부 문서, 그리고 2006년 유출된 외교 전보를 강조했는데, 이는 "차베스 정부를 '분열', '고립', '침투'"시키려는 계획을 상세히 설명하고 있으며, 2014년에 야당 정치 단체에 대한 공개 지원으로 책정된 500만 달러를 포함하여 야당 단체 자금을 폭로했다. 미국은 베네수엘라 시위에 대한 모든 개입을 부인했으며, 버락 오바마 대통령은 "미국 외교관에 대한 허위 비난으로 시위의 초점을 돌리려 하지 말고, 베네수엘라 정부는 국민의 정당한 불만을 해결해야 한다"고 말했다.
마두로 대통령은 파나마 정부가 베네수엘라 정부를 방해하고 있다고 주장하기도 했다. 동시에 베네수엘라 정부 지지자들은 차베스 대통령 서거 1주년을 기념했으며, 베네수엘라 정부는 파나마와의 외교 관계를 단절했다. 3일 후, 정부는 파나마와의 경제적 관계 단절을 선언했다.
2월 21일 기자회견에서 마두로는 다시 한번 미국과 북대서양 조약 기구가 언론을 통해 자신의 정부를 전복하려 한다고 비난하며, 엘리아스 하우아가 이를 증명할 수 있을 것이라고 주장했다. 마두로 대통령은 버락 오바마 미국 대통령에게 협상에 도움을 요청했다. 2월 22일 미라플로레스궁에서 열린 공개 연설에서 마두로 대통령은 언론과 국제 예술가들을 비판하고 미국 대통령을 비판하며 "오바마와 그의 아프리카계 미국인 정신에게 베네수엘라를 존중하라는 명령을 내리라고 간청한다"고 말했다.
2014년 3월 18일 기자회견에서 국회 의장 디오스다도 카베요는 정부가 시위로 인한 사망자 발생과 관련하여 마리아 코리나 마차도를 살인 29건으로 기소했다고 밝혔다. 마리아 코리나 마차도는 3월 22일 마이케티아 공항에 도착했을 때 잠시 구금되었다가 그날 풀려났다.
뉴욕 타임스 사설 위원회는 마두로 대통령의 쿠데타에 대한 그러한 두려움이 "세계에서 가장 큰 석유 매장량을 가지고 있음에도 불구하고 자국의 경제의 비참한 상태와 급격히 악화되는 삶의 질을 다룰 수 없는 편집증적인 정치가의 주의를 돌리는 전략으로 보인다"고 밝혔다. 정부의 주장은 워싱턴 라틴 아메리카 사무소의 데이비드 스밀데에 의해 단결의 한 형태로 불렸으며, 스밀데는 "음모론에 대해 이야기할 때, 그것은 기본적으로 병사들을 집결시키는 방법이다. '이것은 반대의 목소리를 낼 때가 아니다'라고 말하는 방법이다"라고 말했다.
2018년 9월, 뉴욕 타임스는 "트럼프 행정부가 지난 1년간 베네수엘라의 반항적인 군 장교들과 비밀 회담을 갖고 니콜라스 마두로 대통령을 전복시키려는 그들의 계획을 논의했다"고 보도했다.
은퇴한 장군 우고 카르바할—우고 차베스 대통령 재임 기간 동안 10년간 베네수엘라 군사 정보국장을 지냈으며, 베네수엘라 연합사회당 소속 국회 의원을 역임했고, 친마두로 의원으로 간주되었다, "정부의 가장 저명한 인물 중 한 명"—은 마두로가 해외에서 자신에게 유리한 소위 "자발적인 시위"를 지시하고, 그의 파트너들이 자금을 댄다고 말했다.

#### 체포

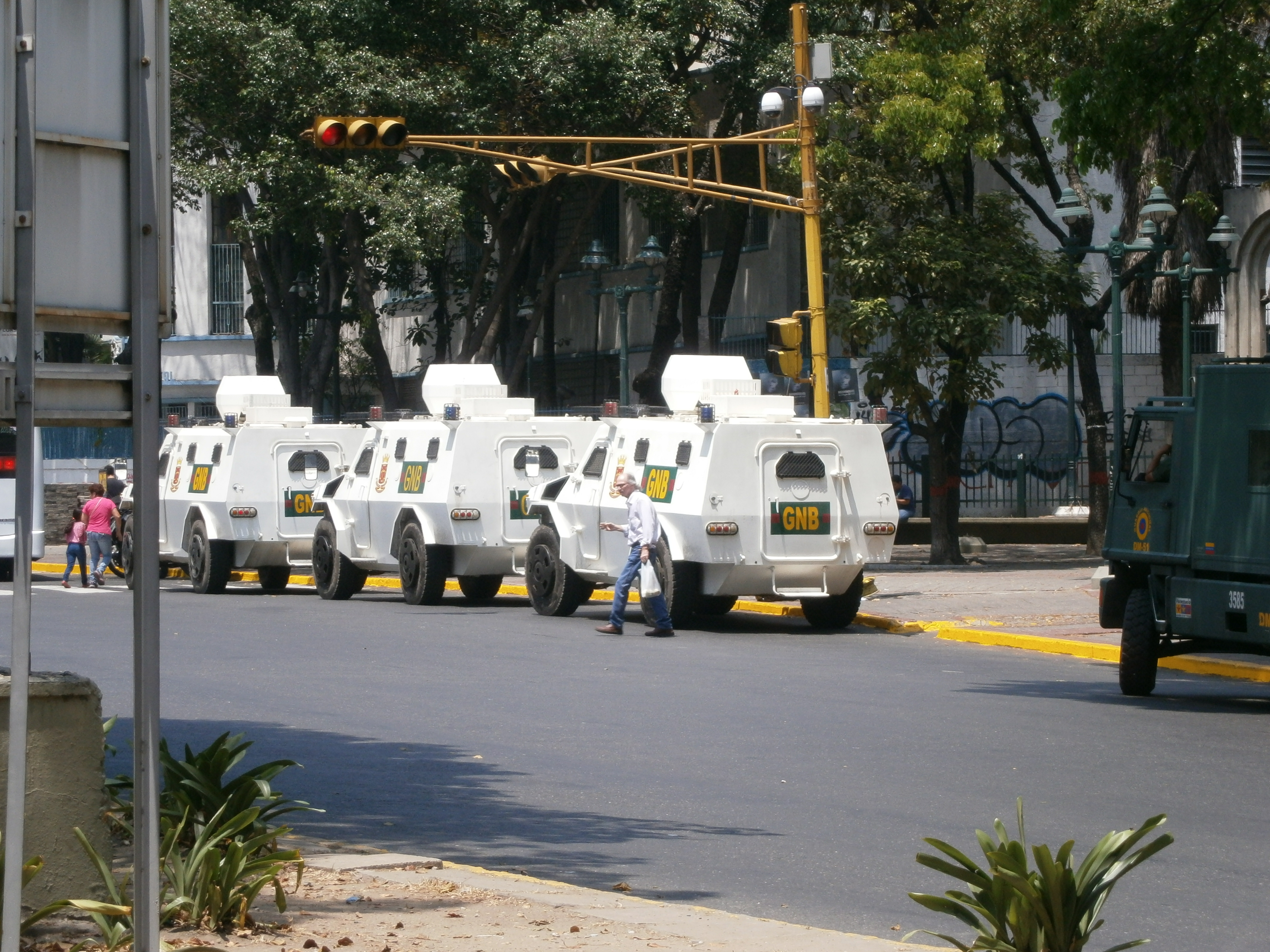
거리에 있는 볼리바르 국가방위대의 VN-4.

2월 15일, 레오폴도 로페스의 아버지는 정부가 자신의 집을 수색한 후 "내 아들 레오폴도를 찾고 있지만, 매우 문명적인 방법으로"라고 말했다. 다음 날, 인민의지 지도자 레오폴도 로페스는 한 번 더 시위한 후 베네수엘라 정부에 자수할 것이라고 발표했다. 그는 "나는 어떤 범죄도 저지르지 않았다. 만약 법적으로 나를 감옥에 가두려는 결정이 있다면 이 박해에 스스로 복종하겠다"고 말했다. 2월 17일, 무장한 정부 정보 요원들이 카라카스의 인민의지 본부에 불법적으로 침입하여 안에 있던 사람들을 총으로 위협했다. 2월 18일, 로페스는 연설에서 어떻게 나라를 떠날 수 있었는지 설명했지만, "베네수엘라의 억압받는 사람들을 위해 싸우기 위해 남았다"고 말했다. 로페스는 연설 후 경찰에 자수했으며, 카라카스의 법원으로 이송되었고, 그의 심리는 다음 날로 연기되었다.
휴먼 라이츠 워치는 레오폴도 로페스 체포 후 즉각적인 석방을 요구하며 "레오폴도 로페스의 체포는 정당한 절차의 가장 기본적인 원칙 중 하나인, 범죄와 연관된 증거 없이 사람을 투옥할 수 없다는 것을 잔인하게 위반하는 것"이라고 말했다.
3월 마지막 몇 주 동안, 정부는 더 많은 혐의를 제기하고 야당 지도자들을 체포하기 시작했다. 야당 시장 비센시오 스카라노 스피소는 지난 며칠 동안 여러 사망자와 부상을 초래한 자신의 지자체에서 바리케이드를 제거하라는 법원 명령을 불이행한 혐의로 기소되어 10개월 반의 징역형을 선고받았다. 우고 차베스의 형인 아단 차베스는 시위 행동을 지지한 야당 시장들을 비판하는 정부의 노력에 동참하여, 그들이 "스카라노와 세바요스처럼" 다양한 혐의로 기소될 수 있다고 밝혔다. 2월 27일, 정부는 카를로스 베치오 인민의지 지도자에 대해 다양한 혐의로 체포 영장을 발부했다.
3월 25일, 마두로 대통령은 베네수엘라 공군 장군 세 명이 정부에 대한 "쿠데타"를 계획하고 시위를 지지한 혐의로 체포되었으며, 이에 따라 기소될 것이라고 발표했다. 4월 29일, 볼리바르 국가방위대 소속 후안 카과리파노 대위는 유튜브 영상에서 베네수엘라 정부를 비판했다. 그는 "이 나라를 사랑하고 우리와 우리 아이들의 미래를 걱정하는 국가방위대원으로서"라고 말했다. 그는 계속해서 "대통령의 사임을 요구하고 정치범들을 석방할 충분한 이유가 있다"고 말하며 정부가 "골육상쟁 전쟁"을 벌였다고 말했다. 이 영상은 스콧이 "공군 장군 세 명과 국가방위대 다른 대위 한 명과 함께 국가에 대한 음모를 꾸민 혐의를 받고" 쿠데타를 계획한 혐의를 받은 지 며칠 후에 게시되었다.
225명의 베네수엘라 군 장교들은 공군 장군들에 대한 혐의를 부인하며, 그들을 군사 법정에 세우는 것은 "사전 심리를 거치는 것이 필수적이므로 헌법적 권리를 침해하는 것"이라고 말하며, 국가방위대에 "헌법 제320조, 328조, 329조에 따른 기능을 수행하고 공공 질서 탄압의 불법 활동을 중단하라"고 요구했다. 공군 장군들에 대한 혐의는 전 베네수엘라 관리들과 지휘관들에 의해 마두로 대통령이 남미 국가 연합 회의에 맞춰 발표하고 세부 정보를 제공할 수 없었기 때문에 "언론 조작"으로 간주되기도 했다.

#### 법 집행 조치

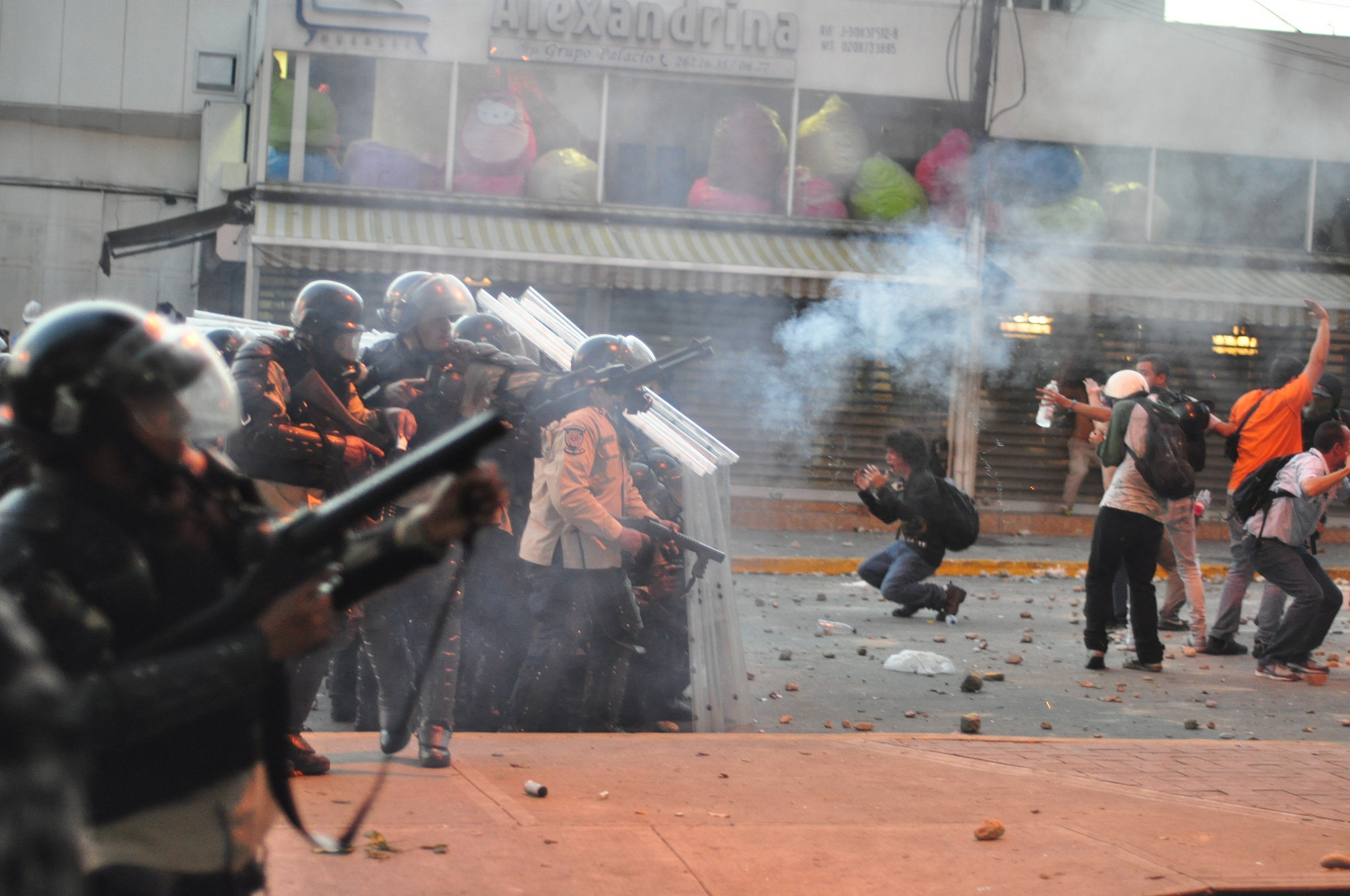
알타미라, 카라카스에서 야당 시위대에 최루탄이 사용되었고, 경찰 라인 앞에 고통스러워하는 학생들.

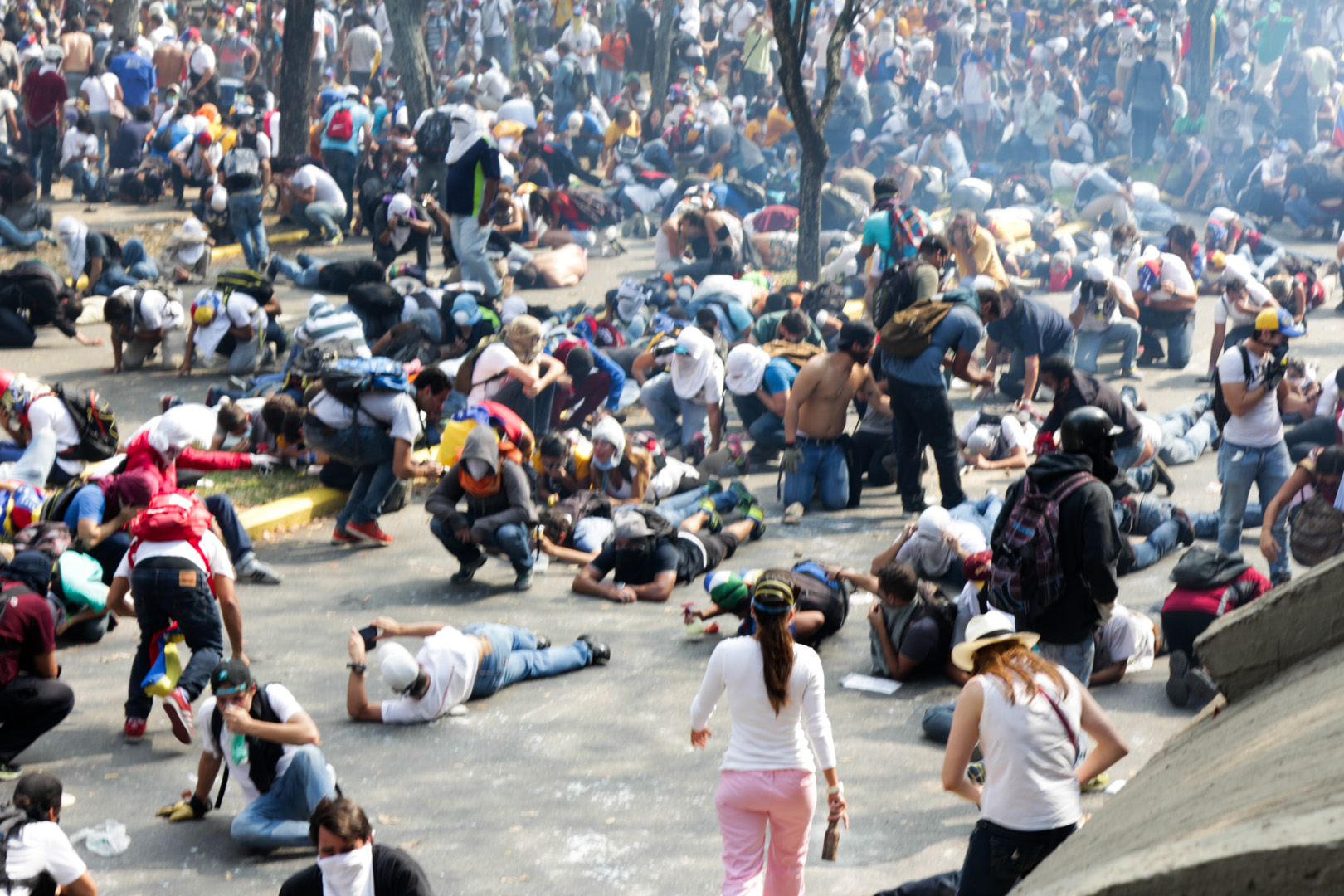
2014년 3월 12일 최루탄에 반응하는 시위자들.

볼리바르 국가 경찰과 베네수엘라 국가방위대 소속 인력도 야당 시위대가 모인 건물에 총기와 폭탄을 발사하는 것이 목격되었다. 기자회견에서 미겔 로드리게스 토레스 내무부 및 법무부 장관은 쿠바 혁명군의 "검은 말벌"로 알려진 쿠바 특수부대가 베네수엘라 정부의 시위 진압을 돕고 있다는 주장을 부인하며, 베네수엘라에 있는 유일한 쿠바인들은 의약품과 스포츠 분야에서 돕고 있다고 말했다.
쿠바 혁명군 소속 군인들이 베네수엘라에 있다는 주장은 많은 사람들이 군용 수송기가 쿠바군으로 추정되는 제복을 입은 병사들을 배치하는 이미지를 보고 시작되었다.
2017년 3월 말, 볼리바르 국가군 소속 장교 3명이 콜롬비아에 정치 망명을 요청했으며, 이는 마두로 집권 이후 처음으로 기록된 탈영 사례이다.
유엔 인권 최고 대표 (OHCHR)는 2018년 7월에 발표한 보고서에서 2017년 7월 이후 베네수엘라 정보 및 보안군에 의한 과도한 자의적 체포 및 구금에 대해 언급했다. 보고서에 따르면 2014년 이후 12,000건 이상의 자의적 체포가 있었으며, 2017년 8월부터 2018년 5월까지만 해도 35명의 어린이를 포함한 최소 570명이 구금되었다. 베네수엘라 보안군은 많은 반정부 시위대를 즉결 처형했다.

#### 결의안 8610
2015년 1월 27일, 베네수엘라 국방부 장관 블라디미르 파드리노 로페스는 결의안 8610에 서명했는데, 이 결의안은 베네수엘라 군대가 "무질서를 방지하고, 합법적으로 구성된 권위를 지지하며, 어떠한 침략도 즉시 필요한 수단으로 거부하기 위해" "잠재적으로 치명적인 무력 사용과 총기 또는 기타 잠재적으로 치명적인 무기의 사용"을 최후의 수단으로 사용할 수 있다고 명시했다. 이 결의안은 베네수엘라 헌법 제68조와 상충되었는데, 헌법은 "평화적인 시위를 통제하기 위한 총기 및 유독 물질의 사용은 금지된다. 경찰 및 공공 질서 통제 보안 기관의 행동은 법률로 규정된다"고 명시하고 있다.
이 결의안은 일부 베네수엘라 국민들 사이에서 분노를 불러일으켰고, 특히 14세 클루이버트 로아 누녜스 사망 이후에는 수천 명에 달하는 시위가 발생했다. 학생, 학계 및 인권 단체들은 이 결의안을 규탄했다. 국제 단체들도 결의안 8610에 대해 우려를 표명했으며, 캐나다 정부는 "베네수엘라 정부가 시위대에 치명적인 무력을 사용하도록 승인한 결정에 대해 우려한다"고 밝혔고, 유럽 의회는 결의안 전체의 폐지를 요구했다.
결의안 도입 며칠 후, 파드리노 로페스는 비판자들이 이 명령을 "맥락을 벗어난 것"이라고 말하며, 이를 "인권과 생명, 심지어 시위자들까지 깊이 존중하는 가장 아름다운 문서"라고 불렀다. 2015년 3월 7일, 파드리노 로페스는 베네수엘라 정부가 결의안 8610을 더 자세히 설명하기 위해 확장하고 있으며, 이 명령이 "규제되고 검토되어야 한다"고 발표했다.

### 야당

#### 야당 주장

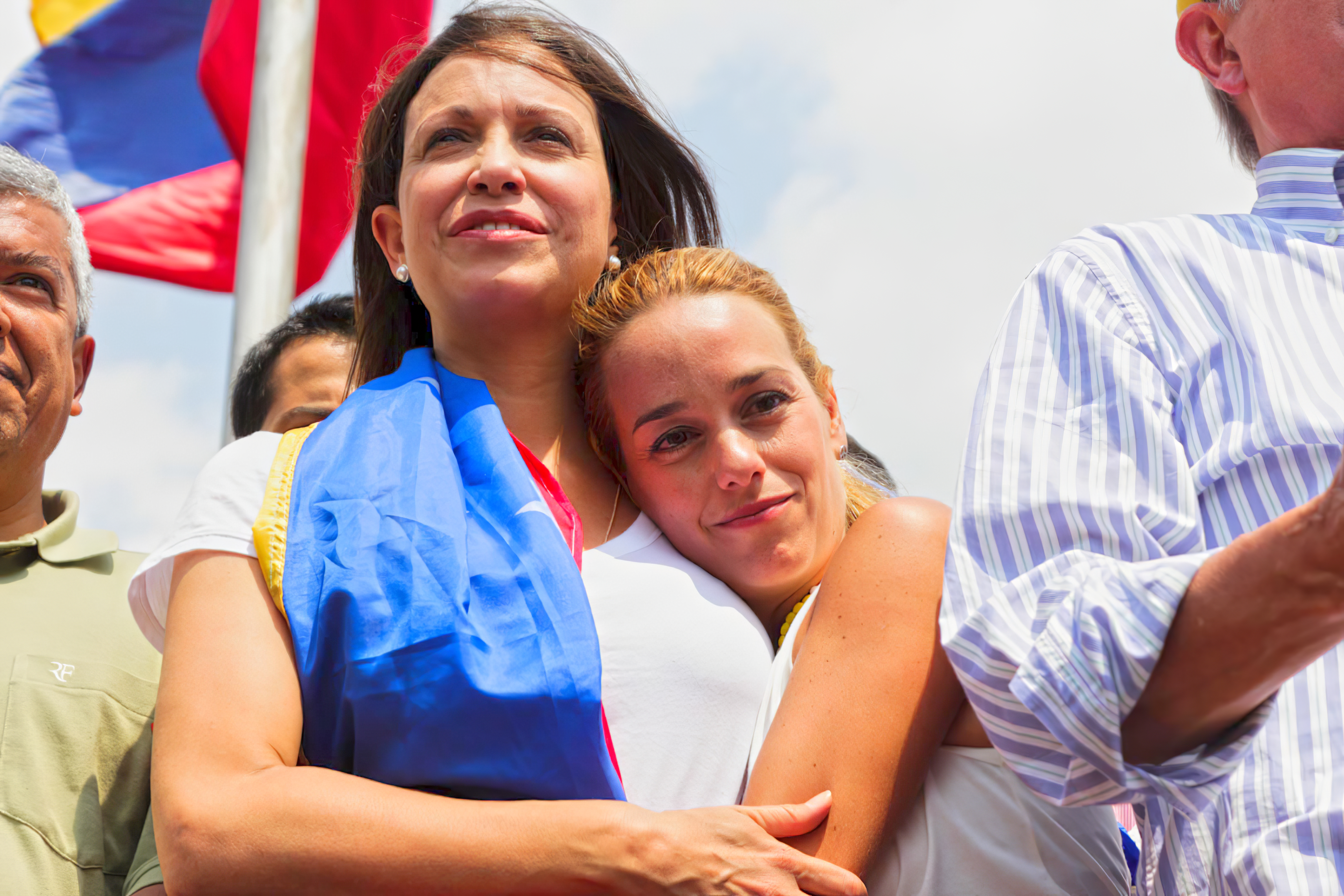
야당 집회에서 마리아 코리나 마차도와 릴리안 틴토리.

"베네수엘라의 실패한 국가"라는 제목의 뉴욕 타임스 기고문에서 로페스는 "카라카스 외곽의 라모 베르데 군 교도소에서" 지난 15년 동안 이 나라에서 "용납할 수 없는" 정의가 점진적으로 하락하여, 우리가 절망적으로 서반구에서 가장 높은 살인율, 57%의 인플레이션율, 그리고 전쟁 시기를 제외하고는 전례 없는 기본 물품 부족을 겪게 되었다고 한탄했다. 그는 경제적 파괴는 "마찬가지로 억압적인 정치적 분위기와 일치한다. 2월 4일 학생 시위가 시작된 이래로 1,500명 이상의 시위자가 구금되었고, 30명 이상이 사망했으며, 50명 이상이 경찰 구금 중에 고문을 당했다고 보고했다"며, 이는 "이 정부의 반대 의견에 대한 범죄화의 깊이"를 드러낸다고 덧붙였다.
로페스는 자신의 투옥과 관련하여 2월 12일에 "베네수엘라 국민들에게 시위와 언론의 자유라는 법적 권리를 평화롭고 비폭력적으로 행사할 것을 촉구했다. 그날 세 명이 총에 맞아 사망했다. 뉴스 기관 울티마스 노티시아스의 비디오 분석에 따르면 사복 군인들이 발사한 것으로 밝혀졌다." 그러나 시위 이후 "니콜라스 마두로 대통령은 개인적으로 나를 살인, 방화, 테러 혐의로 체포하라고 명령했다... 오늘날까지 어떤 종류의 증거도 제시되지 않았다."
안데스 대학교의 학생 지도자는 시위대와 함께 행진하며 쿠바 대사관에 문서를 전달하며 "쿠바의 베네수엘라 내정 간섭을 중단해 달라고 쿠바 대사관에 가자. 우리는 쿠바인들이 병영과 미라플로레스에 있어 국민을 탄압하라는 지시를 내리고 있다는 것을 확실히 알고 있다"고 말했다.

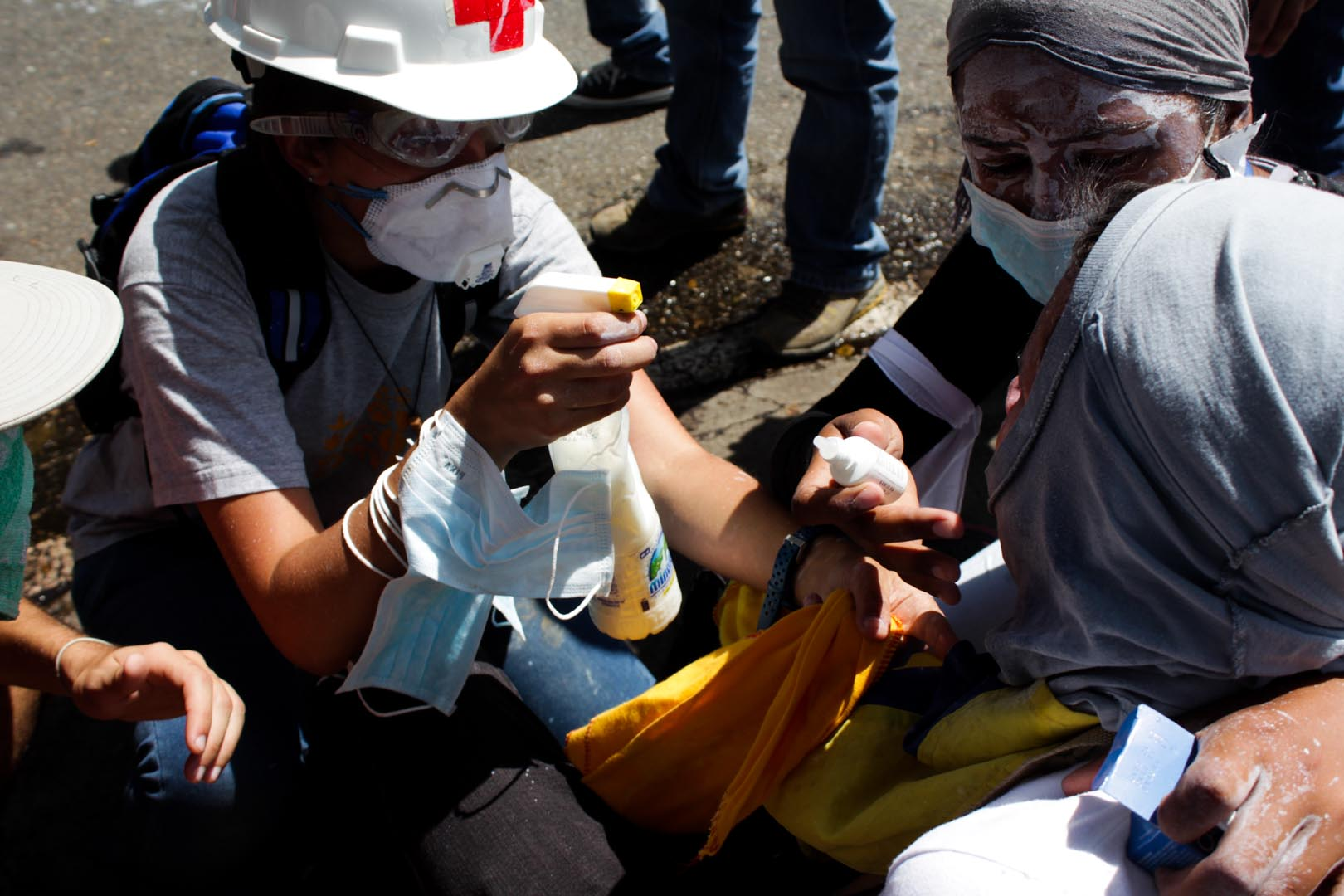
시위대를 돌보는 의료진.

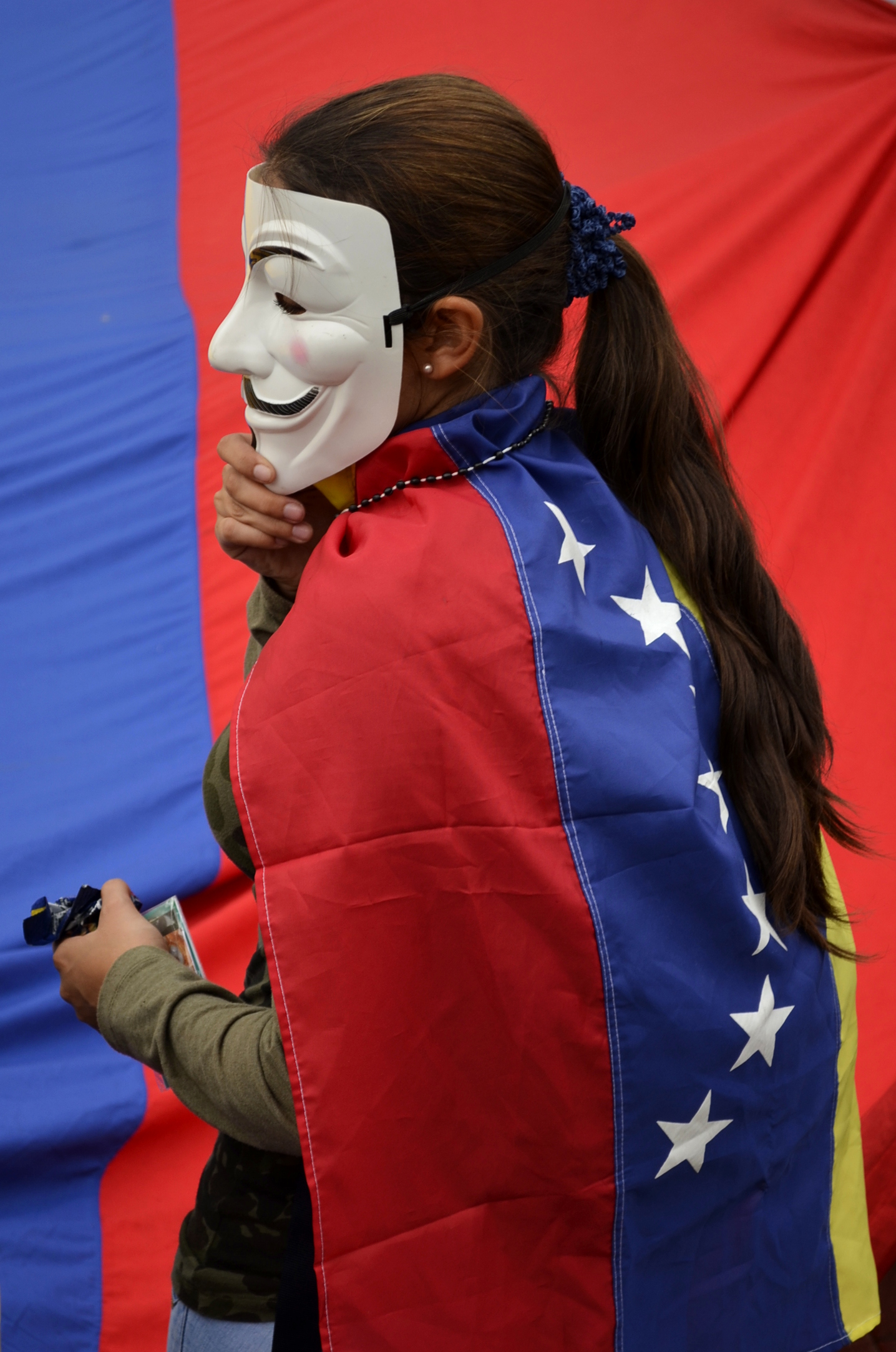
가이 포크스 가면을 쓴 여성 시위자.

이어진 야당 시위는 일부에 의해 "중산층 시위"라고 불렸다. 그러나 일부 하층민 베네수엘라 국민들은 자신들을 방문한 학생 시위자들에게 "악화되는 식량 부족, 마비적인 인플레이션, 통제되지 않는 폭력 범죄"에 반대하여 시위하고 싶지만, 친정부 단체인 "콜렉티보스"가 시위를 "폭력적으로 진압"하고 일부 야당 시위자들을 살해했기 때문에 두렵다고 말했다.

## 여론

### 시위에 대한 대중의 지지
시위가 시작된 이후, 정책 변화와 "정부의 잘못된 통치"에 대한 시정을 주장하는 평화로운 주간 시위는 대중으로부터 광범위한 지지를 받았다. 그러나 정권 교체 요구는 최소한의 지지를 받았으며, 야당 지도자들은 정치적으로 무소속인 베네수엘라 국민과 하층민 구성원들을 설득하는 데 어려움을 겪었다.

#### 빈곤층의 지지
빈곤층의 이러한 시위는 정말로 새로운 것이다. 야당은 이전에 존재했다고 항상 주장했지만, 시위대와 이야기해보면 모두 중산층이었다. 그러나 이제 가장 가난한 사람들이 가장 고통받고 있다.
대부분의 시위는 원래 주요 도시의 부유한 지역에 한정되어 있었으며, 많은 노동계층 시민들은 시위가 자신들을 대표하지 않으며 자신들의 이익에 부합하지 않는다고 생각했다. 이는 특히 수도 카라카스에서 두드러졌는데, 도시의 부유한 동쪽 지역에서는 시위가 일상생활을 크게 방해했지만, 국가의 경제적 어려움으로 특히 큰 타격을 입은 도시의 가난한 서쪽 지역에서는 생활이 대체로 정상적으로 계속되었다. 뉴욕 타임스는 이러한 "양면성"을 국가 내부의 오랜 계급 분열과 반정부 운동 내의 잠재적인 치명적인 결함을 나타내는 것으로 묘사했으며, 이는 야당 지도자와 마두로 대통령 모두에게 인식되었다. 그러나 시위 후반에는 사회 복지 프로그램 덕분에 "정부 지지의 보루"로 여겨지는 베네수엘라 빈민가의 많은 사람들이 범죄, 물자 부족, 인플레이션에 대한 불만으로 시위대를 지지했으며 베네수엘라 상황이 지속적으로 악화되면서 점점 더 시위하고 약탈하기 시작했다.
카라카스 서부의 페타레와 같은 일부 빈곤 지역에서는 그러한 정부 프로그램의 혜택을 받은 주민들이 인플레이션, 높은 살인율, 물자 부족에 반대하는 시위에 동참했다. 일부 빈곤 지역에서의 시위는 여전히 드물며, 부분적으로는 지역 사회 집행관 역할을 하는 무장 콜렉티보에 대한 두려움과 야당 지도자에 대한 불신 때문이다. 두 명의 학생이 빈곤 지역에서 반정부 지지를 독려하는 것을 추적한 AP 통신 조사에 따르면 하층민들 사이에 불만이 많았지만, 이들 베네수엘라 국민들은 야당이 집권할 경우 연금, 보조금, 교육, 의료 서비스를 잃을 가능성에 대해 더 걱정했으며, 많은 이들이 양측 지도자 모두 자신의 이익과 야망에만 관심이 있다고 느낀다고 말했다. 가디언 또한 베네수엘라 국민의 관점을 탐색했다. 응답자들은 시위 지지에 대한 많은 핵심 시위 주제를 반복했다: 기본 상품 부족, 범죄, 석유 수입의 부실 관리, 항공권 구매의 어려움과 외화 구매의 "관료적 악몽"으로 인한 국제 여행의 어려움, 그리고 야당의 "극우적" 성격에 대한 정부의 수사에 대한 좌절. 다른 사람들은 시위에 참여하지 않는 다양한 이유를 제시했다: 교육, 의료, 대중교통 개선으로 인한 정부 지지; 마두로의 퇴진이 의미 있는 변화로 이어질지에 대한 비관론; 그리고 자본주의 모델이 부패한 정부 시스템에서 사회주의 모델보다 더 효과적이지 않을 것이라는 믿음.

#### 시위 보도
시위에 대한 대중의 지지는 언론 보도에도 영향을 받았다. 일부 언론사는 대규모 주간 시위를 축소 보도하거나 때로는 무시하여 시위 운동이 "작고 폭력적인 과림베로스 파벌"에 의해 정의되도록 허용했는데, 이들의 급진주의는 주류 야당에 대한 지지를 약화시키고 정부의 "파시스트"들이 정부를 전복시키려 한다는 서사를 강화하는 것처럼 보인다. 마두로는 이를 "느린 쿠데타"라고 묘사했다. 정의제일당 소속 활동가는 "언론 검열은 사람들이 부유한 카라카스 지역을 불태워 쿠데타를 선동하는 버릇없는 부잣집 아이들이라는 정부의 주장만을 알게 한다"고 말하며, 이는 야당 지도자와 노동계층 베네수엘라 국민 사이에 단절을 만들고 시위 지지가 확산되는 것을 막는다고 덧붙였다.

#### 지지 분석
일부 베네수엘라 국민들은 시위가 "부자들이 잃어버린 경제적 특권을 되찾으려는 시도"로 보이며, 이는 단지 혁명을 옹호하는 빈곤층을 단합시키는 역할을 했을 뿐이라고 주장한다. 푸에르토라크루스 동부 대학의 정치학 교수 스티브 엘너와 같은 분석가들은 야당이 더 광범위한 사회적 동원을 이끌어내지 못한다면 시위의 궁극적인 효과에 대해 의구심을 표명했다. 우드로 윌슨 국제 센터의 라틴 아메리카 부국장 에릭 올슨은 시위자들이 야기한 혼란이 마두로가 "탐욕스러운 경제 계층"을 희생양으로 삼을 수 있도록 허용했으며, 이는 사람들이 "근본적인 경제 정책의 복잡성보다 가격 담합에 대한 음모론을 더 믿으려는 경향이 있기 때문에" 지지를 얻는 데 효과적인 서사였다고 말했다.

### 여론조사 및 설문조사 데이터

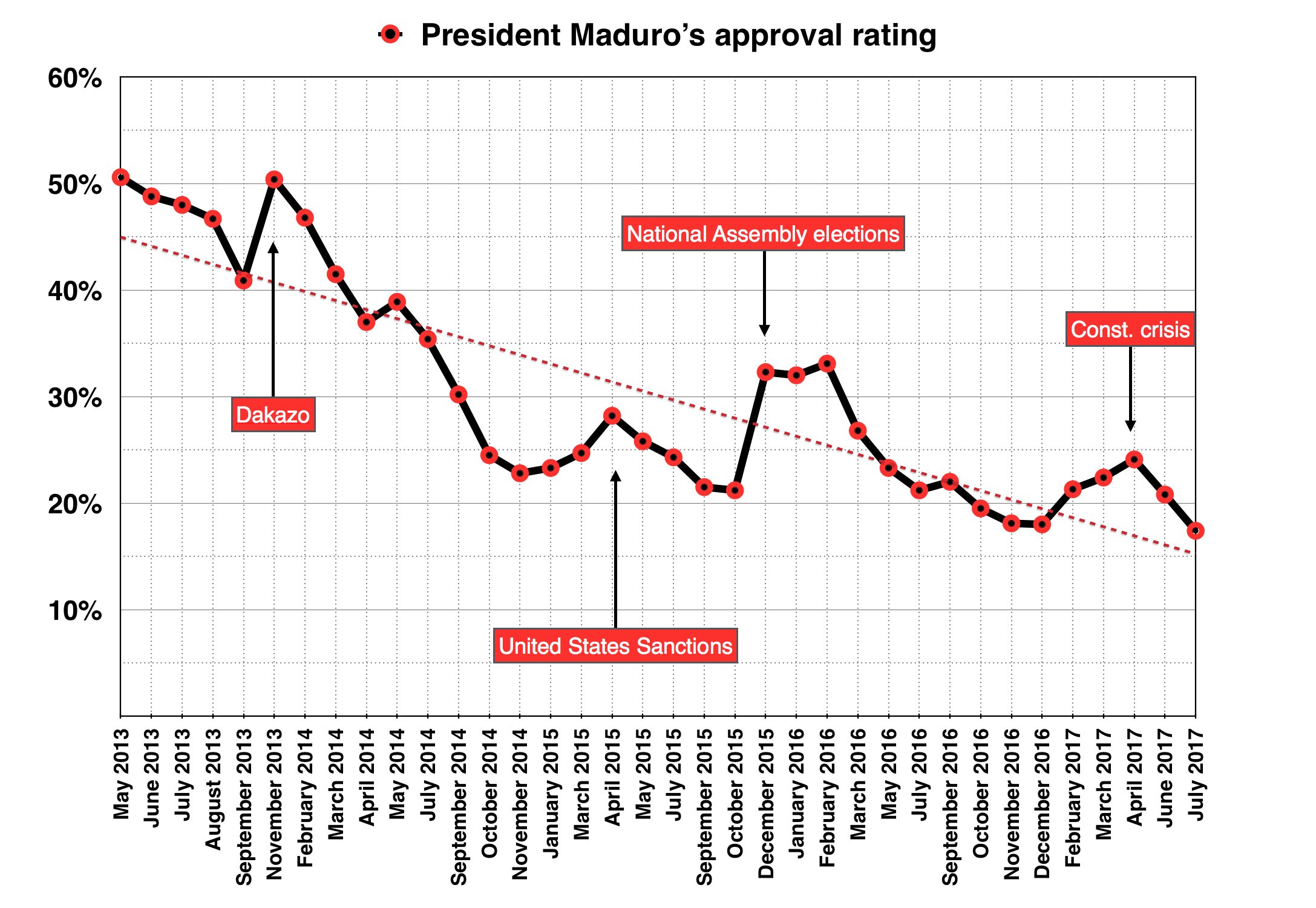
니콜라스 마두로 대통령의 지지율.
출처: 다타날리시스

다타날리시스 회장 루이스 비센테 레온은 4월 6일 시위 초기 지지율이 70%였으나 현재는 베네수엘라 국민의 63%가 시위 형태를 거부하고 있다는 조사 결과를 발표했다. 그는 또한 최신 여론 조사 결과 마두로 대통령의 지지율이 42%에서 45% 사이이며, 야당 지도자 중 40%를 넘는 사람은 없다고 밝혔다. 5월 5일 발표된 또 다른 다타날리시스 여론 조사에 따르면 베네수엘라 국민의 79.5%가 국가 상황을 "부정적"으로 평가했다. 마두로의 비지지율은 2013년 11월 44.6%에서 59.2%로 상승했다. 또한 인구의 9.6%만이 2019년 마두로의 재선을 지지할 것이라는 결과도 나왔다. 이 여론 조사는 민주통일원탁이 39.6%의 지지율을 보였고, 50%는 반대했으며, 집권 베네수엘라 연합사회당은 37.4%의 지지율과 55%의 비지지율을 보였다.
2015년 5월 5일 발표된 여론 조사에서 다타날리시스는 응답자의 77%가 평화로운 시위에 참여할 의사가 없으며, 88%는 바리케이드를 포함한 시위에는 참여하지 않을 것이라고 밝혔다. 레온은 이를 시위의 범죄화, 정부 탄압에 대한 두려움, 그리고 시위 목표가 달성되지 못한 것에 대한 좌절감 때문이라고 설명했다. 이 여론 조사는 또한 70%가 다가오는 총선에 참여할 의사가 있다는 것을 발견했는데, 이는 대중의 불만을 해소할 수 있는 "배출구"가 될 수 있지만, 레온은 이는 참여 약화를 나타내며 베네수엘라 국민들이 경제 및 사회 문제에 몰두하고 있다고 지적했다.

## 미디어

### 국내 미디어

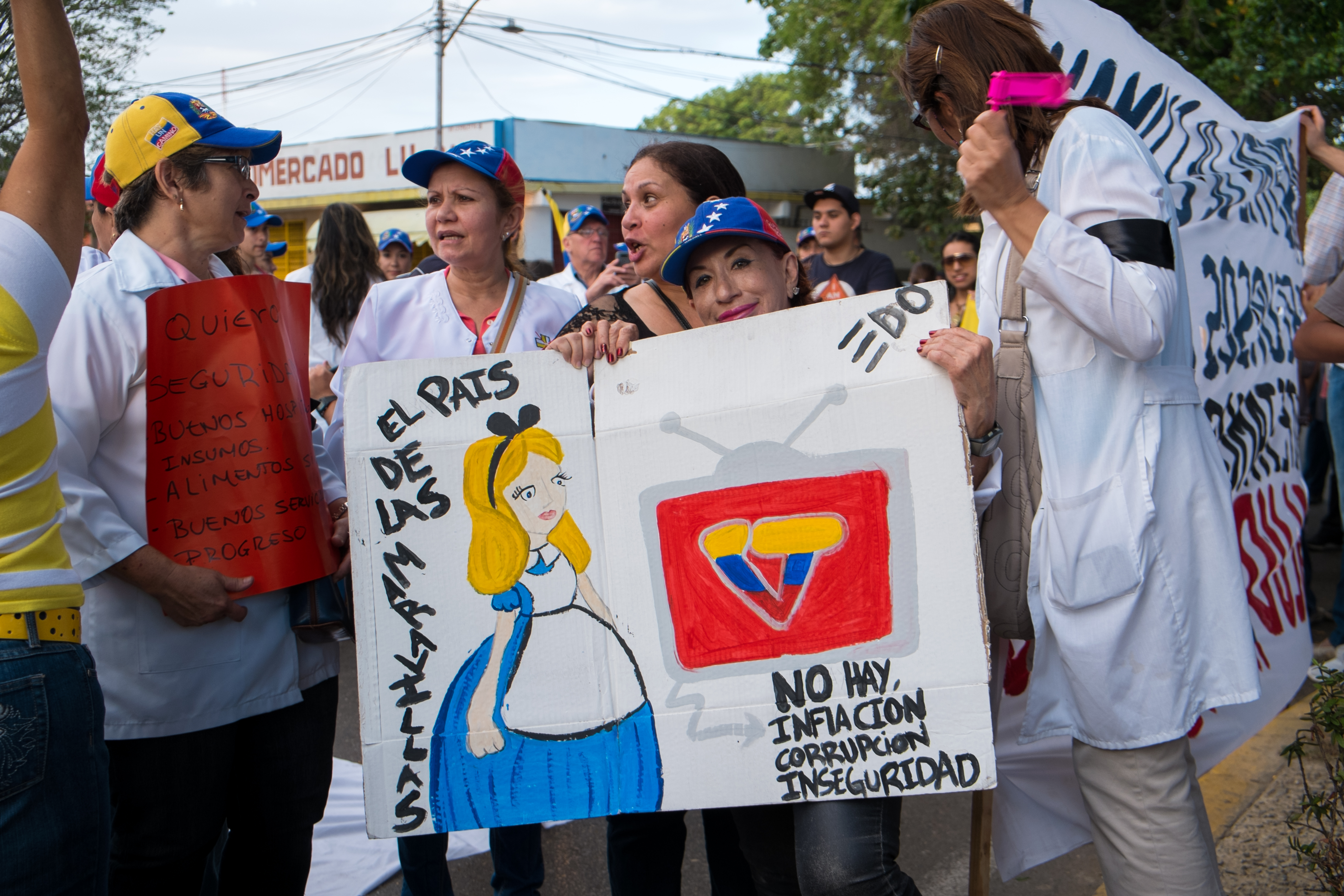
베네수엘라 국영 언론이 국민에게 말하는 것을 비판하는 표지판을 든 시위자.

미주언론협회는 베네수엘라 정부의 "공식 검열"에 항의했는데, 이는 인터넷 차단, 채널 금지, 외국 언론인 자격 취소, 기자 괴롭힘, 신문 자원 제한 등을 포함했다.
베네수엘라 외국인 특파원 협회도 정부의 기자 폭행, 학대, 괴롭힘, 협박, 강도 혐의를 제기했다.
베네수엘라의 언론 보도는 정부에 의해 제한되어 왔다. "RCTV와 글로보비시온과 같은 반정부 텔레비전 방송국은 면허가 취소되거나 소유권 변경을 강요당했다." 야당에 따르면 정부는 "공공 자금으로 강력한 라디오 방송국, 텔레비전 방송국, 신문 구조를 가지고 있어 의사소통 헤게모니를 행사"하며 경제에 대한 중앙은행의 신뢰할 수 있는 정보나 범죄 통계를 언론인에게 제공하지 않는다.
2014년 3월 15일, 디오스다도 카베요 국회의장은 대통령의 명령으로 "파시즘이 어디에 있는지" 보여주는 비디오와 이미지를 공개하기 위한 새로운 위원회인 "진실 위원회"를 발표했다.

#### 기자 공격
베네수엘라 외국인 특파원 협회는 정부가 기자들을 폭행했다고 비난했다. 베네수엘라 전국 언론인 연합 (SNTP)은 2014년 첫 몇 달 동안 최소 181건의 언론인 공격이 있었으며, "괴롭힘 82건, 신체적 폭행 40건, 작업 자료 강탈 또는 파괴 35건, 체포 23건, 총상 1건"이 있었고, 최소 20건의 공격은 "콜렉티보스"에 의해 이루어졌다고 밝혔다. 전국 언론인 협회 (CNP)는 2014년 2월부터 6월까지 262건의 언론 공격이 발생했다고 밝혔다. 엘 나시오날에 따르면, SEBIN은 기자들과 인권 옹호자들의 시설을 여러 차례 급습했다. 또한 SEBIN이 기자들을 무표시 차량으로 따라다니며 "집과 사무실, 빵집과 식당 같은 공공장소를 감시하고, 휴대전화로 문자 메시지를 보냈다"고 위협했다고도 전해졌다.

### 해외 미디어
워싱턴 포스트에 따르면, 2014년 베네수엘라 시위는 우크라이나 위기로 인해 미국 언론의 주목을 받지 못했다. 워싱턴 포스트는 워싱턴 포스트와 뉴욕 타임스의 뉴스 기사에서 베네수엘라와 우크라이나 관련 주제를 렉시스 검색하여 우크라이나 주제가 베네수엘라 주제에 비해 거의 두 배에 달한다는 사실을 발견했다.
로버트 F. 케네디 정의인권센터 또한 "정부가 정보 흐름을 억압하면서 언론인과 NGO 회원들이 시위를 문서화하는 데 어려움을 겪었다"며 "언론인들은 위협받고 체포되었으며, 장비를 압수당하거나 장비에서 자료가 삭제되는 일을 겪었다"고 밝혔다. 시위를 보도하는 사람들은 마두로 대통령이 "점점 더 숨 막히는 분위기"를 조성하여 위협을 느낀다. 베네수엘라 텔레비전 방송국들은 시위의 실시간 보도를 거의 하지 않았고, 2014년에는 많은 야당 시청자들이 CNN으로 전환하게 되었다.
몇 년 뒤인 2017년 2월 14일, 마두로 대통령은 CNN이 베네수엘라 여권과 비자 사기 발급 혐의에 대한 조사를 보도한 지 며칠 만에 케이블 사업자들에게 CNN en Español 방송 중단을 명령했다. 이 뉴스 기사는 베네수엘라 타렉 엘 아이사미 부통령이 테러 단체 헤즈볼라와 연관된 중동 출신 개인들에게 베네수엘라 여권 및 신분증 173개를 사기 발급한 것과 관련이 있다는 기밀 정보 문서를 폭로했다.<ref>{{뉴스 인용|last1=Zamost |first1=Scott |last2=Griffin |first2=Drew |last3=Guerrero |first3
항의
1. ↑  “Photo Gallery: Venezuela's mounting political crisis”. 《Los Angeles Times》. 2014년 2월 20일. 2014년 2월 19일에 확인함.
2. ↑  “Venezuela's Maduro says 2013 annual inflation was 56.2 pct”. 《로이터》. 2013년 12월 30일. 2014년 1월 16일에 원본 문서에서 보존된 문서. 2014년 1월 19일에 확인함.
3. ↑  “Venezuela Inflation Hits 16-Year High as Shortages Rise”. 《블룸버그》. 2013년 11월 7일. 2014년 2월 16일에 확인함.
4. ↑  Toro, Moisés Naím, Francisco (2016년 5월 12일). “Venezuela Is Falling Apart”. 《디 애틀랜틱》 (미국 영어). 2019년 3월 3일에 확인함.
5. ↑  “How Biased Western Reportage Has Harmed Venezuela”. 《트루스디그: 전문가 보고, 최신 뉴스, 도발적인 칼럼니스트》. 2018년 7월 5일. 2019년 3월 3일에 확인함.
6. ↑  “Inflation rate (consumer prices)”. 《CIA 월드 팩트북》. 2020년 5월 17일에 원본 문서에서 보존된 문서. 2014년 2월 26일에 확인함.
7. 1 2  “Venezuela's economy: Medieval policies”. 《디 이코노미스트》. 2014년 2월 23일에 확인함.
8. 1 2 3 4 5 6  “Venezuela: the most dangerous place on earth?”. 채널 4. 2014년 1월 8일. 2014년 2월 21일에 확인함.
9. 1 2 3  “What the Heck Is Going on in Venezuela? (Could the Maduro Regime Fall?)”. 블룸버그 비즈니스위크. 2014년 2월 18일. 2014년 2월 19일에 원본 문서에서 보존된 문서. 2014년 2월 21일에 확인함.
10. ↑  “These countries have the fastest-shrinking populations in the world”. 《www.msn.com》. 2019년 10월 2일에 확인함.
11. 1 2  Sequera, Vivia (2014년 2월 22일). “Did attempted rape ignite Venezuela's national protests?”. 《크리스천 사이언스 모니터》. AP (통신사). 2014년 2월 24일에 확인함.
12. ↑  “San Cristobal: The birthplace of Venezuela's protests”. 《BBC 뉴스》. 2014년 3월 7일. 2016년 3월 7일에 확인함.
13. ↑  Faria, Javier (2015년 2월 25일). “Venezuelan teen dies after being shot at anti-Maduro protest”. 《Reuters》. 2015년 9월 26일에 원본 문서에서 보존된 문서. 2015년 2월 26일에 확인함.
14. ↑  Usborne, David. “Dissent in Venezuela: Maduro regime looks on borrowed time as rising public anger meets political repression”. 《The Independent》. 2022년 8월 11일에 원본 문서에서 보존된 문서. 2015년 2월 26일에 확인함.
15. ↑  “Reporte sobre la represióndel Estado Venezolano Año 2016”. 포로 페날 베네수엘라노. 2017년 10월 10일에 원본 문서에서 보존된 문서. 2017년 2월 9일에 확인함.
16. ↑  "A total of 42 people, both supporters and opponents of the government, have died in the protest-related violence which followed." "Venezuela: Leopoldo Lopez must stand trial, judge rules" by BBC News.
17. 1 2 3 4  “En 2014 se registraron 9.286 protestas, cifra inédita en Venezuela”. 라 파티야. 2015년 1월 19일. 2015년 1월 25일에 확인함.
18. ↑  “Nationwide protests against Maduro in Venezuela – DW – 10/26/2016”. 《도이체 벨레》 (영어). 2016년 10월 26일. 2023년 11월 4일에 확인함.
19. ↑  “Venezuela's opposition walks away from Vatican-backed talks”. 《도이체 벨레》. 2016년 12월 7일. 2016년 12월 9일에 확인함.
20. ↑  “Latin American Herald Tribune – After Venezuela Government Fails to Honor Commitments, Vatican Pulls Out of Dialogue It Sponsored”. 《라틴 아메리카 헤럴드 트리뷴》. 2017년 1월 19일. 2021년 2월 25일에 원본 문서에서 보존된 문서. 2017년 1월 20일에 확인함.
21. ↑  “Venezuela accused of 'self-coup' after Supreme Court shuts down National Assembly”. 《부에노스아이레스 헤럴드》. 2017년 3월 31일. 2017년 4월 1일에 확인함.
22. ↑  “Venezuela's Descent Into Dictatorship”. 《뉴욕 타임스》. 2017년 3월 31일. 2017년 4월 1일에 확인함.
23. ↑  “Venezuela clashes 'self-inflicted coup': OAS”. 스카이 뉴스 오스트레일리아. 2017년 4월 1일. 2021년 2월 25일에 원본 문서에서 보존된 문서. 2017년 4월 1일에 확인함.
24. 1 2  Goodman, Joshua (2017년 4월 9일). “Venezuela's Maduro blasts foe for chemical attack comments”. 《ABC 뉴스》 (영어). AP (통신사). 2017년 4월 10일에 확인함.
25. 1 2 3 4  “Protestas aumentan 278% en primer semestre 2014”. 라 파티야. 2014년 7월 17일. 2014년 7월 17일에 확인함.
26. ↑  “Universitarios del Táchira levantaron la huelga de hambre”. 엘 우니베르살. 2014년 7월 15일. 2014년 7월 16일에 확인함.
27. 1 2  “Street blockades divide opinion in Venezuela”. 《BBC 뉴스》. 2014년 2월 27일. 2014년 4월 8일에 확인함.
28. ↑  Cawthorne, Andrew; Ore, Diego. “Chilean is first foreign fatality in Venezuela unrest”. 《로이터》. 2015년 9월 24일에 원본 문서에서 보존된 문서. 2014년 7월 23일에 확인함.
29. ↑  Johnston, Jake. “Venezuela: Who Are They and How Did They Die?”. 경제 및 정책 연구 센터. 2015년 3월 23일에 원본 문서에서 보존된 문서. 2014년 7월 23일에 확인함.
30. ↑  Sanchez, Nora. “Murió mujer en una barricada en Mérida”. 《엘 우니베르살》. 2014년 4월 6일에 확인함.
31. 1 2  Neuman, William (March 2014). “Slum Dwellers in Caracas Ask, What Protests?”. 《뉴욕 타임스》. 2014년 6월 6일에 확인함.
32. 1 2 3  Watts, Jonathan (2016년 5월 19일). “President says Venezuela won't be next to fall, but he may not have a choice”. 《가디언》. 가디언. 2016년 5월 26일에 확인함.
33. 1 2 3 4 5 6 7  Kurmanaev, Anatoly; Pons, Corina. “Venezuela Protests Drive Poor to Maduro as Death Toll Mounts”. 《블룸버그 비즈니스위크》. 2014년 6월 6일에 확인함.
34. 1 2 3  Milne, Seumas. “Venezuela protests are sign that US wants our oil, says Nicolás Maduro”. 《가디언》. 2014년 4월 9일에 확인함.
35. 1 2  Nicolas Maduro. 1 April 2014. Venezuela: A Call for Peace. The New York Times. Retrieved: 3 April 2014.
36. 1 2  “Decree powers widen Venezuelan president's economic war”. 《CNN》. 2013년 11월 20일. 2014년 2월 21일에 확인함.
37. ↑  “Maduro pedirá a la AN una "comisión de la verdad”. 《엘 나시오날》. 23 February 2014. 27 July 2014에 원본 문서에서 보존된 문서. 17 July 2014에 확인함.
38. 1 2 3 4  “Amnesty Reports Dozens of Venezuela Torture Accounts”. 《블룸버그》. 2014년 4월 13일에 확인함.
39. 1 2 3 4 5 6 7 8 9 10 11 12  “Punished for Protesting” (PDF). 휴먼 라이츠 워치. 2014년 5월 13일에 원본 문서 (PDF)에서 보존된 문서. 2014년 5월 6일에 확인함.
40. ↑  “ONU insta a la inmediata liberación de Leopoldo López”. 엘 나시오날. 2014년 10월 8일. 2014년 10월 9일에 원본 문서에서 보존된 문서. 2014년 10월 9일에 확인함.
41. ↑  “ONU pide al gobierno liberación inmediata de Daniel Ceballos”. 엘 나시오날. 12 October 2014. 13 October 2014에 원본 문서에서 보존된 문서. 13 October 2014에 확인함.
42. ↑  “Venezuela: UN rights chief calls for immediate release of opposition leader, politicians”. 《유엔》. 2014년 10월 20일. 2014년 10월 22일에 확인함.
43. 1 2  Lopez, Leopoldo (2014년 3월 25일). “Venezuela's Failing State”. 《뉴욕 타임스》.
44. ↑  “Venezuela arrests one opposition mayor, jails another”. 《로이터》. 2014년 3월 20일. 2015년 9월 24일에 원본 문서에서 보존된 문서. 2017년 6월 30일에 확인함.
45. ↑  “Trump: Venezuelan Socialist President Easily Toppled | 보이스 오브 아메리카 – 영어”. 《보이스 오브 아메리카》. 2019년 11월 19일에 원본 문서에서 보존된 문서.
46. ↑  “Venezuela | 국가 페이지 | 세계 | 휴먼 라이츠 워치”. 《www.hrw.org》.
47. ↑  “Venezuela: Landmark UN Rights Council Resolution”. 《휴먼 라이츠 워치》. 2018년 9월 27일.
48. ↑  “En Venezuela se han dado cerca de 50.000 protestas en la era Maduro”. 《엘 티엠포》 (스페인어). 2019년 1월 23일에 확인함.
49. ↑  “UN rights experts report a rise of efforts in Venezuela to curtail democracy ahead of 2024 election”. 《PBS 뉴스아워》 (미국 영어). 2023년 9월 20일. 2023년 11월 20일에 확인함.
50. 1 2 3  “Venezuela: Brutal Crackdown on Protesters, Voters | Human Rights Watch” (영어). 2024년 9월 4일. 2025년 4월 15일에 확인함.
51. ↑  “Aftermath of presidential election in Venezuela, in Puerto La Cruz”. 《로이터》 (일본어). 2024년 7월 30일. 2025년 4월 15일에 확인함.
52. ↑  Faiola, Anthony (2024년 8월 17일). “Protests erupt globally over disputed Venezuela election”. 《워싱턴 포스트》.
53. ↑  “María Corina Machado”, 《위키백과》 (영어), 2025년 4월 12일, 2025년 4월 15일에 확인함
54. ↑  Guillermoprieto 2005틀:Citation not found
55. 1 2  웁살라 분쟁 데이터 프로그램 분쟁 백과사전, 베네수엘라, 전쟁과 소규모 분쟁, 심층 분석, 우고 차베스와 1992년 쿠데타 시도, http://www.ucdp.uu.se/gpdatabase/gpcountry.php?id=167&regionSelect=5-Southern_Americas# 보관됨 15 1월 2014 - 웨이백 머신
56. ↑  “Social Panorama of Latin America 2013”. ECLAC. March 2014. 2014년 11월 4일에 원본 문서에서 보존된 문서. 2014년 4월 24일에 확인함.
57. ↑  “Venezuela Overview”. 세계은행. 2014년 4월 13일에 확인함.
58. ↑  Keppel, Stephen (2013년 10월 25일). “5 Ways Hugo Chavez Has Destroyed the Venezuelan Economy”. 《퓨전》. 2014년 9월 19일에 원본 문서에서 보존된 문서. 2014년 4월 15일에 확인함.
59. ↑  “Report for Selected Countries and Subjects”. 2016년 3월 7일에 확인함.
60. ↑  Marshall, Paul A., 편집. (2008). 《Religious freedom in the world》. Lanham, Md.: Rowman & Littlefield Publishers. 423, 424쪽. ISBN 978-0742562134.
61. ↑  “Treasury Targets Venezuelan Government Officials Supporting the FARC”. 《보도자료》. 미국 재무부. 2014년 3월 5일에 확인함.
62. ↑  Meza, Alfredo (2013년 9월 26일). “Corrupt military officials helping Venezuela drug trade flourish”. 《엘 파이스》. 2014년 3월 5일에 확인함.
63. ↑  “Treasury Targets Hizballah in Venezuela”. 《보도자료》. 미국 재무부. 2014년 3월 5일에 확인함.
64. ↑  Romero, Simon (2011년 2월 4일). “In Venezuela, an American Has the President's Ear”. 《뉴욕 타임스》. 2012년 4월 26일에 확인함.
65. ↑  Coronel, Gustavo. “The Corruption of Democracy in Venezuela”. 케이트 인스티튜트. 2014년 3월 18일에 확인함.
66. ↑  “Venezuela's Drug-Running Generals May Be Who Finally Ousts Maduro”. 《바이스 뉴스》. 2014년 3월 31일. 2014년 4월 13일에 원본 문서에서 보존된 문서. 2014년 4월 13일에 확인함.
67. ↑  《World Report 2012: Venezuela》. 휴먼 라이츠 워치. 2012년 1월 22일. 2012년 4월 14일에 확인함.
68. 1 2  “Venezuela ocupa último lugar de naciones latinoamericanas analizadas”. 《엘 나시오날》.  8 March 2014. 18 March 2014에 원본 문서에서 보존된 문서. 17 March 2014에 확인함.
69. ↑  “Venezuela violates human rights, OAS commission reports”. 《CNN》. 2010년 2월 24일. 2014년 4월 13일에 확인함.
70. 1 2  “Venezuela's black market rate for US dollars just jumped by almost 40%”. 《쿼츠》. 2014년 3월 26일. 2014년 3월 27일에 확인함.
71. ↑  Rueda, Manuel. “How Did Venezuela Become So Violent?”. 퓨전. 2014년 1월 10일에 원본 문서에서 보존된 문서. 2014년 1월 10일에 확인함.
72. ↑  “Venezuelan President Hugo Chavez dies”. 《CNN》. 2014년 4월 13일에 확인함.
73. ↑  López, Virginia (2014년 2월 22일). “Venezuelans on streets again as protest leader awaits trial”. 《가디언》. 2014년 2월 22일에 확인함.
74. ↑  Peralta, Eyder (2013년 2월 20일). “5 Things To Know About Venezuela's Protest Leader”. NPR. 2014년 2월 23일에 확인함.
75. ↑  “Venezuelans Saw Political Instability Before Protests”. 갤럽. 2014년 2월 28일. 2014년 3월 18일에 확인함.
76. ↑  Murphy, Peter (2014년 2월 12일). “Venezuela protest leader says seeks Maduro's exit, not coup”. 《로이터》. 2015년 9월 25일에 원본 문서에서 보존된 문서. 2014년 3월 13일에 확인함.
77. ↑  국제 투명성 기구, 15 July 1995, 1995 TI Corruption Index 보관됨 3 9월 2010 - 웨이백 머신
78. ↑  국제 투명성 기구, 2008 Corruption Perceptions Index 보관됨 11 3월 2009 - 웨이백 머신, accessed 30 June 2009
79. ↑  “Factbox: Transparency International's global corruption index”. 《로이터》. 2012년 12월 5일. 2012년 12월 5일에 원본 문서에서 보존된 문서. 2012년 12월 5일에 확인함.
80. ↑  “GLOBAL CORRUPTION BAROMETER 2010/11”. 국제 투명성 기구. 2014년 2월 26일에 확인함.
81. ↑  “CORRUPTION BY COUNTRY / TERRITORY: VENEZUELA”. 국제 투명성 기구. 2014년 2월 26일에 확인함.
82. ↑  “WJP 2014 Rule of Law Index”. 《세계 정의 프로젝트》. 2014년 3월 5일. 2015년 4월 29일에 원본 문서에서 보존된 문서. 2014년 3월 18일에 확인함.
83. ↑  Hanke, John H. “Measuring Misery around the World”. 케이트 인스티튜트. 2014년 4월 30일에 확인함.
84. ↑  “COUNTRY COMPARISON :: INFLATION RATE (CONSUMER PRICES)”. 중앙정보국. 2014년 5월 21일에 원본 문서에서 보존된 문서. 2014년 5월 21일에 확인함.
85. ↑  “Monetary aggregates rising sharply”. 이코노미스트 인텔리전스 유닛. 2014년 2월 25일에 확인함.
86. ↑  “Venezuela's "economic war"”. 《디 이코노미스트》. 2013년 11월 16일.
87. ↑  “Country Rankings: World & Global Economy Rankings on Economic Freedom”. 헤리티지 재단. 2010년 11월 17일에 원본 문서에서 보존된 문서. 2014년 3월 26일에 확인함.
88. ↑  “87% de los venezolanos cree que el Gobierno debe rectificar sus políticas”. 《엘 디아리오 데 카라카스》. 2014년 3월 16일. 2014년 3월 20일에 원본 문서에서 보존된 문서. 2014년 3월 16일에 확인함.
89. ↑  “Datos Presentación Clima País_Feb 2014”. 데이터스. 2014년 3월 17일에 원본 문서에서 보존된 문서. 2014년 3월 16일에 확인함.
90. ↑  “Encuesta Datos: 72% cree que las cosas van mal en el país (+Estudio)”. 《베네수엘라 알 디아》. 2014년 3월 16일. 2014년 3월 19일에 원본 문서에서 보존된 문서. 2014년 3월 16일에 확인함.
91. ↑  “Doctors say Venezuela's health care in collapse”. 《AP 통신》. 26 February 2014에 원본 문서에서 보존된 문서. 22 February 2014에 확인함.
92. ↑  “Seven Things To Know About the Venezuela Crisis”. 《NBC 뉴스》. 2014년 2월 25일. 2014년 2월 26일에 확인함.
93. ↑  Castillo, Mariano (2014년 1월 9일). “Beauty queen's killers nabbed, Venezuela says”. 《CNN》. 2014년 2월 26일에 확인함.
94. ↑  Ferdman, Roberto (2014년 3월 8일). “There have already been almost 3,000 murders in Venezuela since the start of the year”. 《쿼츠》. 2014년 3월 9일에 확인함.
95. ↑  “Beauty queen Monica Spear's killers nabbed, Venezuela says”. CNN.com. 2014년 1월 10일. 2014년 2월 21일에 확인함.
96. ↑  Romero, Simon (2010년 8월 22일). “Venezuela, More Deadly Than Iraq, Wonders Why”. 《뉴욕 타임스》. 2014년 1월 10일에 확인함.
97. ↑  Pons, Corina (2014년 1월 30일). “Crime Hobbles Venezuela's Economy”. 《블룸버그 비즈니스위크》. 2014년 1월 31일에 원본 문서에서 보존된 문서. 2014년 3월 4일에 확인함.
98. ↑  “Venezuela's violent crime fuels the death business”. 《로이터》. 2014년 2월 20일. 2015년 10월 13일에 원본 문서에서 보존된 문서. 2014년 3월 4일에 확인함.
99. ↑  “Venezuela Travel Warning”. 미국 국무부. 30 January 2014에 원본 문서에서 보존된 문서.  9 February 2014에 확인함.
100. ↑  “Venezuela”. 캐나다 정부. 2012년 11월 16일. 2014년 2월 9일에 확인함.
101. ↑  “Venezuela travel advice”. GOV.UK. 2013년 12월 18일. 2014년 2월 21일에 확인함.
102. ↑  “Chavez heir Maduro takes narrow win in Venezuela”. CBC 뉴스. AP 통신. 2013년 4월 15일. 2013년 4월 15일에 확인함.
103. ↑  “Venezuelan president, accused of electoral fraud at home, finds backing abroad”. 《워싱턴 포스트》. 2013년 5월 10일. 2014년 2월 16일에 확인함.
104. 1 2 3  “Venezuela to audit votes without opposition conditions”. BBC. 2013년 4월 28일. 2013년 4월 29일에 확인함.
105. 1 2  “Nicolas Maduro sworn in as new Venezuelan president”. 《BBC 뉴스》. 2013년 4월 19일. 2013년 6월 18일에 확인함.
106. ↑  “Tensions Surge in Venezuela After Vote”. 《월스트리트 저널》. 2013년 4월 16일. 2014년 3월 10일에 확인함.
107. ↑  Wyss, Jim (2013년 4월 15일). “Opposition calls for election protests in Venezuela”. 《마이애미 헤럴드》. 2014년 3월 10일에 확인함.
108. ↑  “Maduro Blames Venezuela's Post-Election Violence on U.S. Backing”. 《허핑턴 포스트》. 2013년 4월 16일. 2014년 3월 11일에 원본 문서에서 보존된 문서. 2014년 3월 10일에 확인함.
109. ↑  “Venezuela audit confirms Nicolas Maduro electoral victory”. 《BBC 뉴스》. 2013년 6월 12일. 2013년 6월 18일에 확인함.
110. ↑  “Maduro survives Venezuela electoral test”. 《알 자지라》. 2013년 12월 9일. 2015년 6월 23일에 확인함.
111. ↑  “Maduro se reunió con gobernadores y alcaldes opositores: "Hagamos un proyecto en común"”. 《노티시아스 24》. 2013년 12월 12일. 2018년 11월 17일에 원본 문서에서 보존된 문서. 2015년 6월 23일에 확인함.
112. ↑  “Maduro inicia reunión con gobernadores y alcaldes en Miraflores”. 《엘 우니베르살》. 2013년 12월 18일. 2015년 6월 23일에 확인함.
113. ↑  “En fotos y video: Henrique Capriles acudió a Miraflores a la reunión con Maduro”. 《노티시아스24.com》. 2014년 1월 8일. 2018년 12월 13일에 원본 문서에서 보존된 문서. 2015년 6월 23일에 확인함.
114. ↑  “Las tres razones de María Corina Machado para no asistir a la reunión con Maduro”. 《노티시아스24.com》. 2014년 1월 6일. 2018년 12월 13일에 원본 문서에서 보존된 문서. 2015년 6월 23일에 확인함.
115. ↑  “Oposición, ¿la nueva estrategia?”. 《엘 에스펙타도르》. 2014년 1월 26일. 2015년 6월 23일에 확인함.
116. ↑  “Venezuela unrest shakes up opposition”. 《로이터》. 2014년 2월 27일. 2015년 7월 21일에 원본 문서에서 보존된 문서. 2014년 6월 23일에 확인함.
117. ↑  “Pro-Government Motorcycle Militias Terrorize Venezuela”. 《미디엄》. 2014년 2월 22일. 2015년 1월 31일에 확인함.
118. ↑  “Venezuela Motorcylce Gang Videos Show Terror And Violence In Support Of Maduro”. 《허핑턴 포스트》. 2014년 2월 25일. 2014년 3월 21일에 확인함.
119. ↑  Markovits, Martin; Rueda, Manuel (2013년 3월 27일). “Venezuela Election is a High Stakes Affair for Local Vigilante Groups”. ABC 뉴스. 2014년 12월 1일에 확인함.
120. ↑  Wallis, Daniel (2014년 2월 13일). “Venezuela violence puts focus on militant 'colectivo' groups”. 《로이터》. 2014년 2월 26일에 원본 문서에서 보존된 문서. 2014년 2월 22일에 확인함.
121. ↑  “Venezuela: Violence Against Protesters, Journalists”. 휴먼 라이츠 워치. 2014년 2월 21일. 2014년 3월 21일에 확인함.
122. ↑  “Venezuela : for an end to the violence”. 사회주의 인터내셔널. 2014년 5월 15일에 확인함.
123. ↑  “Protesters back in streets in Venezuela”. 《USA 투데이》. 2014년 2월 24일. 2014년 3월 21일에 확인함.
124. ↑  “Maduro no aceptará grupos violentos y armados en el chavismo y advierte que podrian ir a la carcel”. 노티시아스21. 2014년 12월 9일에 원본 문서에서 보존된 문서. 2014년 4월 17일에 확인함.
125. ↑  “Colectivos de paz accionan armas de fuego en la Rómulo Gallegos ante mirada de la GNB”. 《라 파티야》. 2014년 2월 19일. 2014년 2월 19일에 확인함.
126. ↑  “Armed pro-govt militias roil Venezuela protests”. 《AP 통신》. 30 March 2014.  5 December 2014에 원본 문서에서 보존된 문서. 31 March 2014에 확인함.
127. ↑  “Arreaza promete desarme de grupos armados”. 《엘 우니베르살》. 2014년 3월 28일. 2014년 4월 6일에 확인함.
128. ↑  “A tale of two prisoners”. 《디 이코노미스트》. 2014년 2월 20일. 2014년 3월 21일에 확인함.
129. ↑  “Varela: Colectivos son el pilar para la defensa de la patria”. 《엘 우니베르살》. 2014년 2월 15일. 2014년 3월 26일에 확인함.
130. ↑  “Ameliach prohíbe marchas en los barrios de Valencia” [아멜리아치, 발렌시아 인근 행진 금지]. 《엘 문도》 (스페인어). 2014년 2월 22일에 원본 문서에서 보존된 문서. 2014년 2월 18일에 확인함.
131. ↑  “La foto que Ameliach no quiere que veas: Génesis Carmona herida” [아멜리아치가 보지 않기를 바라는 사진: 제네시스 카르모나 부상]. 《라 파티야》 (스페인어). 2014년 2월 18일. 2014년 2월 19일에 확인함.
132. ↑  “Ameliach advierte que Cabello dará orden para "contraataque fulminante"” [아멜리아치, 카베요가 "섬멸적 반격" 명령할 것이라고 경고]. 《베네수엘라 알 디아》. 2014년 2월 17일. 2016년 4월 1일에 원본 문서에서 보존된 문서. 2014년 2월 17일에 확인함.
133. ↑  “Geraldine Moreno: Venezuelan Soldiers Mangled Her Face”. 파남 포스트. 2015년 2월 11일. 2020년 9월 6일에 원본 문서에서 보존된 문서. 2015년 9월 11일에 확인함.
134. ↑  “Video – Uniformados y civiles dispararon en Candelaria el 12F”. 《울티마스 노티시아스》. 2016년 3월 5일에 원본 문서에서 보존된 문서. 2016년 3월 7일에 확인함.
135. 1 2  Neuman, William (2014년 4월 27일). “In Venezuela, Protesters Point to Their Scars”. 《뉴욕 타임스》. 2014년 4월 28일에 확인함.
136. ↑  “Afirman que policía manipuló pruebas para no ser incriminada”. 2016년 3월 7일에 확인함.
137. ↑  s:베네수엘라 볼리바르 공화국 헌법/제목 3#25
138. ↑  “En Oriente.com --- 베네수엘라 볼리바르 공화국 헌법 제68조”. 2014년 12월 15일에 원본 문서에서 보존된 문서. 2016년 3월 7일에 확인함.
139. ↑  “¿Comienzan a lanzar gas lacrimógeno cocarcinógeno? (FOTO)”. 《라 파티야》 (유럽 스페인어). 2014년 3월 20일. 2017년 4월 9일에 확인함.
140. ↑  “Misterioso "Gas Verde" es utilizado en Altamira (Fotos y Video)”. 《라 파티야》 (유럽 스페인어). 2014년 2월 15일. 2017년 4월 9일에 확인함.
141. ↑  “Ya reprimieron con gas rojo, ¿ahora con verde? (FOTO)”. 《라 파티야》 (유럽 스페인어). 2017년 4월 25일. 2017년 4월 9일에 확인함.
142. ↑  Hausmann, Ricardo. “Venezuelan govt repressing demonstrations with new green gas that makes people vomit. How much longer until they use nerve gas?”. 2014년 2월 18일에 확인함.
143. ↑  Gómez De Anda, Lizeth (2014년 2월 17일). “TV Chavista inventa apoyo a Maduro :: La Razón :: 9 de abril de 2017”. 《라 라손》. 2017년 4월 10일에 원본 문서에서 보존된 문서. 2017년 4월 9일에 확인함.
144. ↑  “Bombas lacrimógenas que usa el gobierno están vencidas y emanan cianuro (+ recomendaciones)”. 《라 파티야》 (유럽 스페인어). 2017년 4월 8일. 2017년 4월 10일에 원본 문서에서 보존된 문서. 2017년 4월 9일에 확인함.
145. ↑  “Amnistía Internacional instó a aclarar componentes del gas rojo”. 《엘 나시오날》 (스페인어). 2017년 4월 8일. 2017년 4월 9일에 확인함.
146. ↑  Salazar, Abraham (2017년 4월 9일). “Expertos explican el humo rojo y cómo defenderse de las bombas lacrimógenas”. 《이펙토 코쿠요》 (유럽 스페인어). 2019년 7월 17일에 원본 문서에서 보존된 문서. 2017년 4월 9일에 확인함.
147. ↑  “Lanzan bombas lacrimógenas desde helicópteros en Chacaíto”. 엘 나시오날. 2017년 4월 11일. 2017년 4월 11일에 확인함.
148. ↑  “Amnistía: tortura es habitual en Venezuela”. 보이스 오브 아메리카. 2014년 5월 13일. 2014년 5월 14일에 확인함.
149. ↑  “Estudiantes piden a la ONU una misión de investigación”. 엘 우니베르살. 2014년 6월 18일. 2014년 6월 20일에 확인함.
150. ↑  “"Funcionarios jugaban con ellos al tiro al blanco": abogado que atendió a 3 adolescentes detenidos en Mérida”. 《NTN24》. 12 March 2014. 18 July 2014에 원본 문서에서 보존된 문서. 15 March 2014에 확인함.
151. ↑  “Denuncian que GNB y agentes cubanos habrían jugado tiro al blanco con adolescentes detenidos (+Video)”. 《베네수엘라 알 디아》. 2014년 3월 14일. 2016년 6월 4일에 원본 문서에서 보존된 문서. 2014년 3월 15일에 확인함.
152. ↑  “"Fuimos testigos de cómo algunos estudiantes fueron violados vía anal": abogado del Foro Penal Venezolano” ["일부 학생들이 항문으로 성폭행당하는 것을 목격했습니다": 베네수엘라 법률 포럼 변호사]. 《NTN24》 (스페인어). 16 February 2014. 28 February 2014에 원본 문서에서 보존된 문서. 22 February 2014에 확인함.
153. ↑  “Torturan a estudiantes en Venezuela para vincularlos con Miami”. 《엘 누에보 헤럴드》. 2014년 3월 21일. 2014년 9월 1일에 원본 문서에서 보존된 문서. 2014년 4월 13일에 확인함.
154. ↑  “Saldo de las protestas en El Trigal”. 《노티타르데》. 13 February 2014.  2 April 2014에 원본 문서에서 보존된 문서. 11 April 2014에 확인함.
155. ↑  “문서 없음”.  4 March 2016에 원본 문서에서 보존된 문서.  7 March 2016에 확인함.
156. ↑  Emilia Jorge, Maria (2014년 8월 3일). “La cárcel, según los jóvenes que protestaron”. 엘 나시오날. 2014년 8월 6일에 원본 문서에서 보존된 문서. 2014년 8월 7일에 확인함.
157. ↑  “En video: Foro Penal denuncia en CNN torturas con descargas eléctricas en Táchira”. 《요요 프레스》. 2014년 4월 13일. 2014년 4월 14일에 원본 문서에서 보존된 문서. 2014년 4월 13일에 확인함.
158. ↑  “Foro Penal denuncia torturas con descargas eléctricas a mujeres en los senos”. 《카라오타 디지털》. 2014년 4월 12일. 2014년 4월 13일에 원본 문서에서 보존된 문서. 2014년 4월 13일에 확인함.
159. ↑  “Estudiantes venezolanos detenidos habrían sufrido torturas, según abogada del Foro Penal Venezolano”. 《NTN24》. 16 February 2014. 14 April 2014에 원본 문서에서 보존된 문서. 13 April 2014에 확인함.
160. ↑  “Venezuelan opposition denies jailed politician took own life”. 《AP 통신》. 2018년 10월 9일.
161. ↑  “Opposition Venezuelan politician dies in jail”. 《AP 통신》. 2018년 10월 8일.
162. ↑  “Bancada del PSUV en la AN niega debate sobre las torturas y tratos crueles”. 《엘 우니베르살》. 2014년 5월 13일. 2014년 5월 14일에 확인함.
163. ↑  “Foreign journal provides identity of shooters”. 《엘 우니베르살》. 2014년 2월 19일. 2014년 2월 21일에 확인함.
164. ↑  “Maduro evalúa intervenir policía de Lara porque protege a "guarimberos"” [마두로, "과림베로스"를 보호하는 라라 경찰 개입 검토]. 《라 파티야》 (스페인어). 2014년 2월 21일. 2014년 2월 22일에 확인함.
165. ↑  Seumas Milne (2014년 4월 8일). “Venezuela protests are sign that US wants our oil, says Nicolás Maduro”. 《가디언》. 2016년 3월 7일에 확인함.
166. ↑  “noticiascentro.com”. 2014년 4월 13일에 원본 문서에서 보존된 문서. 2016년 3월 7일에 확인함.
167. ↑  Hallan "miguelitos" y clavos en barricadas de Ciudad Ojeda: FOTOS+VIDEO 보관됨 13 4월 2014 - 웨이백 머신
168. ↑  “Guarimbas con miguelitos y chinas: el idioma de las protestas venezolanas- 아메리카 라티나- 로이터”. 2014년 4월 13일에 원본 문서에서 보존된 문서. 2016년 3월 7일에 확인함.
169. ↑  “Presidente Maduro presenta vídeo donde se observa a grupos violentos preparando guarimbas – Noticias Diarias”. 2016년 3월 7일에 확인함.
170. ↑  Neuman, William (2014년 2월 26일). “Crude Weapons Help Fuel Unrest in Bastion of Venezuelan Opposition”. 《뉴욕 타임스》. 2014년 4월 12일에 확인함.
171. ↑  Bracho, Alejandro. “Fiscal General denunció ataque a sede del Ministerio Público”. sunoticiero.com. 2014년 2월 22일에 원본 문서에서 보존된 문서. 2014년 4월 24일에 확인함.
172. ↑  “Alcalde Muchacho denuncia "ataques" contra bancos en Chacao”. 《엘 문도》. 2014년 4월 25일에 원본 문서에서 보존된 문서. 2014년 4월 24일에 확인함.
173. ↑  “Ameliach denuncia que ataque a sede de Psuv deja un herido en Carabobo”. 글로보비시온.com. 2014년 2월 27일에 원본 문서에서 보존된 문서. 2014년 4월 24일에 확인함.
174. ↑  “Denuncian ataques a sedes del Seniat en Caracas y Zulia”. 글로보비시온.com. 2014년 3월 7일에 원본 문서에서 보존된 문서. 2014년 4월 24일에 확인함.
175. ↑  Yepes, Hector. “Primera dama denunció ataque a la sede de la Fundación de la Familia Tachirense (Fotos)”. 《라 나시온》. 2014년 2월 26일에 원본 문서에서 보존된 문서. 2014년 4월 24일에 확인함.
176. ↑  “Venezuela Ministry Torched By Protesters”. 야후! 뉴스 UK. 2014년 4월 2일. 2014년 4월 24일에 확인함.
177. ↑  Trujillo, Manuel Ruben. “Maduro revela que hay un detenido por ataques a ministerio de Vivienda”. 《엘 우니베르살》. 2014년 4월 24일에 확인함.
178. 1 2  Robertson, Ewan. “Venezuelan Opposition Mayor Jailed and Another Arrested as More Die in Violent Disturbances”. nsnbc.me. 2014년 4월 7일에 원본 문서에서 보존된 문서. 2014년 4월 6일에 확인함.
179. ↑  “Queman 5 vehículos de Pdval en Carabobo”. 리포르테 콘피덴시알. 2014년 12월 20일에 원본 문서에서 보존된 문서. 2014년 4월 24일에 확인함.
180. ↑  “Violentos incendiaron gandola con alimentos en Maracaibo”. 시우다드CCS.org. 2014년 2월 24일에 원본 문서에서 보존된 문서. 2014년 4월 24일에 확인함.
181. ↑  “Jesse Chacón denunció la quema de 22 vehículos de Corpoelec”. 《엘 우니베르살》. 2014년 4월 24일에 확인함.
182. ↑  “Cámaras del Metrobús Guarenas – Guatire registran agresión de fascistas | 라 라디오 델 수르”. 2014년 2월 24일에 원본 문서에서 보존된 문서. 2014년 4월 12일에 확인함.
183. ↑  “홈 – 울티마스 노티시아스”. 2014년 2월 27일에 원본 문서에서 보존된 문서. 2016년 3월 7일에 확인함.
184. ↑  “Conflictividad social en Venezuela en enero de 2015” (PDF). 《베네수엘라 사회 갈등 관측소》. 2015년 2월 12일에 확인함.
185. ↑  Martín, Sabrina (2015년 8월 6일). “Looting Sweeps Venezuela as Hunger Takes Over 132 Incidents Tell of "Desperation and Discomfort" Sinking In”. 파남 포스트. 2015년 8월 8일에 원본 문서에서 보존된 문서. 2015년 8월 8일에 확인함.
186. ↑  “Thousands March Against Socialist President in Venezuela”. 국제 뉴욕 타임스. 2015년 1월 24일. 2015년 8월 8일에 확인함.
187. ↑  Seddon, Paul (2015년 1월 22일). “As it happened: Thursday in the European Parliament”. BBC. 2015년 3월 1일에 확인함.
188. ↑  “Situation in Venezuela (debate)”. 《유럽 의회》. 2015년 3월 1일에 확인함.
189. ↑  Cawthorne, Andrew (2016년 3월 17일). “Small protests proliferate in simmering Venezuela”. 《로이터》. 2016년 5월 8일에 원본 문서에서 보존된 문서. 2016년 4월 3일에 확인함.
190. ↑  “Conflictividad Social en Venezuela en Octubre 2016”. 《베네수엘라 사회 갈등 관측소》. 2020년 11월 7일에 원본 문서에서 보존된 문서. 2016년 11월 19일에 확인함.
191. ↑  “Observatorio Humanitario – Social registró 3.220 protestas en el territorio nacional durante primer semestre (DOCUMENTO)”. 《라 파티야》 (유럽 스페인어). 2018년 7월 4일. 2018년 7월 4일에 확인함.
192. ↑  “Observatorio de Conflictividad Social asegura que 8 de cada 10 protestas en Venezuela son por derechos sociales” (스페인어). NTN24. 2018년 6월 30일. 2018년 7월 4일에 확인함.
193. ↑  “Venezuela: More sectors join protests as opposition considers general strike”. 가르다 (기업). 2018년 7월 24일.
194. ↑  “Abuelitos sacan a empujones a los colectivos que querían acabar con protesta en las Fuerzas Armadas (Video)”. 《라 파티야》 (유럽 스페인어). 2018년 7월 18일. 2018년 7월 18일에 확인함.
195. ↑  “Enfermos de Parkinson exigen al Gobierno distribución urgente de medicamentos (Fotos y Videos)”. 《라 파티야》 (유럽 스페인어). 2018년 4월 9일. 2018년 4월 10일에 확인함.
196. ↑  “Venezuela crisis: Anger over shortages triggers protests”. 《BBC 뉴스》. BBC. 2020년 9월 30일.
197. ↑  “Venezuela protest: Opposition clashes with police”. 알 자지라. 2020년 3월 11일.
198. ↑  “Riots Erupt in Venezuela's Countryside Over Food, Fuel Scarcity”. 《블룸버그 뉴스》. 블룸버그. 2020년 4월 24일.
199. ↑  “5 myths about the Venezuela crisis”. 《글로벌 포스트》. 2014년 3월 5일. 2014년 3월 31일에 확인함.
200. ↑  “베네수엘라 우익 폭력에 대한 세계 정의 동맹 성명”. 세계 정의 동맹. 2014년 2월 18일. 2014년 2월 21일에 확인함.
201. ↑  “Obama Condemns Violence in Ukraine And Venezuela”. 《허핑턴 포스트》. 2014년 2월 19일. 2014년 2월 20일에 원본 문서에서 보존된 문서. 2014년 2월 20일에 확인함.
202. ↑  “White House: US not backing Venezuela opposition protests”. 《알 자지라》. 2014년 2월 18일. 2014년 2월 18일에 확인함.
203. ↑  “Venezuela acusa a Panamá de injerencia y llama a consultas a su embajadora” [베네수엘라, 파나마의 내정 간섭 비난 및 대사 소환]. 《라 파티야》 (스페인어). 2014년 2월 20일. 2014년 2월 20일에 확인함.
204. ↑  “Maduro: Las agencias de EEUU han dado luz verde para el derrocamiento de mi Gobierno” [마두로: 미국 기관들이 내 정부 전복에 청신호를 보냈다]. 《라 파티야》 (스페인어). 2014년 2월 21일. 2014년 2월 22일에 확인함.
205. ↑  “8 dead as Venezuela turmoil continues, leader asks for Obama's help”. 《로스앤젤레스 타임스》. 2014년 2월 22일. 2014년 2월 22일에 확인함.
206. ↑  “Maduro: Yo invoco a Obama, a su espíritu afroamericano, para que de la orden de respetar a Venezuela” [마두로: 나는 오바마와 그의 아프리카계 미국인 정신에게 베네수엘라를 존중하라는 명령을 내리라고 간청한다]. 《라 파티야》 (스페인어). 2014년 2월 22일. 2014년 2월 23일에 확인함.
207. ↑  “Cabello: Machado va a ser juzgada por asesina (Video)”. 《라 파티야》. 2014년 3월 18일. 2014년 3월 19일에 확인함.
208. ↑  “Con la bandera nacional sale María Corina Machado de Maiquetía (Fotos)”. 《라 파티야》. 2014년 3월 22일. 2014년 3월 23일에 확인함.
209. ↑  “Conspiracy Claims in Venezuela”. 《뉴욕 타임스》. 뉴욕 타임스. 2015년 2월 25일. 2015년 3월 1일에 확인함.
210. ↑  “Venezuelan president Nicolás Maduro accuses three generals of plotting coup”. 《가디언》. 2014년 3월 26일. 2014년 3월 26일에 확인함.
211. ↑  Londoño, Ernesto; Casey, Nicholas (2018년 9월 8일). “Trump Administration Discussed Coup Plans With Rebel Venezuelan Officers”. 《뉴욕 타임스》. 뉴욕 타임스. 2018년 9월 8일에 확인함.
212. ↑  Dube, Ryan and Kejal Vyas (2019년 2월 21일). “Venezuelan Official Breaks With Maduro; Hugo Carvajal, the former military-intelligence chief, pledges support for opposition leader Juan Guaidó and says humanitarian aid should be let into the country”. 《월스트리트 저널》. Also available online.
213. ↑  Herrero, Ana Vanessa and Nicholas Casey (2019년 2월 22일). “Venezuela's Ex-Spy Chief Breaks With Maduro: 'You Have Killed Hundreds'”. 《뉴욕 타임스》 Late (Ea Coa)판. A.6면. Also available online.
214. ↑  “Carvajal: Maduro paga por 'manifestaciones espontáneas' en el extranjero” [카르바할: 마두로, 해외 '자발적 시위'에 돈 지불]. 《엘 나시오날》 (스페인어). 2019년 3월 18일. 2019년 3월 19일에 확인함.
215. ↑  보비오, 레오나르도 (2014년 2월 15일). “레오폴도 로페스 아버지 집 수색”. 《엘 나시오날》. 2014년 2월 22일에 원본 문서에서 보존된 문서.
216. ↑  Gupta, Girish (2014년 2월 16일). “Venezuelan opposition leader says he'll turn himself in”. 《USA 투데이》. 2014년 2월 17일에 확인함.
217. ↑  Gupta, Girish (2014년 2월 17일). “Venezuelan security forces raid major opposition base”. 《USA 투데이》. 2014년 2월 18일에 확인함.
218. ↑  “Leopoldo López se entrega a funcionarios de la GN”. 《엘 우니베르살》. 2014년 2월 18일. 2014년 2월 18일에 확인함.
219. ↑  “Diferida audiencia de Leopoldo López, pasará la noche en Ramo Verde: Fiscal General garantiza "todos sus derechos"”. 《라 파티야》. 2014년 2월 18일. 2014년 2월 19일에 확인함.
220. ↑  “Human Rights Watch exile a Maduro la immediate liberación de López”. 《라 파티야》. 2014년 2월 19일. 2014년 2월 19일에 확인함.
221. ↑  “Venezuela opposition leader Leopoldo Lopez surrenders, urges protests”. 《로스앤젤레스 타임스》. 2014년 2월 18일. 2014년 2월 19일에 확인함.
222. ↑  Wallis, Daniel (2014년 3월 20일). “Mayor sentenced to ten and a half months (로이터)”. Uk.reuters.com. 2016년 3월 5일에 원본 문서에서 보존된 문서.
223. ↑  “Presos políticos en Venezuela: el hermano de Chávez amenaza con arrestar a dos alcaldes opositores”. 《인포바에》. 2014년 3월 21일. 2014년 3월 21일에 확인함.
224. ↑  “Confirman orden de captura contra Carlos Vecchio” [카를로스 베치오 체포 영장 확인]. 《라 파티야》 (스페인어). 2014년 2월 27일. 2014년 2월 28일에 확인함.
225. ↑  Rojas, Eligio (2014년 3월 25일). “Generales Machillanda, Hernández y Millán involucrados en supuesto golpe”. 《엘 문도》. 2014년 3월 26일에 확인함.
226. ↑  Parshely, Lois (2014년 5월 2일). “Venezuela's Latest Military Defector Puts the Focus on Civilian Deaths”. 《블룸버그 비즈니스위크》. 2014년 5월 3일에 원본 문서에서 보존된 문서. 2014년 5월 3일에 확인함.
227. ↑  “Frente Institucional Militar rechaza detención de oficiales”. 《엘 나시오날》. 2014년 3월 27일. 2014년 3월 27일에 원본 문서에서 보존된 문서. 2014년 3월 27일에 확인함.
228. ↑  Maria Delgado, Antonio (2014년 3월 26일). “Oficiales retirados cuestionan arrestos de generales venezolanos”. 《엘 누에보 헤럴드》. 2014년 5월 30일에 원본 문서에서 보존된 문서. 2014년 3월 26일에 확인함.
229. ↑  “Nunca había visto algo así, era una maldad distinta” [이런 것은 본 적이 없었다, 다른 종류의 악이었다]. 《엘 우니베르살》 (스페인어). 2014년 2월 21일. 2014년 2월 22일에 확인함.
230. ↑  “Desmiente que haya "Avispas Negras" en Táchira: los únicos cubanos que hay están en los CDI” ["타치라에 "검은 말벌"이 있다는 것을 부인한다: 유일한 쿠바인들은 CDI에 있다"]. 《노티시아스 24》 (스페인어). 2014년 2월 20일. 2018년 12월 13일에 원본 문서에서 보존된 문서. 2014년 2월 24일에 확인함.
231. ↑  Cartaya, Rolando (2014년 2월 24일). “Cuban troops suspected to be in Venezuela”. 《마르티 뉴스》. 2014년 2월 24일에 확인함.
232. ↑  “Venezuela demands Colombia return 3 military deserters”. 《CNN》. 2017년 4월 23일. 2017년 4월 23일에 확인함.
233. 1 2  “베네수엘라 볼리바르 공화국의 인권 침해: 끝없는 하향 나선” (PDF).
234. ↑  “반대파 탄압”. 《휴먼 라이츠 워치》. 2017년 11월 29일.
235. 1 2  Lopez, Edgar (29 January 2015). “Autorizan uso de armas mortales contra protestas”. 엘 나시오날. 16 February 2015에 원본 문서에서 보존된 문서. 12 February 2015에 확인함.
236. ↑  Dreier, Hannah (2015년 2월 27일). “Venezuelan Protest Deadly Force Order After Young Boy Killed”. ABC 뉴스. 2015년 3월 1일에 확인함.
237. ↑  Obregon, Walter (2015년 2월 25일). “Estudiantes de Barinas protestaron en contra del asesinato de liceísta”. 엘 우니베르살. 2015년 2월 25일에 확인함.
238. ↑  Lares Martiz, Valentina (2015년 2월 25일). “Se eleva la tensión en Venezuela por asesinato de joven de 14 años”. 엘 티엠포. 2015년 3월 14일에 확인함.
239. ↑  “Venezuelan Protest Deadly Force Order After Young Boy Killed”. 뉴욕 타임스. 2015년 2월 27일. 2015년 3월 14일에 확인함.
240. ↑  “Canadá está preocupada por resolución 8610 en Venezuela”. 글로보비시온. 2015년 2월 26일. 2015년 2월 27일에 원본 문서에서 보존된 문서. 2015년 3월 14일에 확인함.
241. ↑  Merchán, Johan (2015년 3월 12일). “Parlamento Europeo pide liberación inmediata de López, Ledezma, Ceballos y manifestantes pacíficos detenidos por régimen de Maduro”. 엔 오리엔테. 2016년 3월 11일에 원본 문서에서 보존된 문서. 2015년 3월 14일에 확인함.
242. ↑  “Padrino López dice que el texto de la Resolución 008610 es hermosísimo y respetuoso”. 라 파티야. 2015년 1월 31일. 2015년 3월 14일에 확인함.
243. ↑  Pomenta Llaña, Sonia (2015년 3월 7일). “Redactan manual para normar la resolución 8610”. 유니온 라디오. 2015년 4월 2일에 원본 문서에서 보존된 문서. 2015년 3월 14일에 확인함.
244. ↑  “Estudiantes llegaron a la embajada de Cuba”. 《엘 우니베르살》. 2014년 2월 25일. 2014년 2월 26일에 확인함.
245. ↑  “Estudiantes marcharon hasta la embajada de Cuba (Fotos y Video)”. 《라 파티야》. 2014년 2월 25일. 2014년 2월 26일에 확인함.
246. ↑  “Venezuela: These Are Middle Class Protests, And The Poor Aren't Joining”. 《WFTV》. 20 March 2014에 원본 문서에서 보존된 문서. 19 March 2014에 확인함.
247. ↑  Bajak, Frank (2014년 3월 19일). “Venezuelan student protesters seek to woo poor”. 《AP 통신》. 2014년 3월 19일에 원본 문서에서 보존된 문서. 2014년 3월 19일에 확인함.
248. 1 2 3  Toro, Francisco. “The Venezuelan Protests Are Playing Right Into the Regime's Hands”. 《뉴 리퍼블릭》. 2014년 6월 5일에 확인함.
249. 1 2  Bajak, Frank. “Venezuelan student protesters seek to woo poor”. AP 통신. 2014년 5월 4일에 원본 문서에서 보존된 문서. 2014년 6월 5일에 확인함.
250. ↑  López, Virginia; Watts, Jonathan (2014년 2월 20일). “Venezuela's poor join protests as turmoil grips Chávez's revolution”. 가디언. 2014년 7월 16일에 확인함.
251. ↑  Law, Phillippa; Walsh, James. “Venezuela protests: demonstrators tell us why they're taking part”. 《가디언》. 2014년 6월 8일에 확인함.
252. ↑  Walsh, James; Law, Philippa. “Venezuela protests: the other side of the story”. 《가디언》. 2014년 6월 5일에 확인함.
253. ↑  “LVL: 63% de la población rechaza como se están dando las protestas. No conducirán a ningún lado”. 《노티시아스24.com》. 2014년 4월 6일. 2014년 3월 10일에 원본 문서에서 보존된 문서. 2014년 4월 7일에 확인함.
254. ↑  “79,5% piensa que el país está mal”. 《엘 우니베르살》. 2014년 4월 5일. 2014년 5월 6일에 확인함.
255. ↑  Rodríguez T., Carmen M. (2015년 5월 5일). “Venezolanos no ven las protestas como un mecanismo frente al descontento”. 엘 우니베르살. 2015년 5월 20일에 확인함.
256. ↑  “IAPA protests official censorship of press in Venezuela”. 《보도자료》. 미주언론협회. 2014년 3월 2일에 원본 문서에서 보존된 문서. 2014년 2월 26일에 확인함.
257. 1 2  “La APEX demanda al Gobierno a que se respete a periodistas extranjeros”. 《엘 우니베르살》. 2014년 2월 25일. 2014년 2월 26일에 확인함.
258. ↑  Peter Wilson (2014년 2월 19일). “Social media key for Venezuelan protesters”. 《USA Today》.
259. ↑  Vinogradoff, Ludmila (2014년 3월 3일). “Maduro trata a la prensa aún peor que Hugo Chávez”. 《ABC》. 2014년 3월 4일에 확인함.
260. ↑  “Este martes será instalada la Comisión de la Verdad”. 《라 파티야》. 2014년 3월 15일. 2014년 3월 15일에 확인함.
261. ↑  “Sntp: 181 agresiones, robos y detenciones contra periodistas en dos meses de protesta”. 《라 파티야》. 2014년 4월 12일. 2014년 4월 13일에 확인함.
262. ↑  “SNTP registra más de 120 agresiones contra periodistas”. 《엘 우니베르살》. 2014년 3월 12일. 2014년 3월 12일에 확인함.
263. ↑  “Sntp reportó 205 agresiones a 152 trabajadores de la prensa”. 노티타르데.  4 June 2014.  6 June 2014에 원본 문서에서 보존된 문서.  5 June 2014에 확인함.
264. ↑  “Suman 205 agresiones contra trabajadores de la prensa en dos meses”. 라 파티야. 2014년 6월 3일. 2014년 6월 5일에 확인함.
265. ↑  “Reportan 460 ataques a la libertad de expresión en Carabobo, en tres meses”. 엘 우니베르살. 2014년 6월 10일. 2014년 6월 15일에 확인함.
266. 1 2  “Abogados denuncian que el Sebin realiza seguimientos para amedrentarlos”. 《엘 나시오날》. 19 May 2014. 20 May 2014에 원본 문서에서 보존된 문서. 20 May 2014에 확인함.
267. 1 2  Taylor, Adam (2014년 2월 24일). “Amid the coverage of Ukraine, is a crisis in Venezuela being ignored?”. 워싱턴 포스트. 2015년 2월 20일에 확인함.
268. ↑  “Ongoing Human Rights Violations Mark Protests in Venezuela”. 《보도자료》. 로버트 F. 케네디 정의인권센터. 2014년 3월 25일에 원본 문서에서 보존된 문서. 2014년 3월 25일에 확인함.
269. ↑  Schipani, Andres (2014년 2월 16일). “Fears grow of Venezuela media crackdown after protest killings”. 《파이낸셜 타임즈》. 2014년 2월 17일에 확인함.
270. ↑  Wallis, Daniel (2014년 2월 20일). “Maduro threatens to expel CNN for Venezuela coverage”. 《로이터》. 2014년 2월 21일에 확인함.
271. ↑  스티브 알마시. “CNN en Español kicked off air in Venezuela”. 《CNN》. 2017년 3월 6일에 확인함.